# Esercito cinese dei Ming

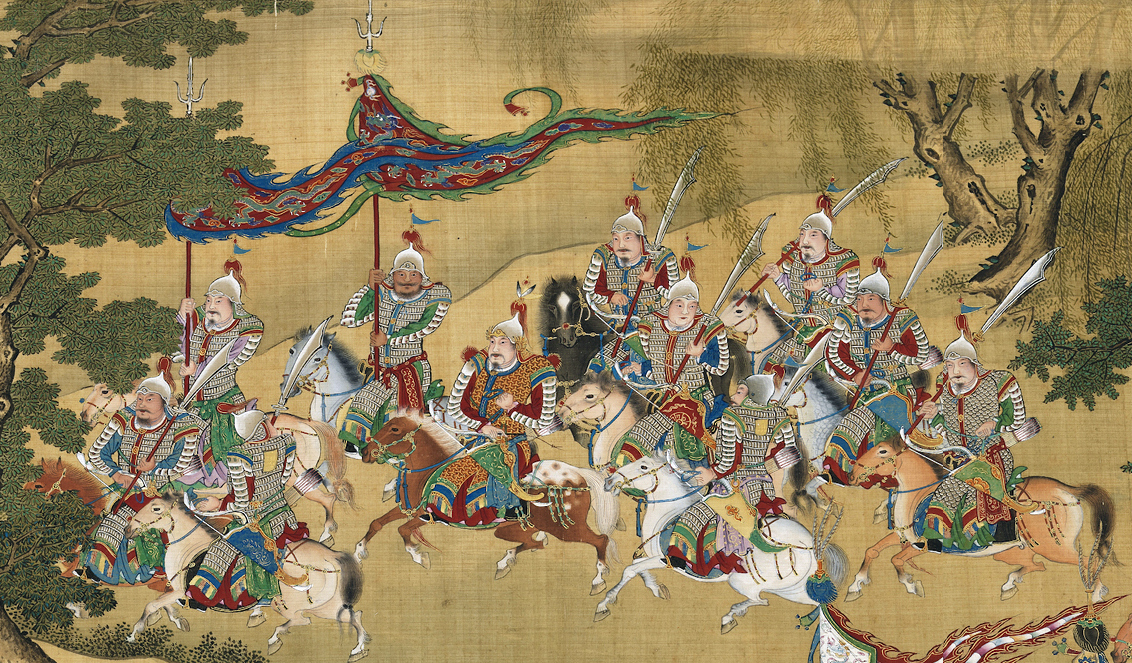
Cavalleria Ming, Araldo di partenza (particolare)

Per esercito dei Ming s'intende l'apparato militare della Cina dal 1368 al 1644, sotto la dinastia Ming. Fu creato nel 1368, durante la Rivolta dei Turbanti Rossi, dal primo sovrano Ming, Zhu Yuanzhang, salito al trono imperiale come Hongwu. Come molti aspetti della politica e della società Ming, l'esercito mescolò in sé elementi tradizionali cinesi, riferibili alla dinastia Tang, ed elementi mongoli legati al recente passato della dinastia Yuan detronizzata dai Ming. La nuova armata imperiale fu inizialmente organizzato secondo linee in gran parte ereditarie con leve fornite dalle comunità agricole autosufficienti dell'impero i cui soldati erano raggruppati in guarnigioni (wei) e battaglioni (suo), da cui il nome "Sistema Wei-Suo". Questo sistema declinò però nemmeno un secolo dopo la fondazione della dinastia, intorno al 1450, e fu definitivamente scartato in favore d'un uso intensivo di mercenari e soldati stipendiati nel corso del XVI secolo. L'esercito comprendeva inizialmente consistenti forze di cavalleria armata d'arco in stile turco-mongolo e solo nel Cinquecento iniziò a ricorrere in modo massiccio a moderne armi da fuoco di modello occidentale in dotazione a forze di fanteria organizzate in schieramenti.

## Contesto e considerazioni preliminari

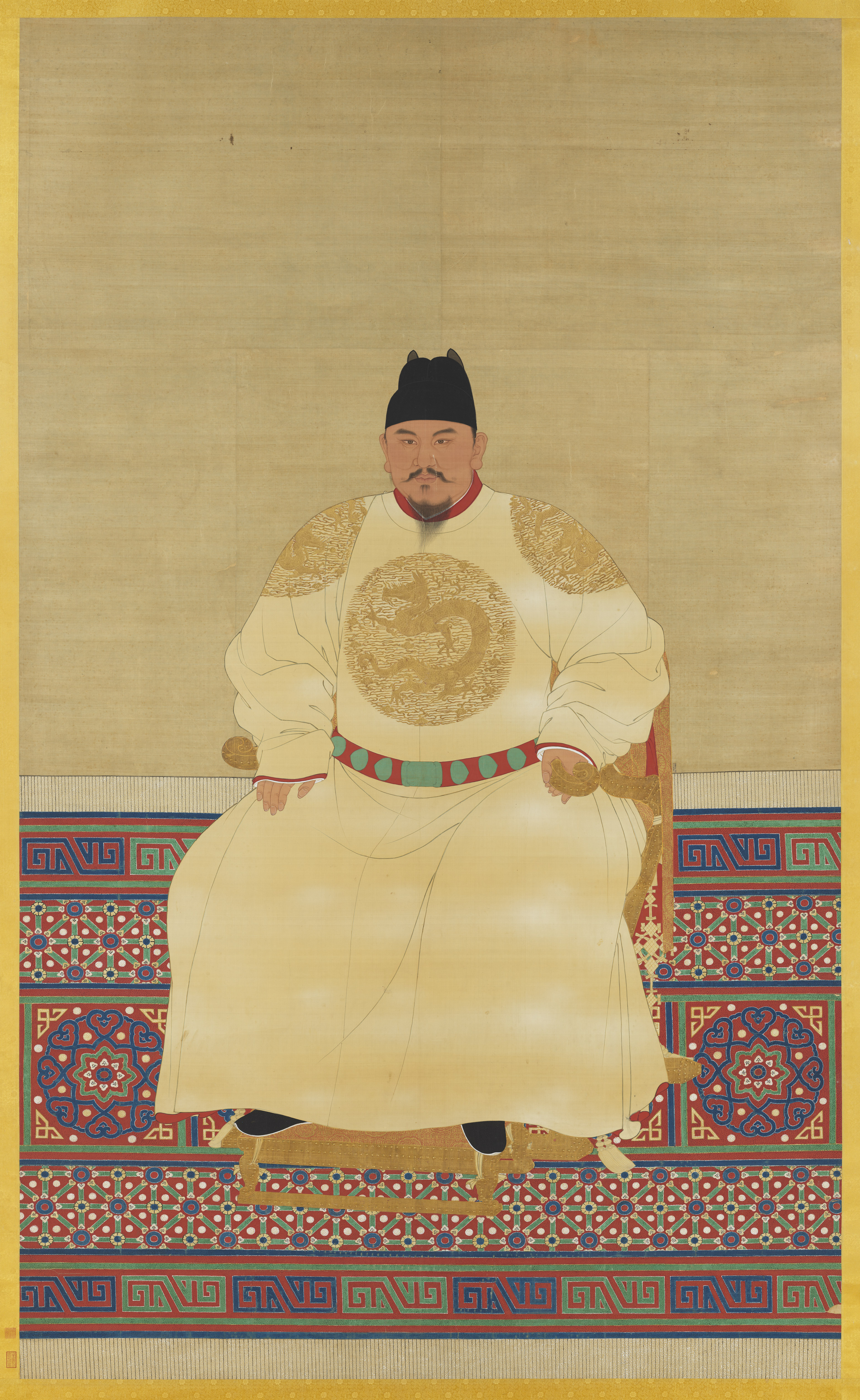
Ritratto ufficiale dell'imperatore Hongwu, condottiero di umili origini e fondatore della dinastia Ming.

La corruzione dell'apparato imperiale cinese nella prima metà del XIV secolo, unito ad una serie di cogenti catastrofi socio-ambientali (inondazioni del Fiume Giallo e carestie), innescarono rivolte contadine e religiose contro la dinastia mongola Yuan (1271-1368) a partire dal 1350. Zhu Yuanzhang, una figura di umili origini distintosi come condottiero militare nel corso della «Rivolta dei Turbanti Rossi», si fece tedoforo della riconquista «cinese» del potere, conquistò Nanjing (1356), Nanchino (1359) ed infine Pechino (1368), ricacciò i Mongoli nelle steppe natie e prese per sé il trono imperiale con il nome regio di Hongwu (zh. 洪武帝T, HóngwǔP, Hung-wooW, lett. "Grandezza militare"), fondando la dinastia Ming (1368-1644), che avrebbe traghettato la Cina nell'Età moderna.
Contrariamente allo stereotipo secondo cui i Ming confuciani si sarebbero disinteressati all'esercito, essi, in realtà, riversarono enormi risorse, non solo fiscali ma anche fondiarie, per mantenere ed ammodernare le forze armate imperiali che costituirono, non a caso, la voce più importante del bilancio statale cinese dell'epoca. Il motivo per cui i Ming posero deliberatamente i funzionari militari e civili (quindi confuciani) in contrapposizione fu per mantenere controllo ed equilibrio nell'apparato burocratico. Le truppe spesso litigavano, saccheggiavano, eludevano le tasse o resistevano alle forze dell'ordine a dispetto dei funzionari civili, spingendo il tribunale a incaricare funzionari civili di supervisionare i militari. Diversi imperatori Ming, come Hongwu (r. 1368-1398) e Yongle (r. 1402-1424), furono inoltre validi e capaci condottieri militari.

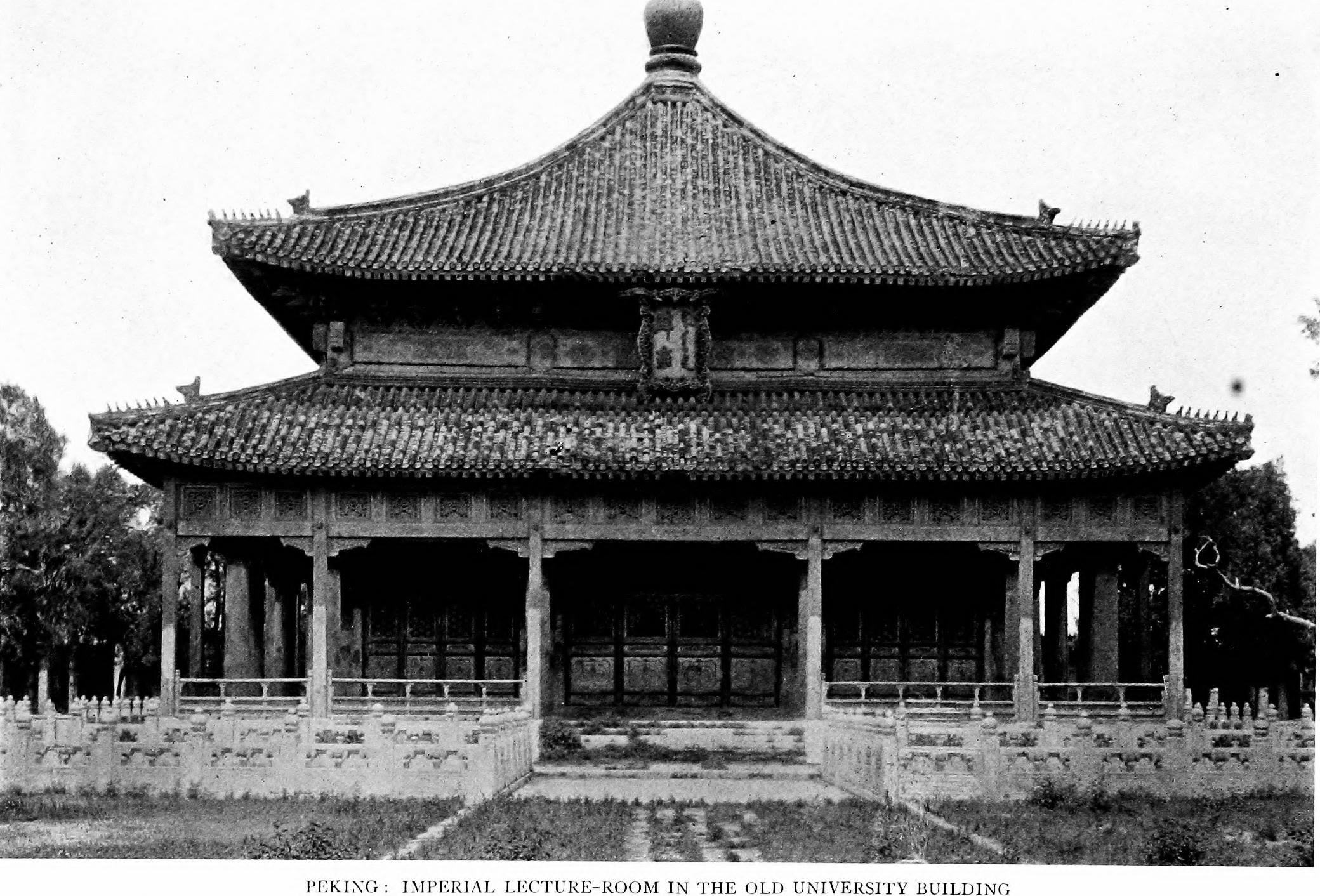
Il Biyong, l'aula magna dell'accademia Guozijian di Pechino di cui i Ming si servirono per formare i loro ufficiali.

Come in molti altri aspetti, anche nella gestione dell'esercito i Ming crearono una simbiosi tra le istituzioni militari mongole lasciate dagli Yuan e la tradizione militare della dinastia Tang (618-907).

Gli imperatori Ming, da Hongwu (r. 1368-1398) a Zhengde (r. 1505-1521) mantennero le istituzioni militari ereditarie lasciate dai mongoli, vestendo sé stessi e le loro guardie con abiti e cappelli in stile mongolo in ragione della loro praticità nella lotta, promuovendo il tiro con l'arco e l'equitazione e incorporando un gran numero di mongoli nel loro esercito: sino al termine del XVI secolo, i mongoli fornirono ai Ming un ufficiale ogni tre nelle forze della capitale imperiale, come la Guardia dell'uniforme ricamata (v.si seguito). Anche altri popoli nomadi delle steppe, come gli Jurchen (che avrebbero infine strappato il potere ai Ming stessi), erano prominenti tra i ranghi dell'armata imperiale Ming. Inoltre, gli imperatori Hongwu e Yongle predilessero esercito composti da preponderanti forze di cavalleria in puro stile turco-mongolo.
Presso l'accademia imperiale del Guozijian, equitazione e tiro con l'arco furono promossi da Hongwu insieme ai classici confuciani richiesti negli esami imperiali, antica istituzione cinese dismessa dagli Yuan e riportata in auge proprio dai Ming. Il tiro con l'arco e l'equitazione furono aggiunti all'esame da Hongwu nel 1370 proprio come il tiro con l'arco e l'equitazione erano richiesti per i funzionari non militari all'Accademia della Guerra (武舉) nel 1162 dall'imperatore Xiaozong della dinastia Song, quando cioè la Cina, temendo la crescente minaccia dei nomadi della steppa sui suoi confini, cerco di appropriarsi del loro precipuo stile di combattimento.
Affine all'antica tradizione militare Han (cinese) dei Tang fu invece la creazione del c.d. "Sistema Wei-Suo" (v.si seguito) voluto per creare una classe militare fondiaria autosufficiente che sgravasse l'impero dalla pericolosa dipendenza verso truppe mercenarie.

## Esegesi delle fonti

### Trattatistica militare

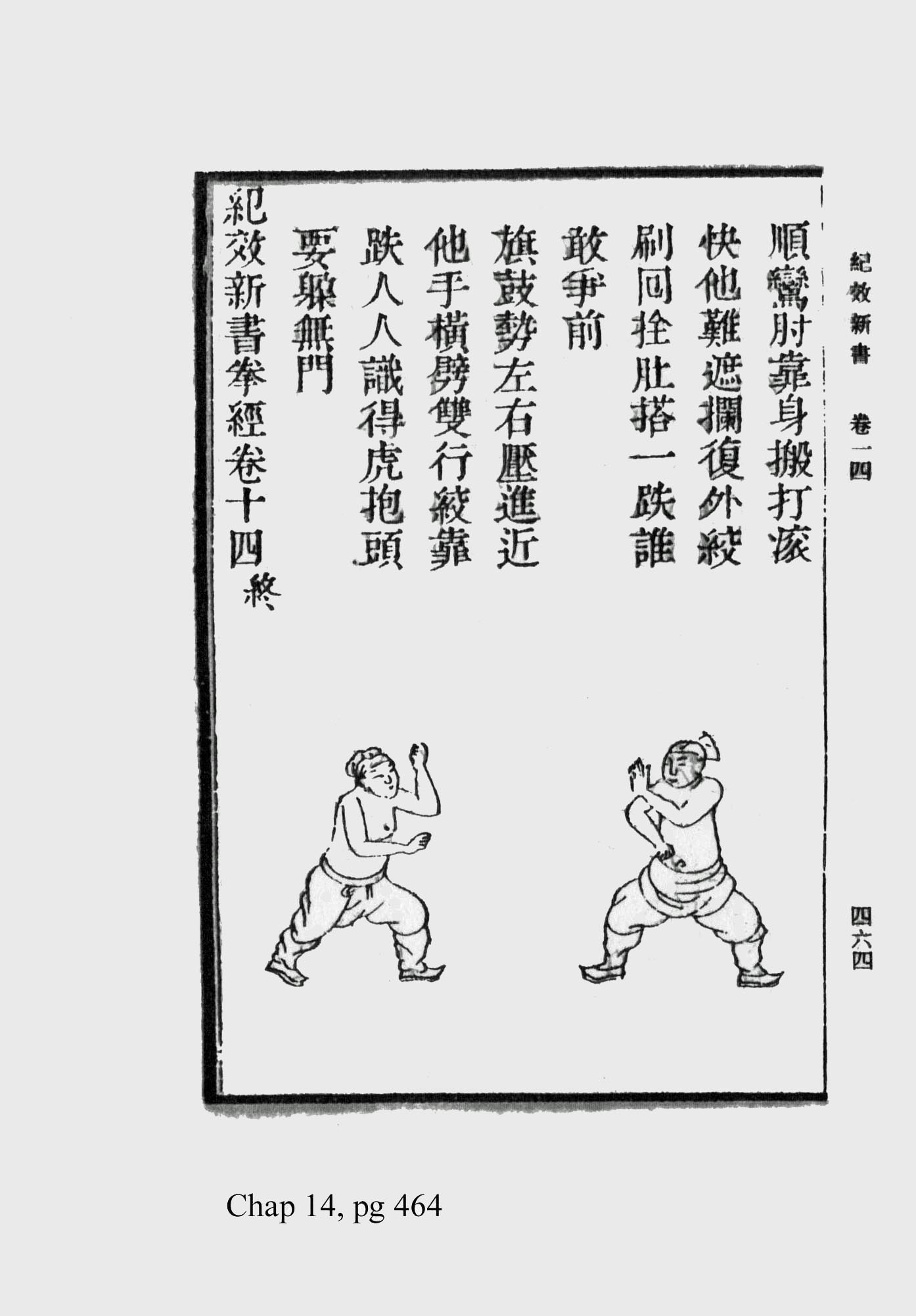
"Il canone del pugilato" - Estratto dallo Jixiao Xinshu di Qi Jiguang

In epoca Ming vennero redatti numerosi manuali d'arte bellica, divenuti poi veri e propri classici. Anzitutto lo Jixiao Xinshu (紀效新書T, 纪效新书S, Jìxiào xīnshūP, chi-hsiao hsin-shuW, lett. "Nuovo trattato d'efficacia militare") del generale Qi Jiguang. Nella prima metà del XVII secolo, il Wubei Zhi (武備志T, 武备志S, wǔbèizhìP, lett. "Trattato sugli equipaggiamenti militari") del 1621 di Mao Yuanyi e il Wu Bei Yao Lue del 1638 di Cheng Ziyi.
Lo Jixiao Xinshu è un trattato di strategia militare che parla anche di arti marziali cinesi. Ne vennero fatte due redazioni: una circa nel biennio 1560–1561 che conta di 18 capitoli (纪效新书十八卷T, Jixiao Xinshu shiba juanP) e un'altra nel 1584, ridotta a 14 capitoli ma arricchita di nuovo materiale. Tramite quest'opera, il generale Qi Jiguang perorò l'importanza delle arti marziali nell'addestramento militare e l'utilizzo sistematico delle armi da fuoco degli occidentali (archibugio, moschetto, carabina, ecc.), approfondì la descrizione della formazione da battaglia 鴛鴦陣T, yuānyāng zhènP, lett. "Formazione dell'anatra mandarina" da lui inventata e approfondì gli aspetti logistici legati alla produzione ed all'approvvigionamento di armi per l'Impero.
Il Wubei Zhi è considerato il libro militare più completo nella storia cinese. Scritto nel 1621, contiene 240 volumi per un totale di 200.000 caratteri che ne fanno il libro più lungo mai pubblicato in Cina a proposito di argomenti militari. vera e propria enciclopedia militare dell'Antica Cina, contiene un ricchissimo compendio grafico di mappe ed illustrazioni di armi, artiglierie ed armature, oltre a citazioni e studi di battaglie dai tempi della dinastia Zhou orientale (722-481 a.C.) agli Yuan ed all'esame delle teorie militari dei grandi strateghi sinici, tra cui Sun Tzu.

### Iconografia Ming
L'imperatore Jiajing (r. 1522-1566) commissionò un enorme dipinto panoramico, realizzato in due rotoli gemelli, raffigurante il corteo militare dell'imperatore durante la parata cerimoniale verso le tombe imperiali, ubicate a circa 50 km nord da Pechino, all'andata (c.d. "Araldo della partenza", lungo 26 m) ed al ritorno (c.d. "Ricompensa al ritorno", lungo 31 m). La seconda metà del dipinto, mostra anche il personale di corte/militare intento ad utilizzare delle chiatte fluviali.

L'Araldo e la Ricompensa (oggi conservati nel Museo del Palazzo di Pechino), nel loro insieme, sono un'importantissima fonte iconografica per la ricostruzione dell'aspetto delle truppe cinesi d'epoca Ming, delle loro uniformi e del loro equipaggiamento.

## SistemaWei-Suo
L'imperatore Hongwu, come anticipato, integrò il sistema di soldati ereditari delle guarnigioni in stile mongolo con l'antico sistema fondiario del fubing, in uso in Cina sotto le dinastie Wei (534-557), Sui (581-618) e Tang. I soldati ereditari dovevano essere autosufficienti e furono pertanto assegnate loro delle terre pubbliche da amministrare tramite "colonie militari" (tuntian): nelle regioni confine, il 70% dei soldati coltivava la terra mentre il 30% prestava servizio attivo; nell'entroterra, i soldati in servizio attivo dovevano essere il 20%. Il servizio attivo si svolgeva presso postazioni militari, come la capitale, e campi d'addestramento dove i soldati s'impratichivano con le armi e le tattiche specializzate, per es. l'utilizzo delle armi da fuoco. In compenso, i soldati erano esentati da gran parte delle imposte e delle corvées.
Questi soldati ereditari erano raggruppati in guarnigioni (wei) e battaglioni (suo), altrimenti noto come "Sistema Wei-Suo". Una guarnigione, stanziata in una prefettura, superiore (fu) o ordinaria (zhou) che fosse, era composta da 5.600 uomini, divisi in cinque reggimenti (qiānhù o qianhusuo) da 1.120 uomini a loro volta divisi in 10 battaglioni (bǎihù o baihusuo) di 112 uomini. Ogni battaglione conteneva due plotoni di 56 uomini (zǒngqí) e ogni plotone conteneva cinque squadre di 11 o 12 uomini (xiǎoqí). Inizialmente, l'esercito regolare contava 493 guarnigioni cui si sommavano 359 reggimenti indipendenti (shouyu) sotto il controllo diretto degli Uffici Militari provinciali (v.si seguito).
La maggior parte dei soldati dell'esercito di Ming proveniva da famiglie militari (junhu) che all'inizio del periodo Ming costituivano circa il 20% delle famiglie nell'impero. Ogni famiglia militare doveva fornire un uomo per prestare servizio nell'esercito. Se quell'uomo moriva, la famiglia doveva inviarne un altro.
C'erano quattro modi per diventare una famiglia militare: (i) la famiglia doveva discendere da un "compagno di campagna" che aveva combattuto nelle guerre di Hongwu; (ii) la famiglia discendeva da un soldato al servizio di uno dei nemici di Hongwu amnistiato dopo la sconfitta; (iii) la famiglia discendeva da un condannato penale che aveva deciso di scontare la pena tramite il servizio militare (ma dal XV secolo le condanne penali non garantirono più la conversione di una famiglia normale in una famiglia militare ed il servizio punitivo, pur presente, fu reso non ereditario); (iv) la famiglia discendeva da un militare di leva.

### Catena di comando

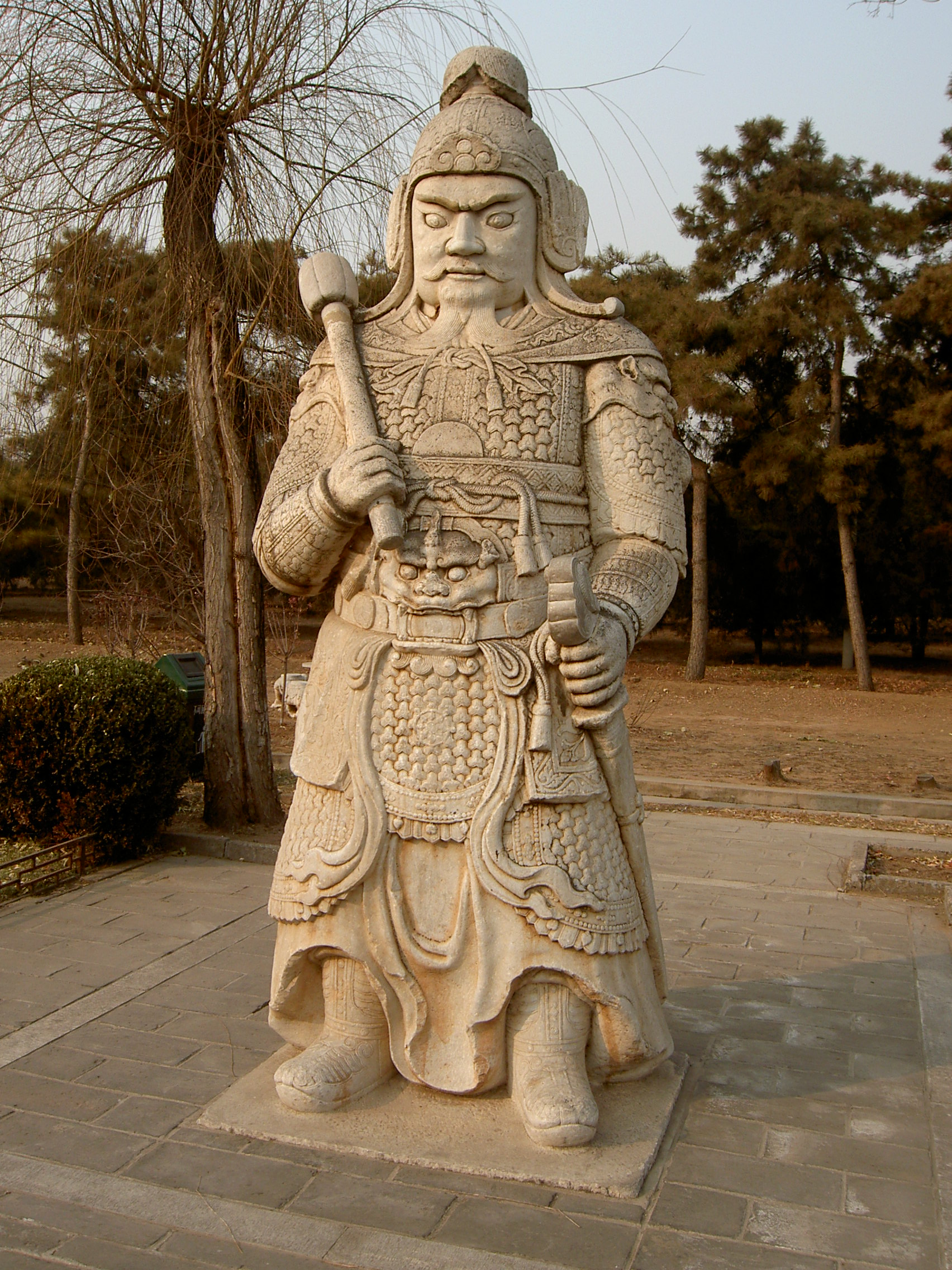
Guardiano delle Tombe Ming in armatura con motivo di montagna armata di mazza.

I wei-suo fuori dalla capitale erano sottoposti agli Uffici Militari provinciali (du zhihui shi si) che rispondevano alle Commissioni Militari (wujun dudufu), 5 in tutto divise secondo competenze territoriali, direttamente manovrate dall'imperatore, nella capitale. Le guarnigioni di stanza a Pechino (jingwei), 74 in tutto dopo il 1420, erano poste sotto il comando congiunto del Ministero della Guerra (兵部S, BīngbùP), uno dei sei ministeri del governo imperiale, e delle cinque Commissioni Militari, il che rifletteva la separazione del potere e del comando. Il Ministero emetteva ordini che dovevano essere eseguiti dai comandanti. Alle jingwei appartenevano le Guardie imperiali (v.si seguito).
Alcuni ufficiali furono reclutati attraverso la versione militare degli esami imperiali ma non abbastanza da imporre uno standard di qualità. Questi esami hanno comunque prodotto alcuni condottieri rimarchevoli, come Qi Jiguang e Yu Dayou.
Alla fine della dinastia Ming, le unità dell'esercito erano dominate da ufficiali ereditari arruolati per lunghi periodi (10-12 anni) e non più soggetti alla pratica di rotazione costante. Al contempo, il Comando Militare Centrale aveva perso gran parte del suo controllo sugli eserciti regionali. Si ricorse allora a dei Comandanti Supremi (Zongdu Junwu) nominati dall'imperatore per sovrintendere agli affari militari e fiscali nella loro area di giurisdizione ma divennero sempre più autonomi nei periodi successivi.

### Status sociale e declino
Il soldato era una delle professioni più infime nella società Ming, strettamente legata alla quadripartizione ideale confuciana della società, lo 士農工商T, 士农工商S, Shì nóng gōng shāngP, lett. "Letterato-contadino-artigiano-mercante". Gli ufficiali militari non erano solo subordinati ai funzionari civili ma allo stesso modo generali e soldati erano degradati, trattati con paura, sospetto e disgusto. Il servizio militare godeva di molto meno prestigio della sua controparte civile a causa del suo status ereditario e perché la maggior parte dei soldati era analfabeta.
Il sistema wei-suo declinò nel secolo 1450-1550 e la capacità militare dei soldati ereditari diminuì sostanzialmente a causa della corruzione e della cattiva gestione. Alcuni ufficiali usavano i loro soldati come bassa manovalanza, alcuni erano troppo oppressivi, altri erano troppo vecchi e inadatti al servizio e molti non osservavano il corretto programma di addestramento a rotazione. Nel XVI secolo i registri ufficiali elencavano tre milioni di soldati ereditari, ma gli osservatori contemporanei notarono che il numero effettivo di truppe era di circa 845.000, e di questo solo circa 30.000 cavalieri. Gli storici moderni stimano che nel 1587 le forze armate effettive di alcune province potessero raggiungere solo il 2% della forza nominale. Anche l'efficacia dell'esercito ora molto più piccolo dei Ming era considerata pietosa, poiché gli eserciti della capitale erano «vecchi e deboli lacchè di funzionari del governo centrale.» Quando Altan Khan invase la Cina nel 1550, giungendo ad incendiare la periferia di Pechino, i Ming poterono radunare solo circa 60.000 soldati per contrastarlo, che poi furono messi in rotta dalla semplice vista dei mongoli. Un esempio particolarmente estremo si ebbe nel 1555, quando, secondo i registri Ming, una ciurma di 60 pirati Wokou su una singola nave sbarcò presso Nanchino, una città (ed un'area) nominalmente presidiata da 120.000 soldati, e nei tre mesi successivi incontrarono scarsa resistenza quando saccheggiarono e bruciarono le città dell'entroterra circostante, uccidendo quattromila persone e imperversando sul suolo cinese per oltre mille miglia prima che il governo raccogliesse le forze necessarie a schiacciarli!

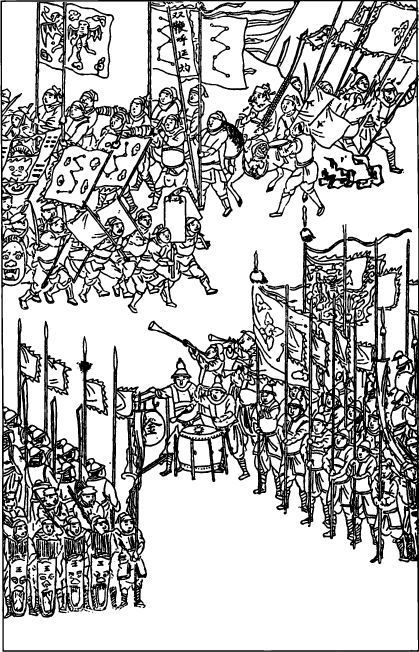
Portascudi Ming (in basso a sinistra).

Ai soldati venivano anche assegnati compiti estranei alla guerra e al combattimento, primo tra tutti, come visto, l'agricoltura. I soldati erano spesso oggetto di sfruttamento da parte dei vertici dell'esercito: svolgevano compiti umili come abbattere alberi e raccogliere erbe a beneficio dei loro superiori. I Ming a volte utilizzavano i soldati come manovalanza per trasportare grano e altri generi alimentari in tutto l'impero. I soldati non erano essenzialmente diversi dagli aiutanti assunti a causa del fatto che erano spesso assegnati a vari compiti umili che richiedevano lavoro manuale. Gli ufficiali erano noti per impadronirsi delle terre tutian e convertirle in loro proprietà private, costringendo poi la truppa espropriata al servaggio. Altri ufficiali accettavano tangenti dai soldati per esentarli dalle esercitazione militari e li utilizzavano come manovalanza gratuita. La corruzione era così redditizia che i figli dei mercanti erano noti per corrompere funzionari per ottenere incarichi come ufficiali dell'esercito in modo da riscuotere tangenti ai soldati in cambio dell'esenzione dall'esercitazione o per registrare i propri servi come soldati in modo da sottrarre le loro razioni. La diserzione dal wei-suo divenne un luogo comune.
L'esercito non era l'occupazione più redditizia e quindi i soldati dovevano fare affidamento su altri mezzi per far soldi, oltre allo stipendio governativo. Il metodo più semplice era uccidere quanti più soldati nemici possibile, per riscuotere taglie e ricompense. Alcuni soldati disertavano dall'esercito per darsi al banditismo perché non avevano di che mangiare. 
A complicare la questione c'era il fatto che i soldati dello stesso grado non condividevano la stessa autorità. I soldati di famiglia abbiente potevano corrompere i loro superiori con denaro e altri doni per aumentare la loro posizione e il loro status all'interno dell'esercito.
Dal momento che la maggior parte degli uomini abili non voleva prestare servizio nell'esercito, i membri della famiglia militare che imbracciavano le armi potevano ricevere un compenso dai parenti maschi per il loro "sacrificio": es. dietro compenso, un uomo poteva offrirsi quale "erede discendente" anche se non era il primogenito come voleva la tradizione. L '"erede discendente" aveva il diritto di ricoprire un ruolo rituale speciale all'interno del clan e quindi di migliorare il proprio status poiché ereditava i privilegi del capo-famiglia. In una famiglia militare, i soldati assegnati in luoghi lontani dalle loro case ancestrali vedevano spesso declinare i loro rapporti con la loro famiglia allargata. Per contrastare ciò, furono concessi sussidi ai soldati "trasfertisti" per agevolarne la situazione espingeva i familiari stretti del soldato a visitare regolarmente le loro case ancestrali per riscuotere il pagamento e quindi mantenere la loro relazione.
Tuttavia, alcune regioni erano note per avere opinioni diverse sul servizio militare, come la Contea di Yiwu, dove Qi Jiguang reclutò le sue truppe. Giovani uomini di diversa ascendenza, dai contadini agli studenti universitari, scelsero di arruolarsi nell'esercito. Uno dei motivi principali della popolarità del servizio militare in quest'area era il rapido avanzamento attraverso il successo militare.

### Marina militare

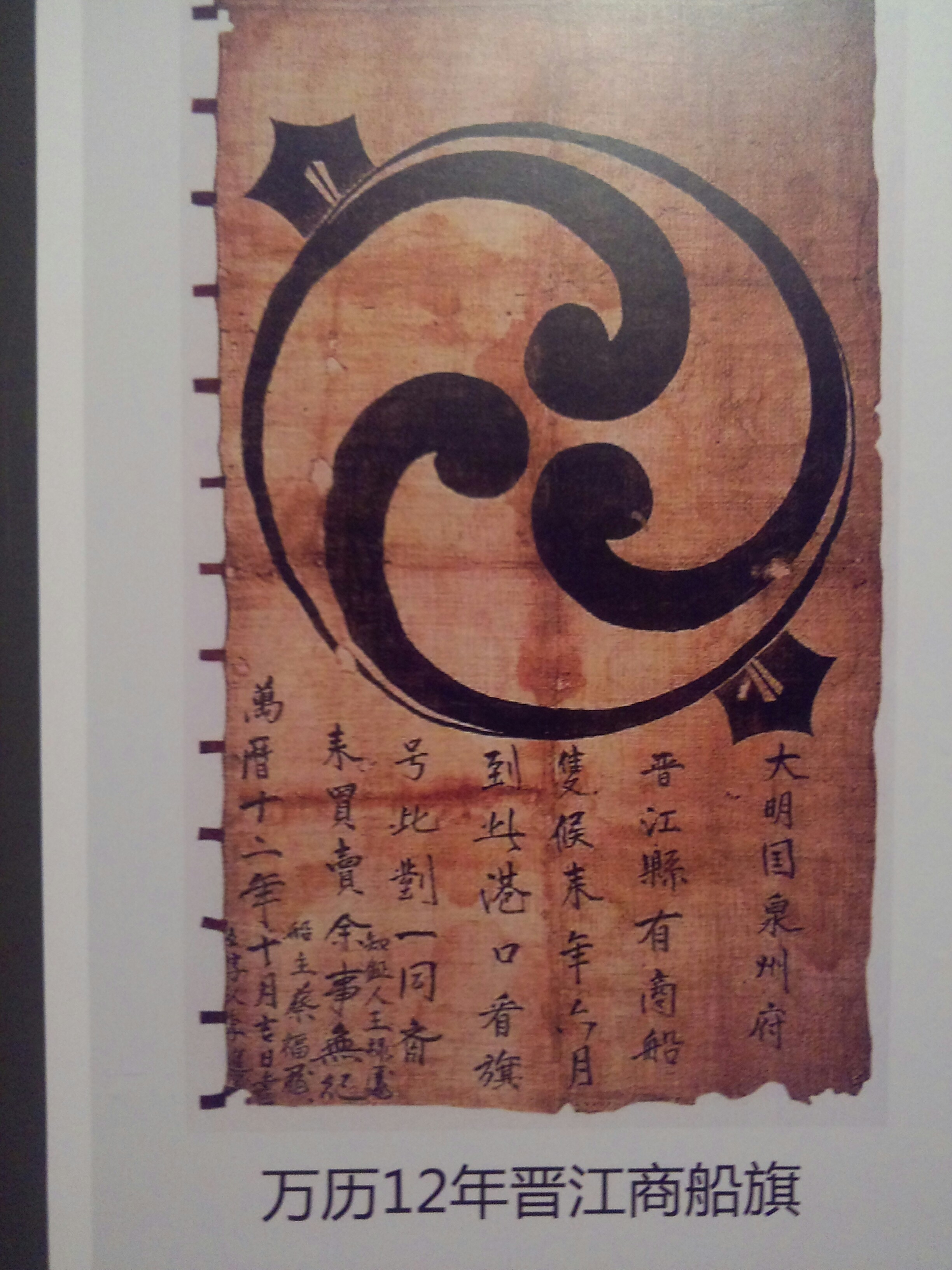
Lo stendardo di una nave mercantile di Quanzhou (1584)

La marina militare non costituiva un'arma a sé stante in epoca Ming e rientrava nel sistema wei-suo. Ad ogni battaglione della guardia costiera furono assegnate 50 navi per la difesa marittima. I Ming costruirono anche fortificazioni navali, torri d'avvistamento e fari, forti strategici, unità militari irregolari e navi da guerra. Sfortunatamente queste misure difensive si rivelarono ampiamente inadeguate contro le incursioni dei pirati wokou tanto che le condizioni continuarono a deteriorarsi fino a quando queste incursioni furono stroncate dai generali Qi Jiguang e Yu Dayou. I monaci Shàolín-sì presero anch'essi parte a campagne anti-pirateria, in particolare tra il 21 e il 31 luglio 1553 a Wengjiagang, quando un gruppo di 120 monaci sterminò oltre 100 pirati riportando solo 4 morti.

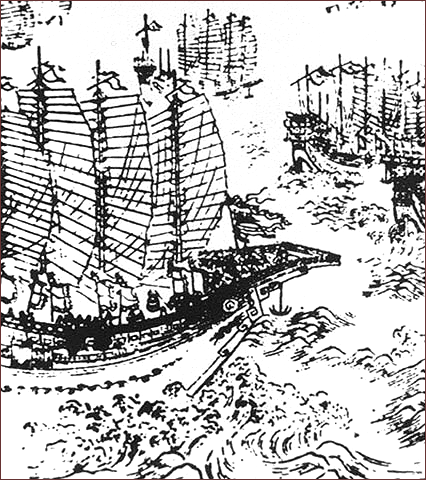
Xilografia dell'Armata del Tesoro.

L'attività navale dei Ming fu abbastanza ridotta. Il suo fondatore, l'imperatore Hongwu, sottolineò che «nemmeno una tavola può entrare in mare.» Tuttavia fondò i cantieri navali Longjiang di Nanchino che sarebbero diventati il luogo di nascita dell'Armata del Tesoro. La Marina Ming era anche dotata di armi da fuoco, rendendole una delle prime flotte armate di polvere da sparo dell'epoca. Fu quindi descritta da Lo ed Elleman come la "prima" marina mondiale di quell'epoca.
L'imperatore Hongwu ordinò la formazione di 56 stazioni militari (wei), ciascuna con una forza di 50 navi da guerra e 5000 marinai. Tuttavia, la maggior parte di queste basi operative sembra essere stata lasciata sottodimensionata. La dimensione della marina fu notevolmente ampliata dall'imperatore Yongle. La Marina Ming era divisa nella flotta imperiale di stanza a Nanchino, due squadroni di difesa costiera, la flotta d'alto mare usata da Zheng He e la flotta di trasporto del grano.
L'equipaggiamento e le artiglierie di cui erano dotate le navi da guerra Ming era certamente vario ma di non facile periodizzazione. I dati in nostro possesso rivelano il perdurare in uso di artiglierie antiche, come le balestre a ripetizione, né è chiaro quando i Ming, promotori della diffusione in Cina delle armi da fuoco moderne (v.si seguito), abbiamo iniziato ad armare i loro legni con cannoni.
Dopo il periodo d'intensa attività marittima durante i c.d. "Viaggi del tesoro" promossi dall'imperatore Yongle e guidati dall'ammiraglio Zheng He, la politica ufficiale verso l'espansione navale oscillò tra la restrizione attiva e l'ambivalenza. Nonostante l'ambivalenza dei Ming nei confronti degli affari navali, l'Armata del tesoro dei Ming fu in grado di dominare altre marine asiatiche, permettendo ai Ming d'inviare governatori a Luzon e Palembang, nonché a deporre e intronizzare i sovrani fantoccio nello Sri Lanka e nei Batak. Nel 1521, nella battaglia di Tunmen uno squadrone di giunche Ming sconfisse una flotta di caravelle portoghese, seguita da un'altra vittoria Ming contro una flotta portoghese nella battaglia di Xicaowan nel 1522. Nel 1633, una flotta Ming sconfisse una flotta pirata olandese e cinese durante la battaglia della baia di Liaoluo. La trattatistica militare Ming (Jixiao Xinshu; Wubei Zhi; ecc.) dedicò non a caso sempre ampio spazio alle dissertazioni sulla guerra navale. Inoltre, nel Mar Cinese Meridionale sono stati portati alla luce relitti di navi, inclusi relitti di navi mercantili cinesi e navi da guerra che affondarono tra il 1377 e il 1645.

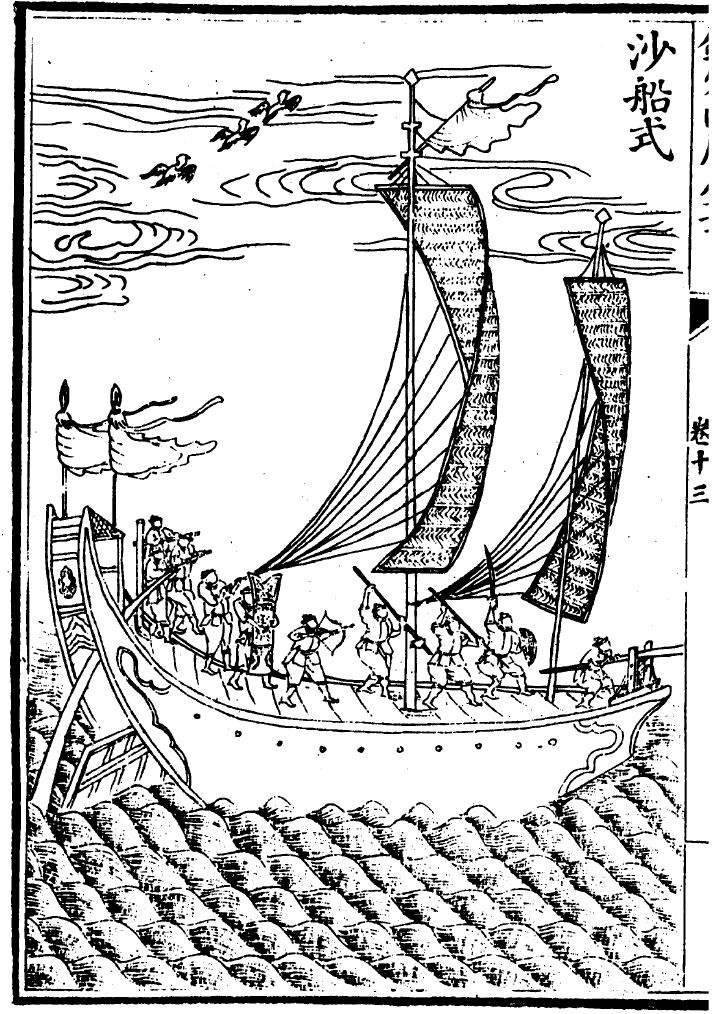
Nave di sabbia, dal Chouhai Tubian, 1562
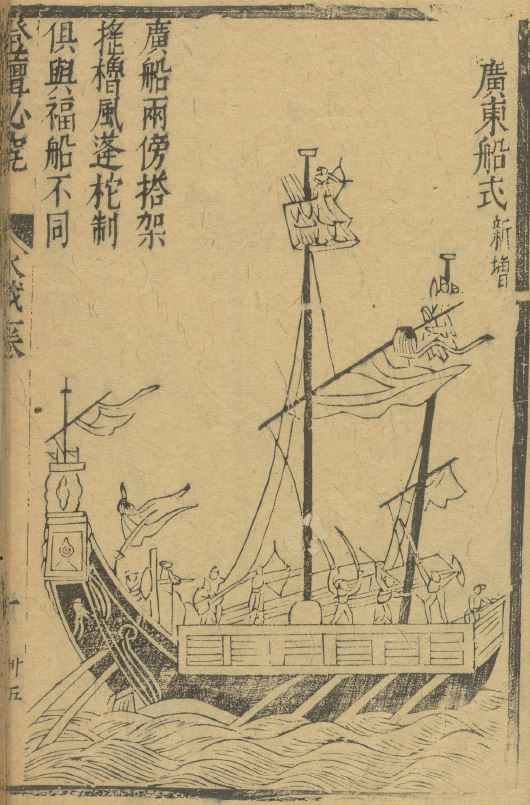
Nave Guangdong, dal Dengtan Bijiu, 1599
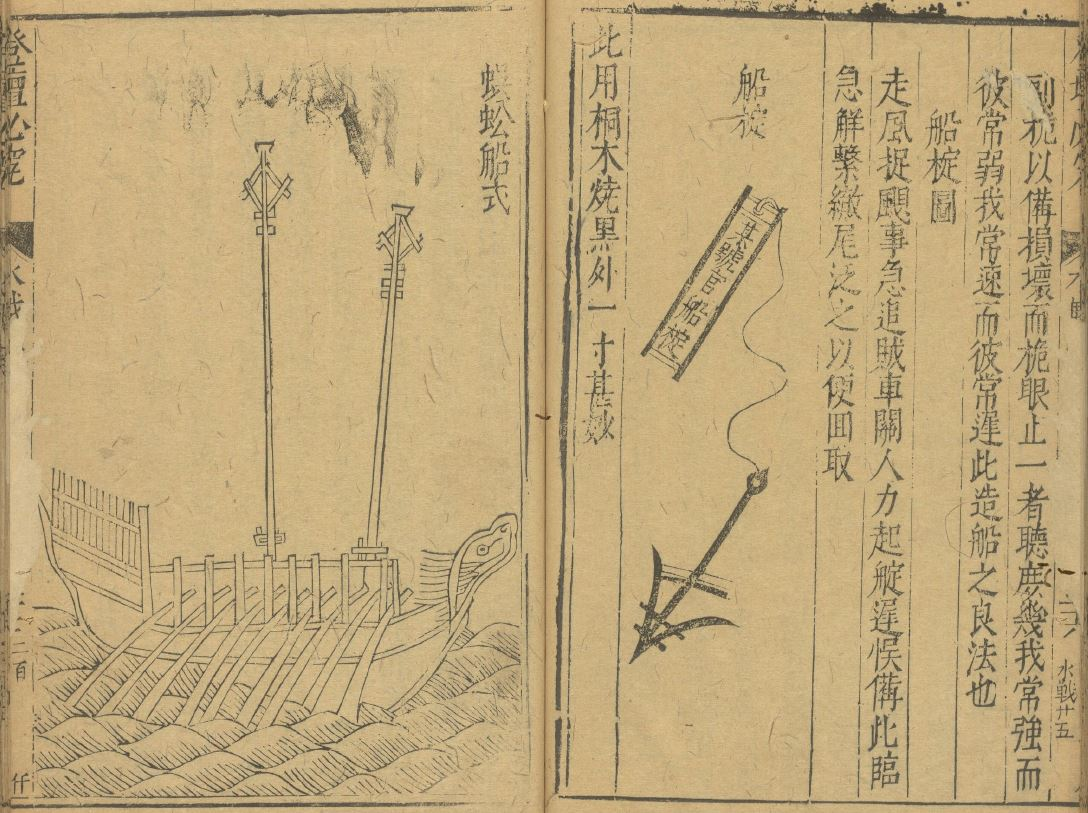
Una nave millepiedi e un'ancora, dal Dengtan Bijiu
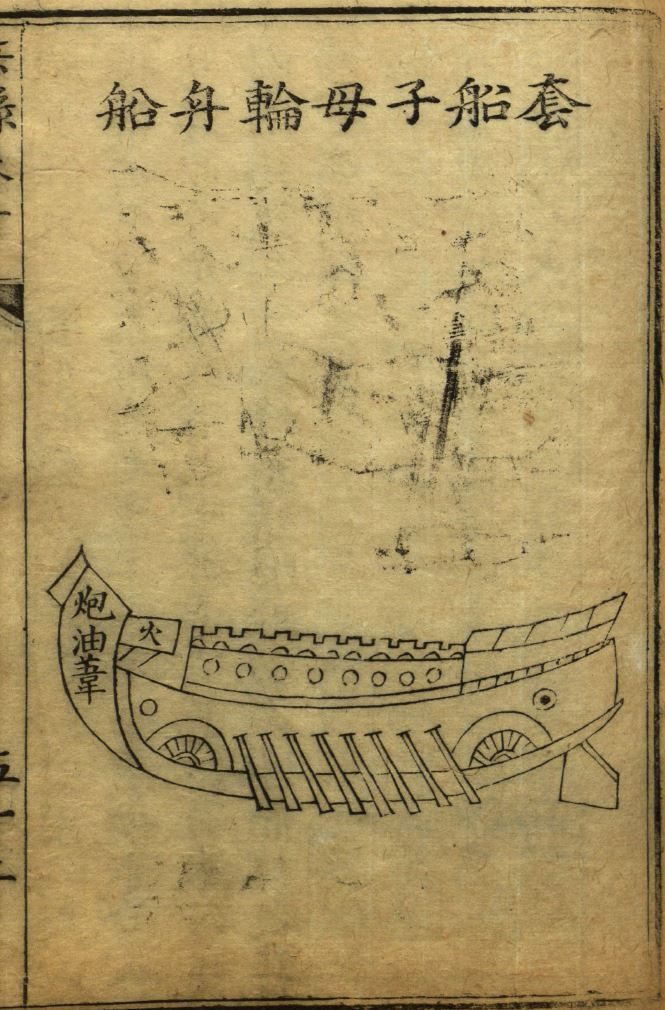
Figlio coperto e barca a ruota madre, dal Binglu, 1606
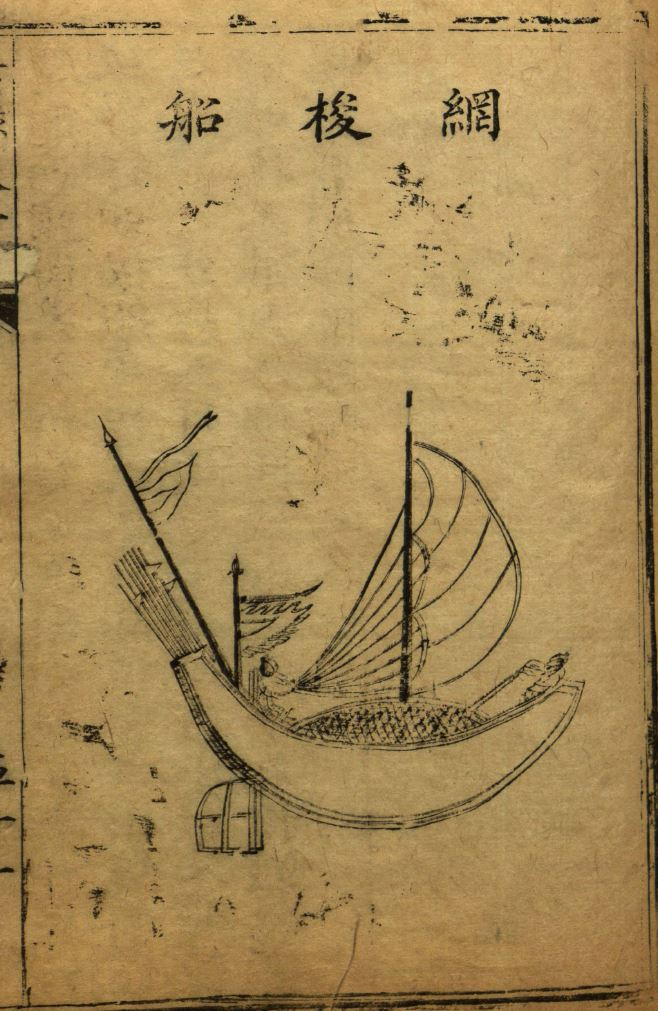
Nave da rete, della Binglu
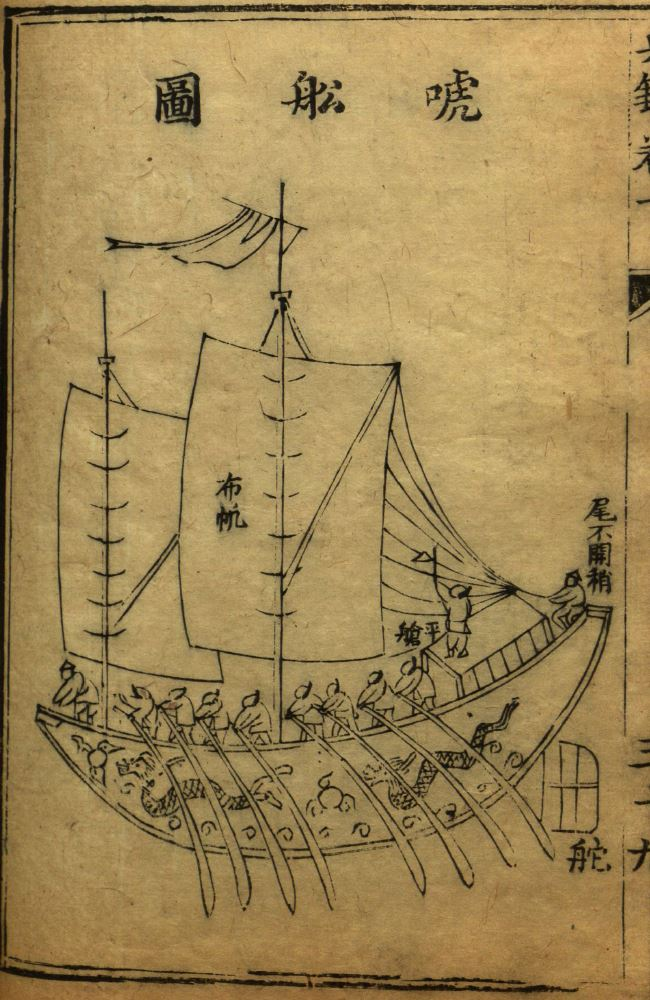
Nave del ruggito della tigre, dal Binglu
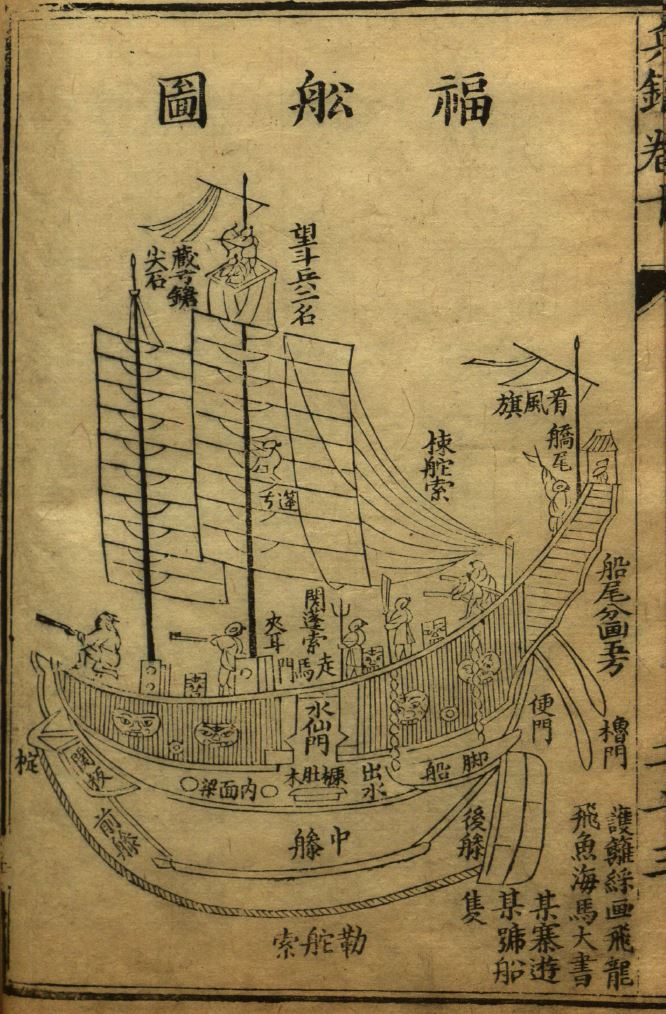
Nave Fuzhou, dalla Binglu

## Altre istituzioni militari

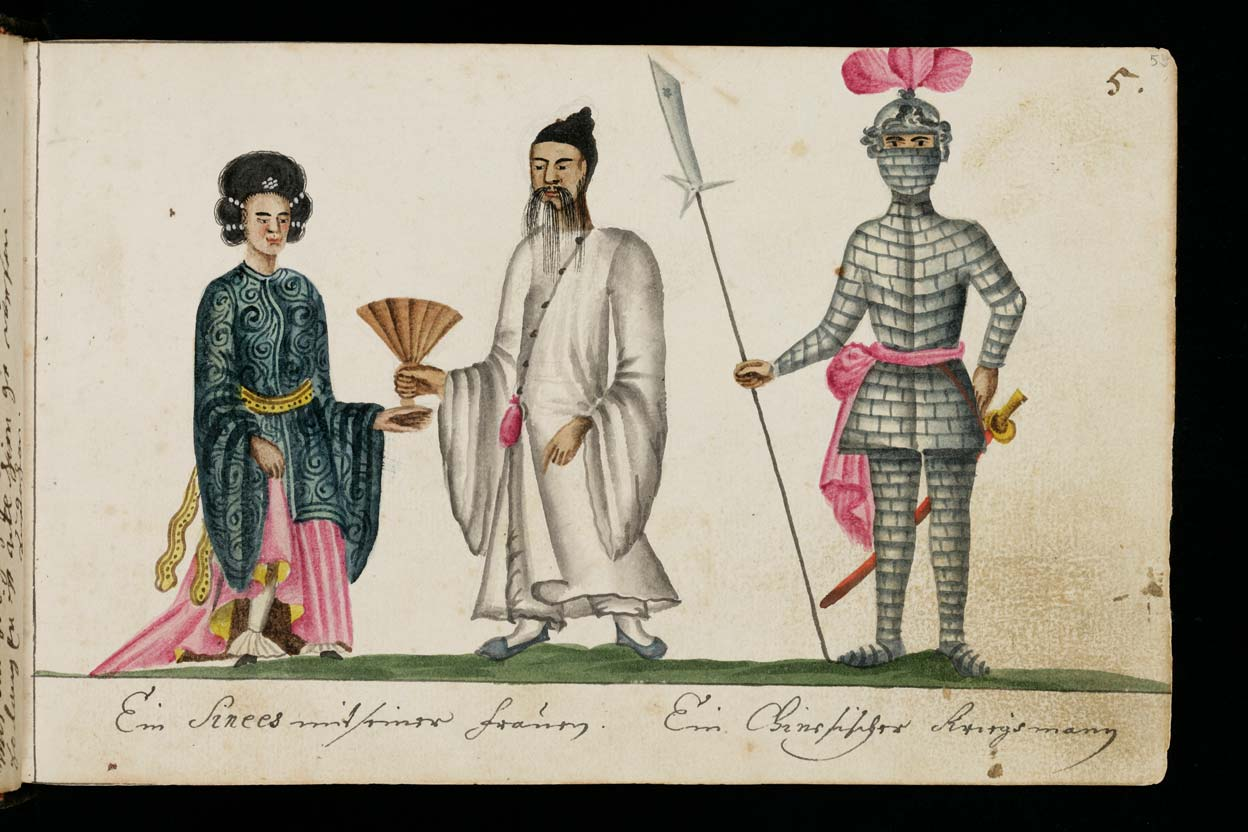
Raffigurazione olandese di un soldato cinese, uomo e donna, da Reise nach Batavia (Georg Franz Müller), XVII sec.

### Principi
Ai principi della famiglia imperiale fu concessa una notevole autorità militare e furono dislocati nei punti strategici dell'impero. A ciascun principe fu concesso un patrimonio ed il potere di reclutare ufficiali militari per il proprio seguito personale (seppur ciò fu limitato nel 1395) sul quale deteneva autorità giudiziaria totale. Quest'antico sistema, destinato a fornire esperienza militare alle nuove leve di leader prima del loro effettivo dispiegamento, non era stato utilizzato in Cina per mille anni. I principi furono anche inviati a unirsi alle campagne dell'imperatore con le loro guardie del corpo personali: es. Zhu Di, Principe di Yan, impressionò al punto l'imperatore Hongwu durante la campagna del 1390 contro i mongoli di Nayir Bukha che gli fu permesso di mantenere il comando dei 10.000 soldati barbari che aveva catturato, truppe che poi gli furono utili per usurpare il trono. In alcuni casi i principi furono incaricati di ricoprire posizioni di comando vacanti: es. Zhu Gang, Principe di Qin, fu inviato a costruire delle tuntian oltre la Grande Muraglia.
Ai principi veniva concessa una guardia di scorta (huwei bing) sotto il loro controllo personale, mentre un ufficiale nominato dalla corte comandava lo shouzhen bing o forza di guarnigione, su cui i principi avevano autorità solo durante le emergenze dichiarate dall'imperatore. Questa doppia catena di comando aveva lo scopo di prevenire un colpo di stato nella capitale. La forza della guarnigione poteva essere schierata solo con un ordine che portava sia il sigillo dell'Imperatore sia quello del Principe. Gli eserciti della Commissione Militare Regionale furono quindi utilizzati per controllare la potenza militare dei principi. Molti principi raccolsero intorno a sé grandi forze di guardia personali e trasferirono soldati regolari sotto al loro comando personale senza autorizzazione centrale, utilizzandoli nelle loro campagne. L'autorità dei principi fu ridotta dall'imperatore Jianwen. Quando il principe Zhu Di salì al trono come imperatore Yongle, epurò ulteriormente i suoi fratelli con accuse inventate e abolì la maggior parte delle guardie principesche. Alla fine della dinastia ce n'erano meno di una dozzina. Yongle costruì una nobiltà militare ereditaria con le famiglie dei generali che avevano appoggiato la sua usurpazione, sia cinesi (Han) sia mongoli. Furono tuttavia negati loro comandi a lungo termine in modo da impedire la formazione di basi di potere personali.

### Mercenari e soldati stipendiati

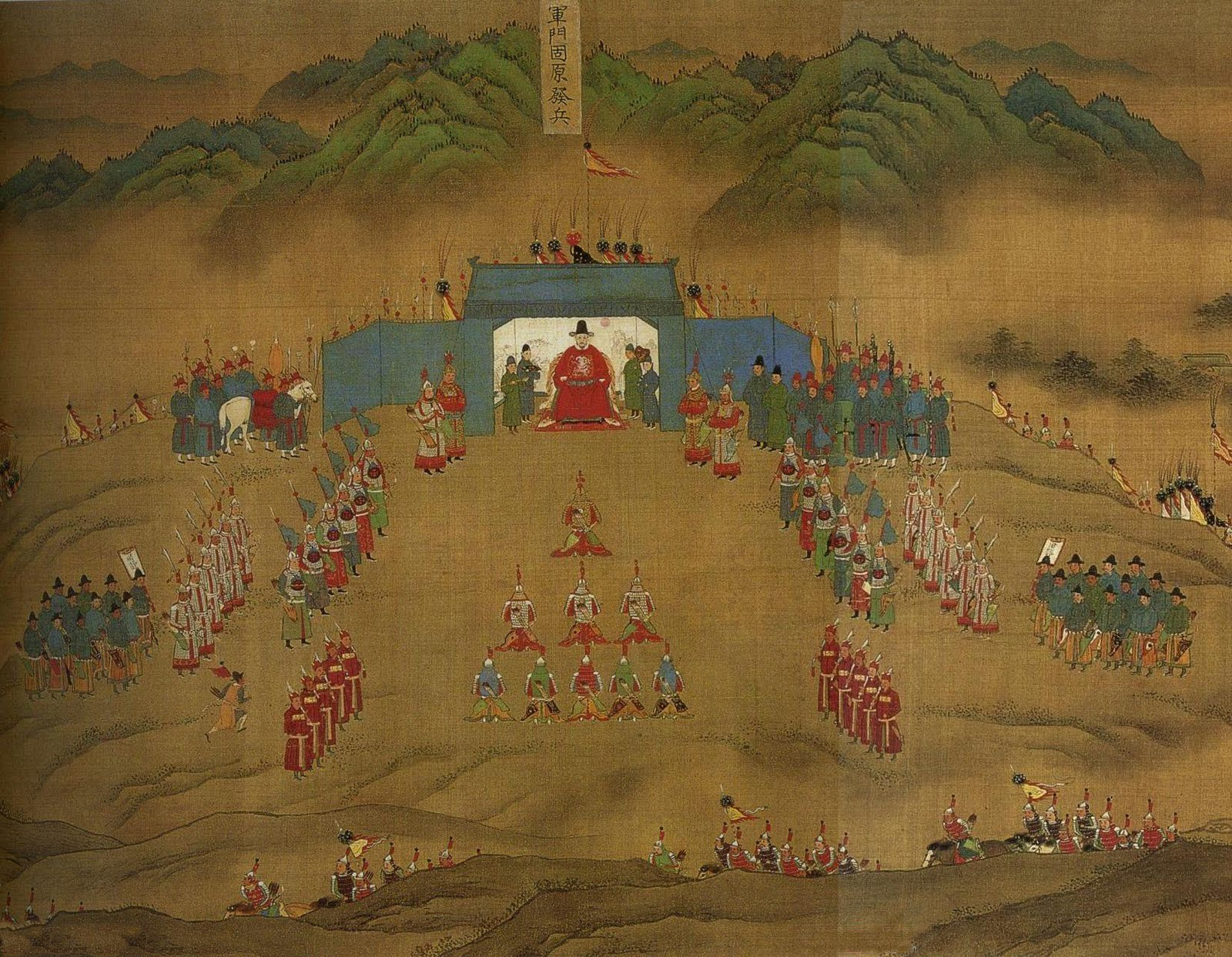
Generali Ming presenti al campo.

Decaduto il Sistema Wei-Suo, l'esercito Ming iniziò a fare sempre più affidamento sui mercenari per migliorare l'efficienza e alleggerire gli oneri militari locali.
I soldati stipendiati contribuirono a rafforzare i ranghi dell'esercito consentendo ai Ming lo schieramento di armate più numerose, non legate solo al numero dei membri attivi delle famiglie militari. Questi stipendiati provenivano da più fonti: alcuni provenivano da membri inattivi di famiglie militari, quelli che non erano registrati come soldati in servizio della famiglia, così come altri membri dell'impero che non erano obbligati a prestare servizio nell'esercito. Le truppe non ereditarie erano un gruppo abbastanza distinto e coeso all'interno dell'esercito poiché si ribellavano insieme ogni volta che avevano problemi per il modo in cui venivano trattati o ogni volta che i loro stipendi non venivano pagati in tempo.
Poiché lo status sociale dei soldati non era elevato, i mercenari di solito provenivano dalla sottoclasse disperata della società, come banditi o vagabondi amnistiati. La qualità di queste truppe era molto varia, a seconda delle loro origini regionali (v.si seguito). La milizia contadina era generalmente considerata più affidabile dei soldati a tempo pieno, descritti come inutili. I comandanti si astennero dall'addestrare o riformare gli eserciti mercenari per paura di provocare rivolte e i generali Ming iniziarono a combattere personalmente in prima linea con battaglioni selezionati con cura di guardie del corpo d'élite (c.d. "Domestici", v.si seguito) piuttosto che tentare di controllare le orde di mercenari inaffidabili.
Entro il 1570, l'esercito Ming era in gran parte passato a una forza mercenaria/stipendiata.

#### Domestici
Una categoria a sé di soldati stipendiati al tempo dei Ming furono i "Domestici" (家人S, jiarenP o 家丁S, jiadingP), cioè quei soldati che prestavano servizio privato agli ufficiali al comando dell'esercito. L'aggiunta dei domestici nell'esercito sfidò gli ideali fondanti dell'armata Ming voluta da Hongwu poiché enfatizzò l'interesse egoistico a discapito dell'ideale confuciano di lealtà all'impero. I domestici erano mercenari assunti dai comandanti con salari competitivi per servirli quali guardie, attendenti o luogotenenti privati. Sebbene fossero più costosi per il tesoro, mostravano una maggiore capacità militare. I domestici spesso formavano legami di parentela giurati o adottivi con i loro comandanti, a riprova del loro speciale rapporto. Tuttavia, erano spesso criticati come avidi o più fedeli ai loro comandanti rispetto alla dinastia.

## Origini dei soldati

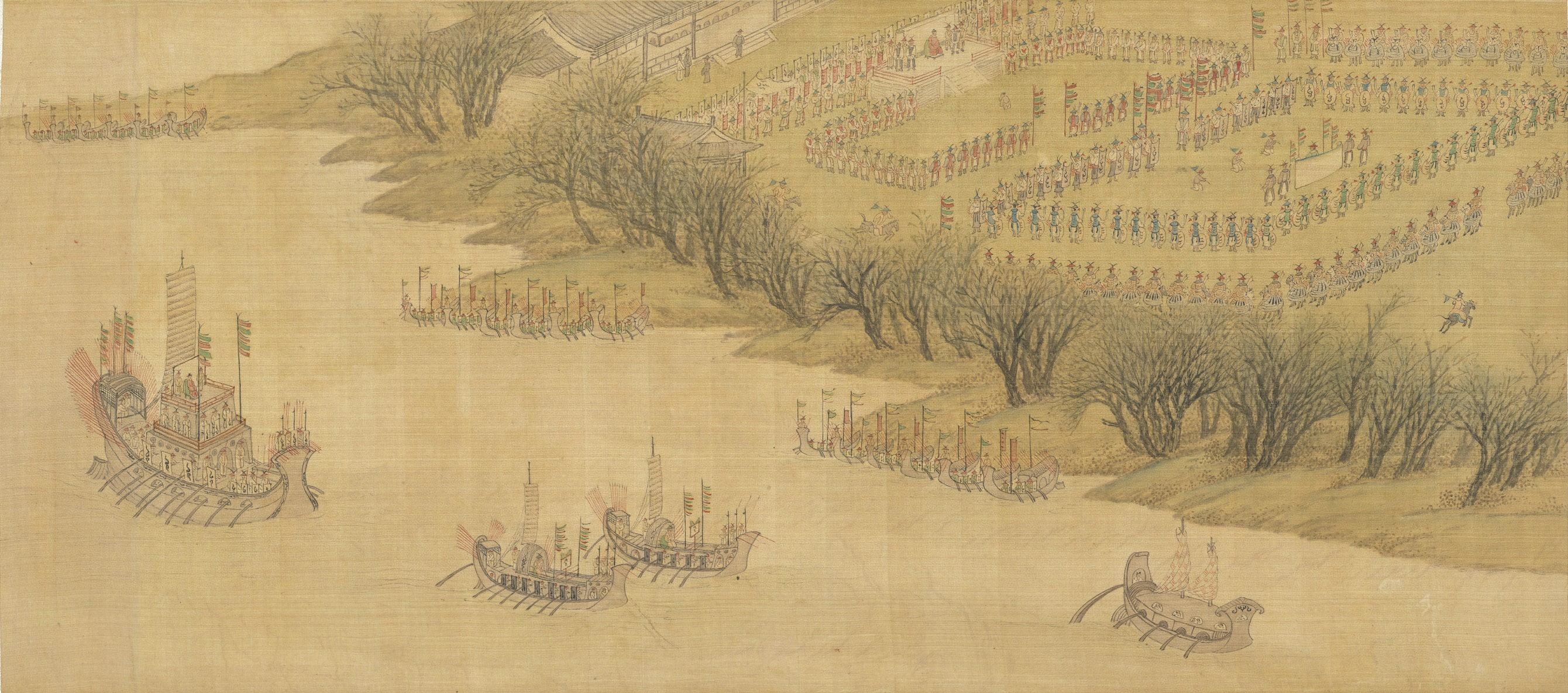
Soldati Ming e navi fluviali

### Mongoli e altre popolazioni della steppa
L'imperatore Hongwu incorporò nell'esercito i popoli del nord come i Mongoli e i Jurchen. I mongoli furono trattenuti dai Ming all'interno del suo territorio. La maggior parte di questi soldati era di stanza alla frontiera settentrionale, tuttavia in alcuni casi furono schierati anche nel sud, come nel Guangxi contro le ribellioni dei Miao.
La dinastia Ming aveva un'alta percentuale di mongoli che prestavano servizio in importanti posizioni militari e ebbero molto successo nel concedere titoli per attirare i mongoli a disertare ai Ming. Nel XIV e XV secolo agli ufficiali mongoli dell'esercito Ming furono concesse esenzioni fiscali preferenziali, alloggio, salari e benefici del titolo. I mongoli furono in grado di ottenere ricompense dal governo come sovvenzioni di terra e opportunità di insorgere nell'esercito, ma subirono una discriminazione generale come minoranza etnica. Ai soldati e ai leader mongoli non fu mai concesso un controllo indipendente e rispondevano sempre a un generale cinese, tuttavia il ruolo di supervisione cinese era principalmente nominale, quindi le truppe mongole si comportavano come se fossero mercenari indipendenti o seguiti personali. Questa relazione durò per tutta la dinastia e anche alla fine dei Ming i seguiti generali includevano cavalieri mongoli nella loro compagnia.
Un gran numero di mongoli al confine con i Ming nel Gansu e altre frontiere furono designati come guarnigioni . Ai loro leader sono stati rilasciati titoli di ufficiali, sigilli, lettere di brevetto, garantendo loro l'accesso al lucroso commercio di frontiera e aumentando la loro legittimità locale. Particolarmente importanti per gli obiettivi strategici Ming erano le "sette guarnigioni a ovest del passo Jiayu": Shazhou, Chigil, Anding, Aduan, Quxian, Handong e Hami, che erano case locali che detenevano titoli dell'ex corte Yuan. I Ming avevano bisogno di contrastare l'influenza dello Yuan settentrionale alla frontiera: dal 1400 al 1430 la corte Ming perseguì anche una politica molto più attiva di attirare i mongoli alla sottomissione, e ci fu un grande afflusso di mongoli nel Gansu, dove furono reinsediati in Ningxia, Yongchang e Liangzhou. Dopo questo periodo, i mongoli si sarebbero stabiliti direttamente a Pechino.
Lo scrittore e storico Ming Zhu Guozhen (1558-1632) ha osservato come la dinastia Ming sia riuscita a controllare con successo i mongoli che si arresero ai Ming e furono trasferiti e deportati in Cina per prestare servizio in questioni militari a differenza della dinastia Han orientale e della dinastia Jin occidentale la cui gestione senza successo dei barbari arresi e sconfitti dei Cinque Barbari che importarono nel nord della Cina che divenne istruito e questo portò alla ribellione nella Rivolta dei Cinque Barbari.

### Giapponesi
Durante la ribellione di Bozhou, l'esercito Ming incaricato di sopprimere i ribelli incorporò anche unità giapponesi che si erano arrese ai cinesi durante le invasioni giapponesi della Corea.

### "Guerrieri-Lupo"

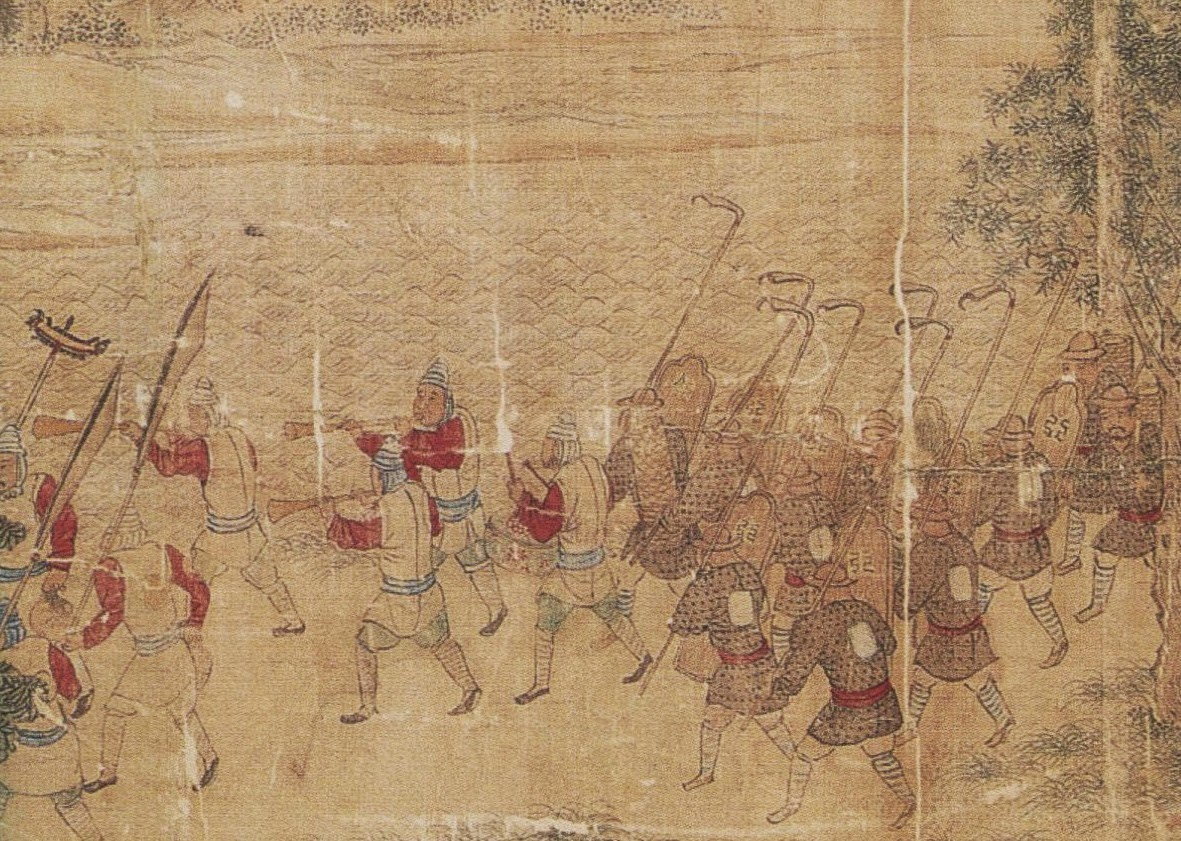
Raffigurazione di guerrieri lupo dal dipinto, Kang wo tu juan

La dinastia Ming a volte impiegava "minoranze marziali" come i c.d. "guerrieri-lupo" del Guangxi come fanteria d'assalto.
(Shen Xiyi)
Il lealista Ming Ma Shiying aveva portato a Nanchino truppe dalle province occidentali composte da feroci guerrieri tribali indigeni non Han che erano chiamati soldati "Sichuan" per difendere la città dai Qing. Questi feroci guerrieri tribali "barbari" lealisti Ming non Han furono massacrati dai cittadini cinesi Han di Nanchino dopo che il popolo cinese Han di Nanchino aveva disertato pacificamente e trasformato la città sotto il dominio Qing quando l'imperatore Ming Hongguang meridionale lasciò la città. Il segretario della compagnia olandese delle Indie orientali Johann Nieuhof ha osservato che la città di Nanchino e la sua gente sono rimaste illese dai Qing e solo il palazzo Ming ha subito la distruzione. Il danno inflitto al palazzo Ming è stato in gran parte causato dai cinesi Han locali di Nanchino e non dall'esercito Qing.

### Soldati del Nord

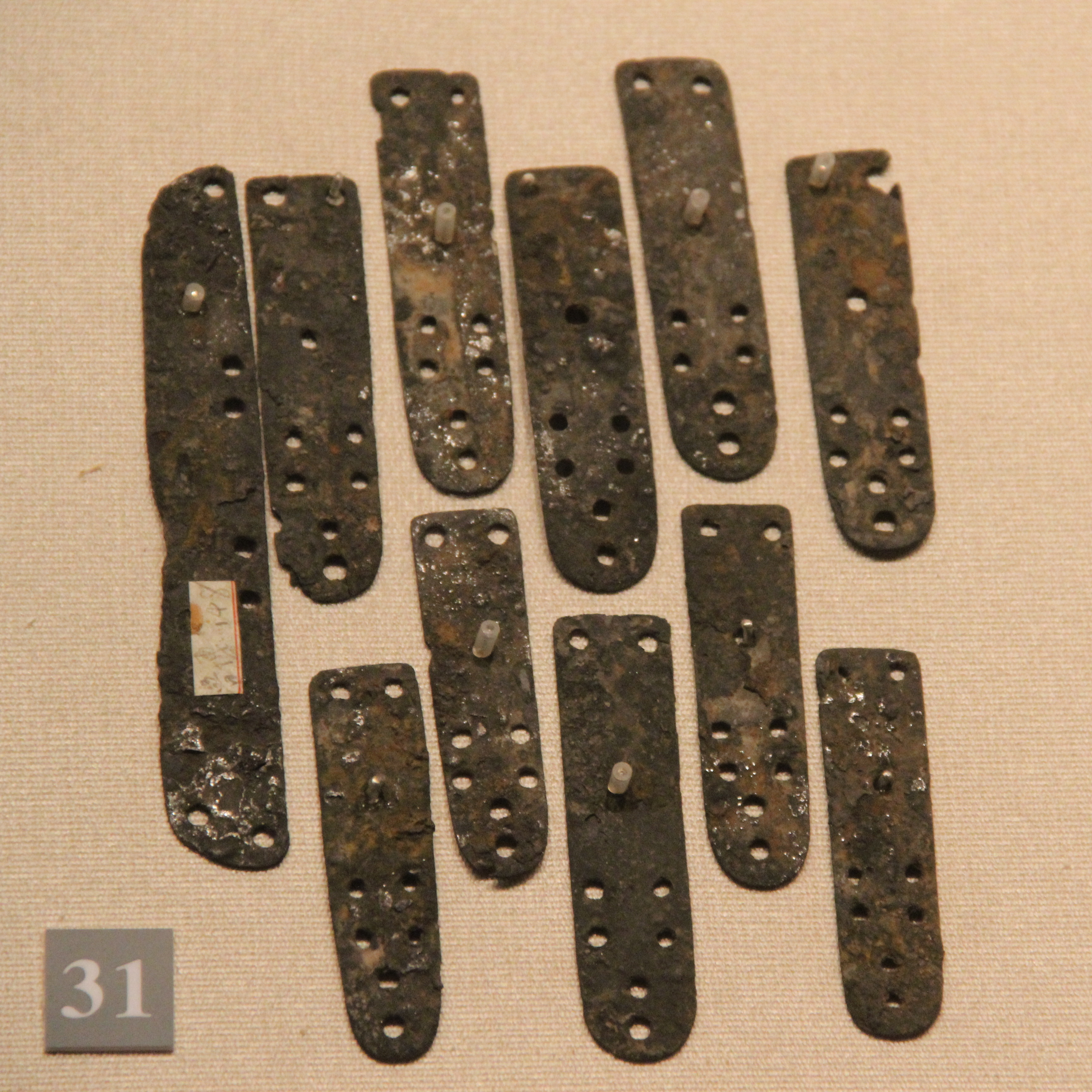
Pezzi di armatura lamellare d'epoca Ming.

Qi Jiguang ha descritto i soldati del nord come stupidi e impazienti. Quando cercò d'introdurre moschetti in quelle province, i soldati indigeni furono irremovibili nel continuare a usare le arcaiche lance da fuoco.
Le reclute della penisola di Liaodong erano considerate inaffidabili, indisciplinate e poco migliori dei teppisti. A Liaodong, quando il servizio militare e il comando divennero ereditari, crebbero legami di lealtà personali simili a un vassallaggio tra gli ufficiali, i loro subordinati e le truppe. Questa casta militare gravitava verso i capi tribù Jurchen piuttosto che i burocrati della capitale. Lo scoppio della rivolta di She-An (1621-1629), la cui risoluzione gravò drasticamente sul fisco Ming, proprio nel Liaodong sembra confermare l'opinione negativa di Pechino nei confronti di queste leve.

### Soldati del Sud
Le truppe provenienti dalla Cina meridionale sembrano essersi comportate meglio in fanteria e combattimenti navali rispetto a quelle del nord. Almeno in un'occasione, furono chiamati "diavoletti dell'oceano" dai cinesi del nord. Anche i meridionali erano fortemente diffidati dai cinesi del nord: es. durante l'ammutinamento di Wuqiao del 1633, i ribelli della Cina settentrionale epurarono i "meridionali" in mezzo a loro, sospettati di aiutare i Ming.
C'era una lingua franca usata tra le truppe conosciuta come junjiahua, o "discorso militare", basato sui dialetti della Cina settentrionale. Può essere trovato fino ai giorni nostri in tutta la Cina meridionale, essendo stato tramandato dai discendenti dei soldati della dinastia Ming.

## Tattica e armamento

### Armi

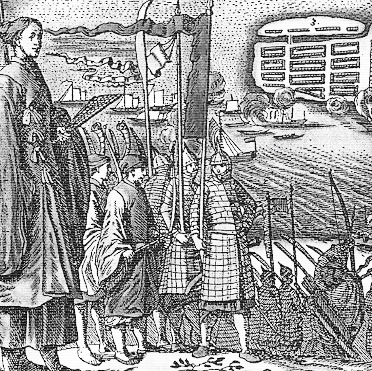
Soldati dei Ming Meridionali

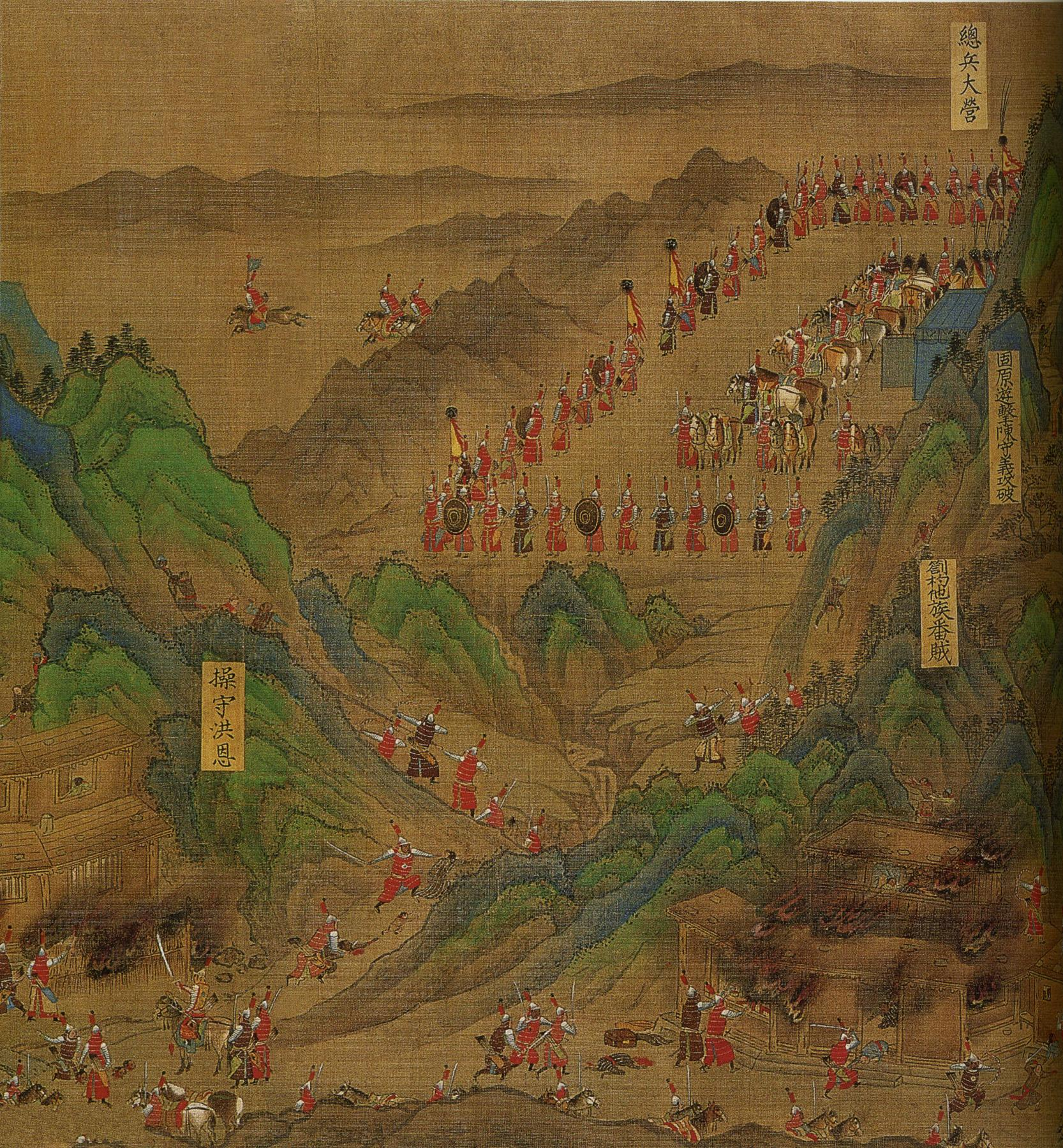
Soldati Ming con scudi a guardia del campo

In epoca Ming, la lancia qiang (槍T, 枪S,  qiāng P,  chiang W) era l'arma bianca d'uso più comune tra i soldati che ricevevano un addestramento completo nel suo uso in combattimento, sia come individui sia come membri di una formazione di battaglia. La durata di quest'addestramento era di cento giorni.
Il dao (刀S, dāoP), una spada monofilare con lama più o meno ricurva, era l'arma base per il combattimento ravvicinato al tempo dei Ming. Il jian (劍T, 剑S,  jiàn P,  chien W, lett. "Spada"), la spada a lama lunga e diritta, a due tagli, che aveva vissuto una rinascita sotto la dinastia Yuan, ebbe scarso impiego in epoca Ming, rimanendo in uso ad un numero ristretto di spadaccini specializzati, ijianke (剑客S,  jiànkèP), e la sua pratica divenne distintiva della raffinatezza accademica dell'artista marziale che l'impugnava.
Lo zhanmadao è stato descritto nelle fonti Ming come un'arma inastata con lama di 96 cm su asta di 128 cm, essenzialmente un falcione. Si ipotizza che lo svedese Frederick Coyett stesse parlando di quest'arma quando descrisse le truppe di Zheng Chenggong che brandivano «con entrambe le mani una formidabile spada da battaglia fissata a un bastone lungo la metà di un uomo.»
Il tiro con l'arco con arco e balestra era considerato un'abilità centrale per i soldati Ming, nonostante la contemporanea diffusione in Cina di armi a polvere da sparo su modello degli archibugi/moschetti occidentali.

La balestra era utilizzata principalmente dalle forze di fanteria, equipaggiate, a quel tempo, con balestre molto meno sofisticate dei modelli pre-Yuan, mentre la balestra a ripetizione (連弩T, Lián NǔP) era in uso alle forze navali.
 
L'arco (Gōng) era utilizzato soprattutto dalla cavalleria ed era essenzialmente un arco composito in corno, spesso fabbricato da artigiani di etnia turco-mongola rimasti nelle terre del Celeste Impero dopo la cacciata degli Yuan. In questo periodo, si diffusero in Cina tipologie di arco più corte rispetto ai periodi precedenti. Il manuale militare Wubei Zhi riporta le seguenti tipologie di arco come diffuse nell'Impero a quel tempo: nel nord, l'"arco siyah corto", l'"arco siyah scanalato", l'"arco a ponte scanalato" e l'"arco lungo siyah"; nel sud, l'"arco di Chenzhou", l'"arco siyah corto", così come archi compositi di bambù rifiniti con lacca; l'"arco Kaiyuan" era usato indistintamente nelle varie contrade del paese. L'arco siyah corto (小稍弓S) differiva dal disegno precedente in quanto le sue siyah erano corte e disposte ad un angolo "in avanti" della corda quand'era a riposo. Il suo design è forse correlato a quello dell'arco coreano. L'arco Kaiyuan (开元弓S) era un arco di piccole e medie dimensioni che presentava lunghe siyah ed era la tipologia preferita dagli ufficiali d'alto rango. Il manuale Wu Bei Yao Lue parla invece di: "arco generale", "arco lungo siyah" (usato sia dalla fanteria sia dalla cavalleria) e "arco del villaggio di Taiping" (高丽S) rassomigliante l'arco coreano e preferito nella Cina settentrionale e meridionale per la sua superiore maestria .

Sebbene gli archi Ming siano stati raffigurati nella letteratura e nell'arte, gli archeologi ne devono ancora recuperare un campione originale.

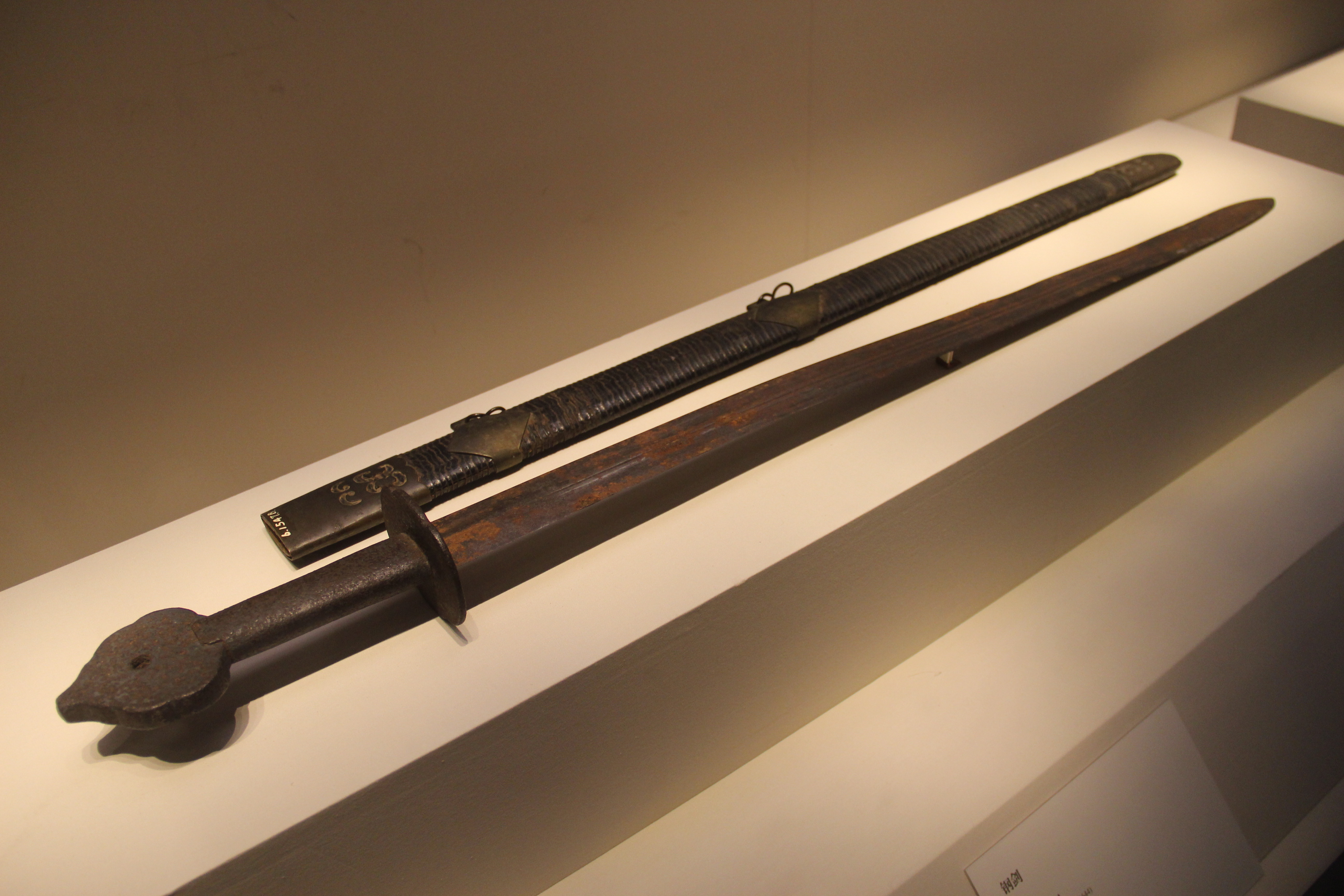
Jian Ming
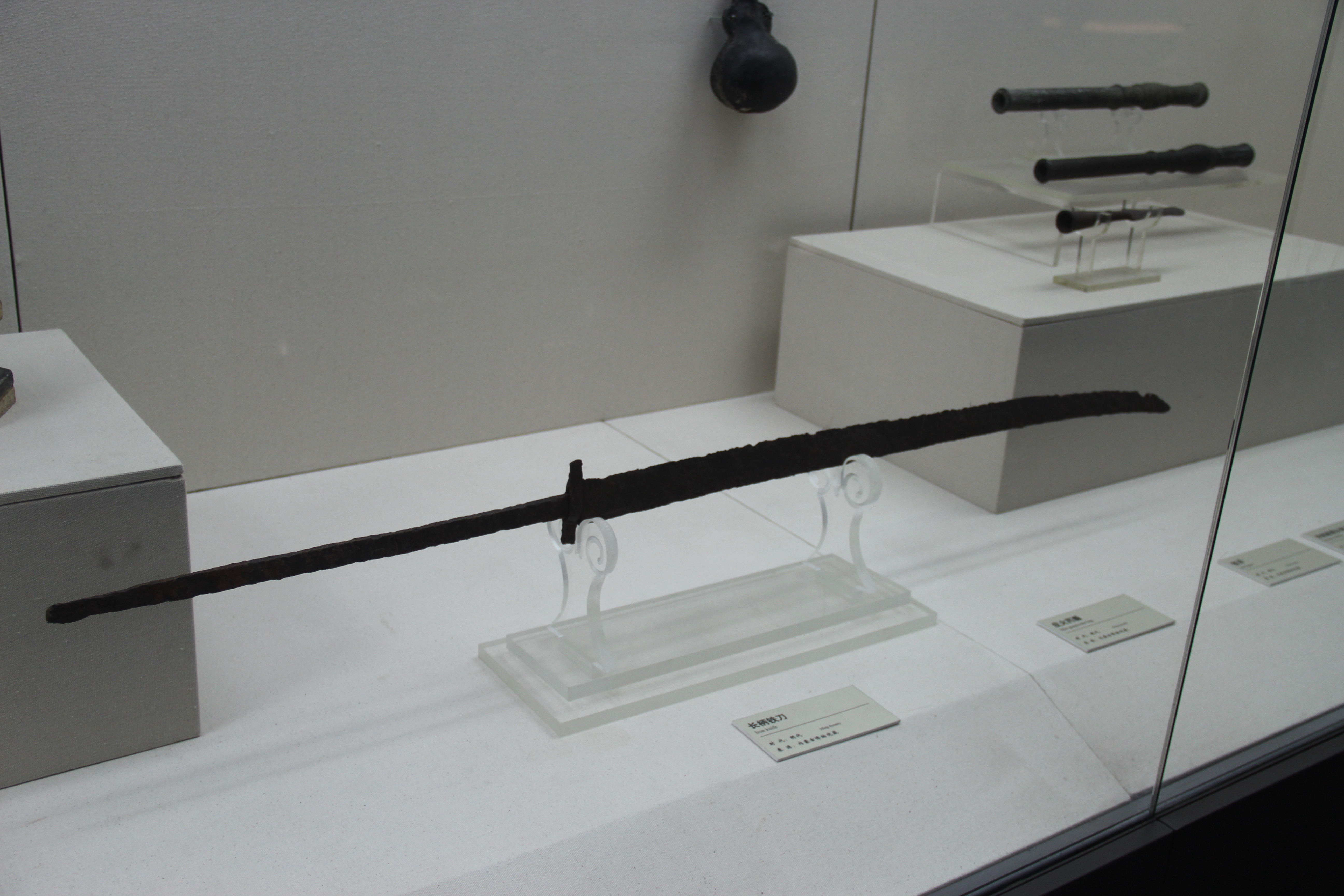
Dao Ming
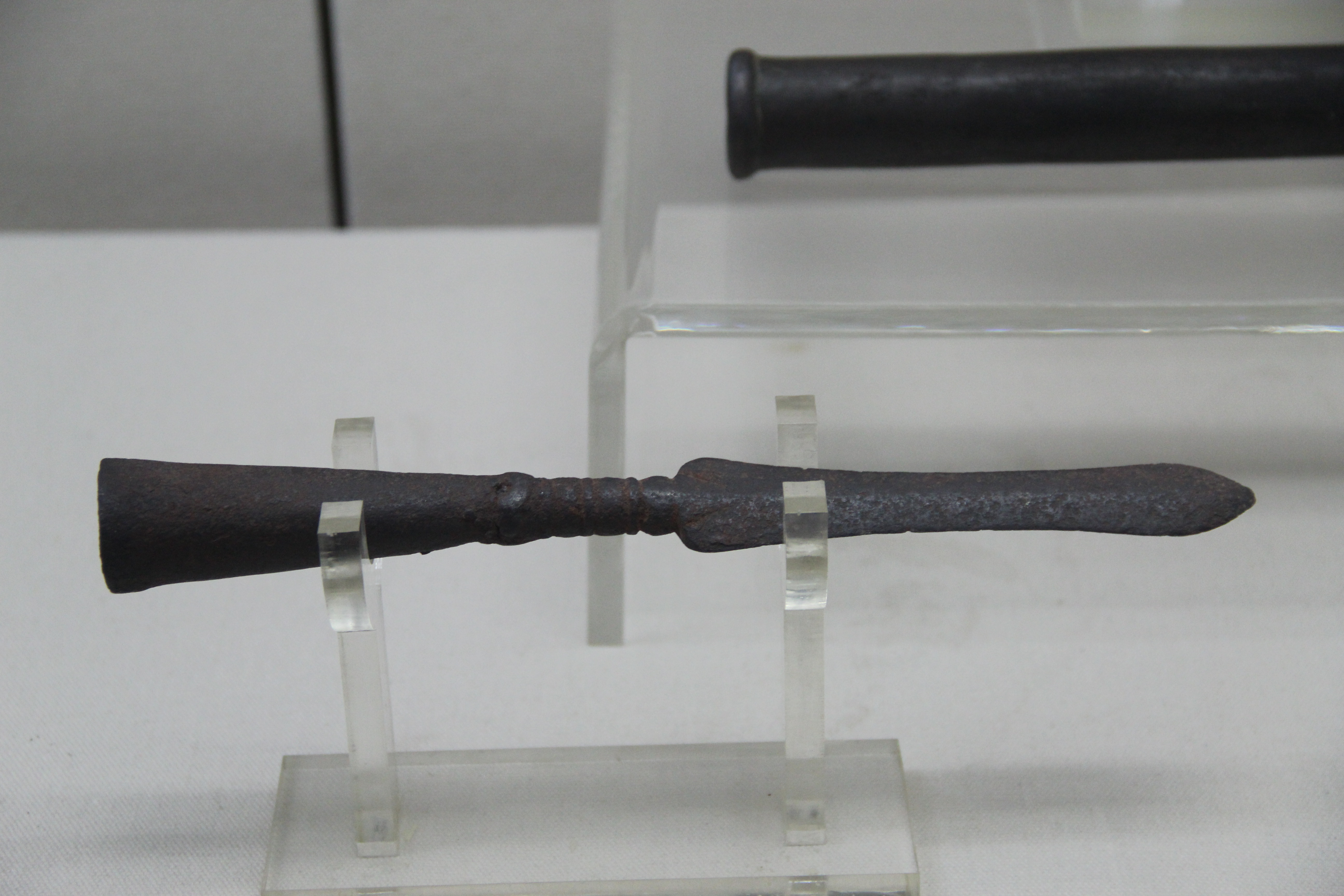
Punta di lancia Ming
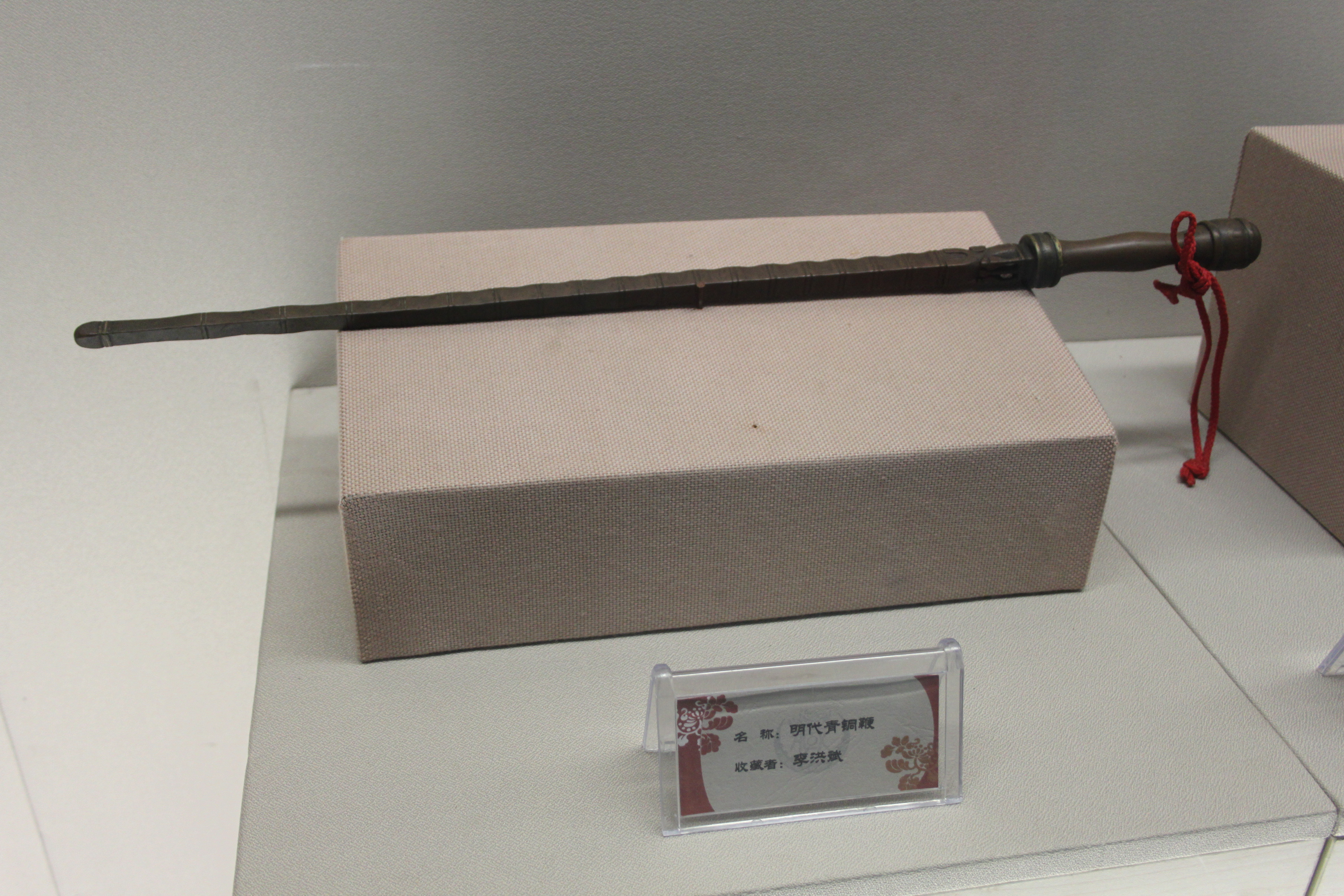
Manganello di ferro Ming

### Armatura

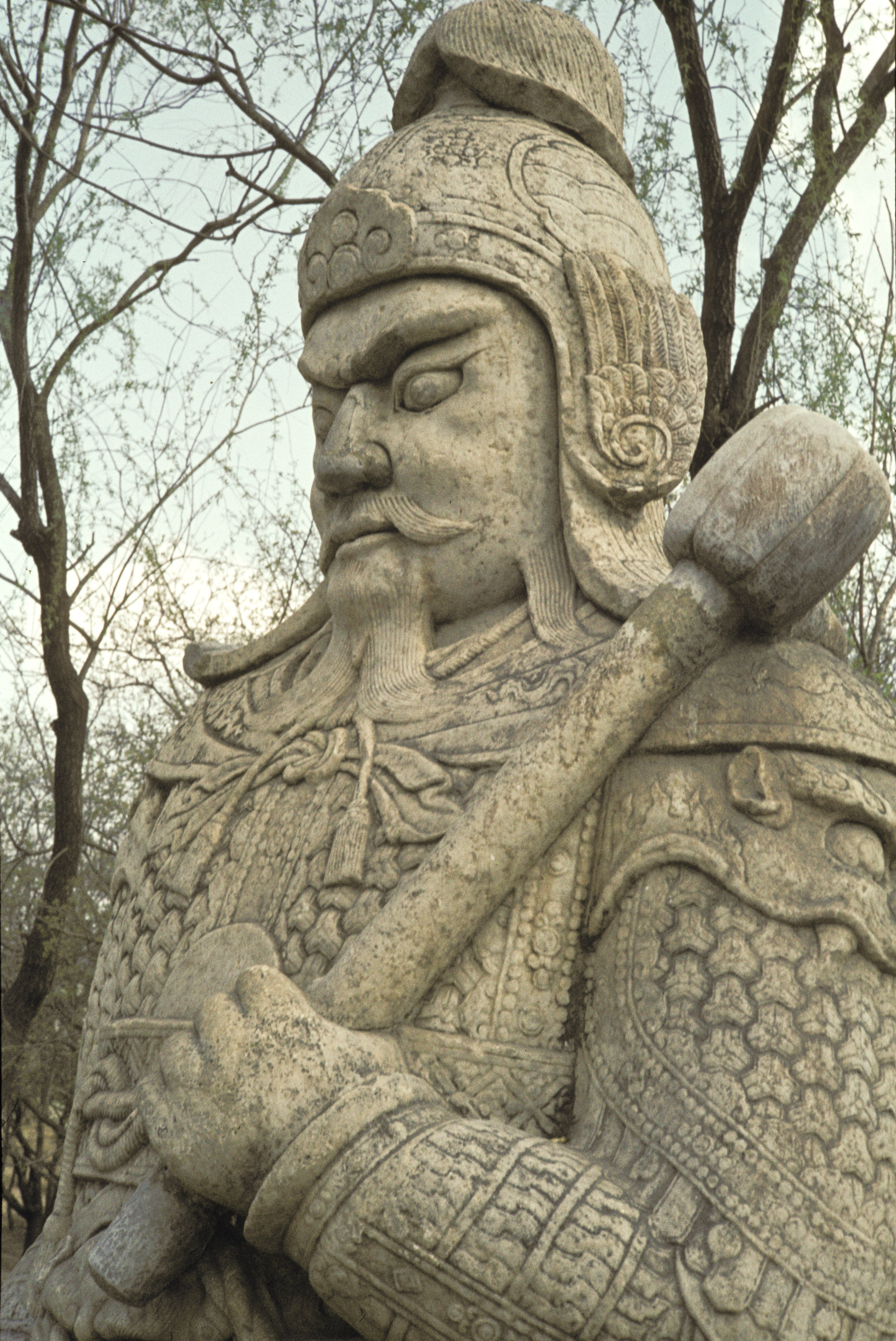
Guardiano della tomba in armatura a motivo di montagna, dinastia Ming.

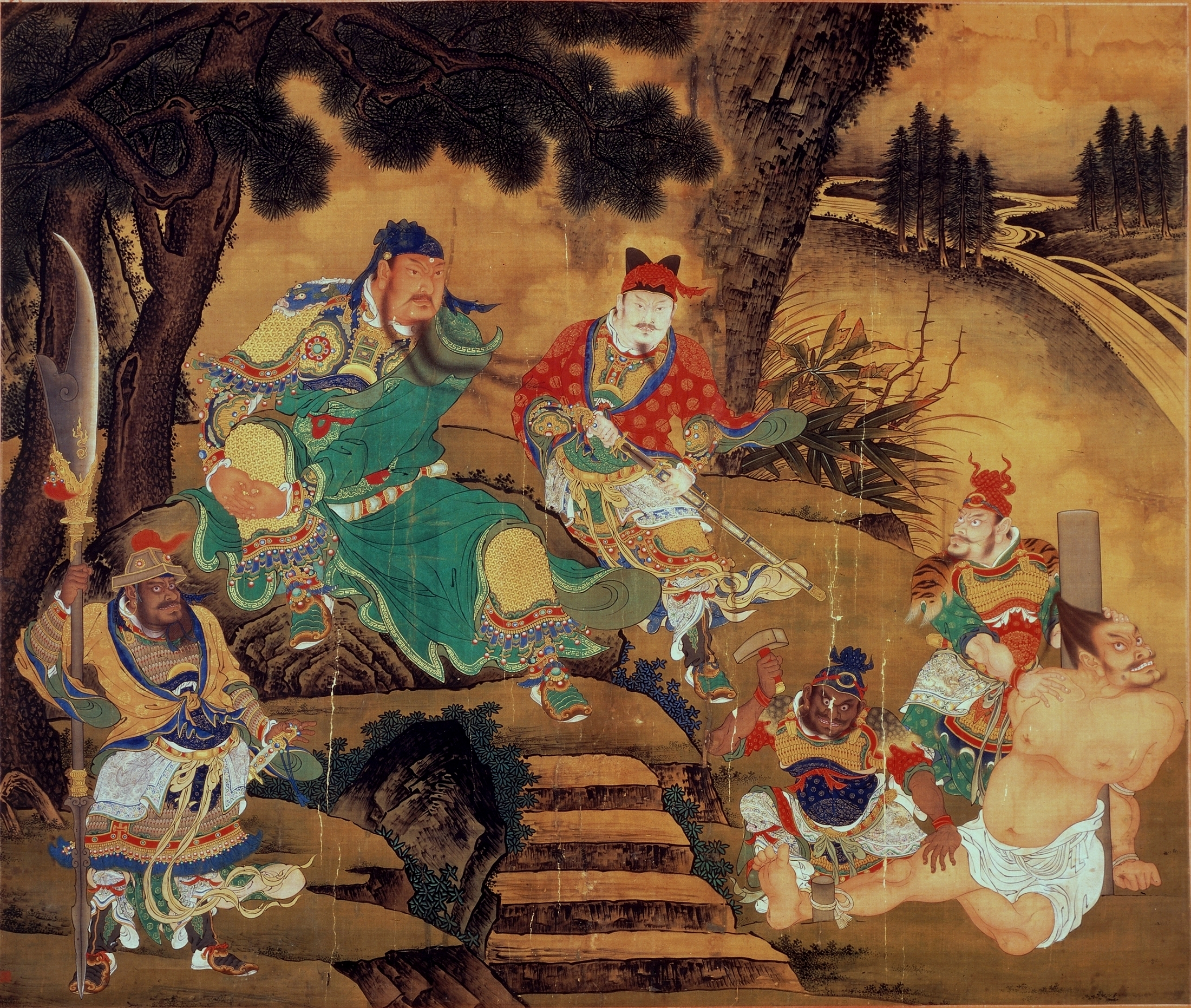
Guan Yu in armatura a motivo di montagna.

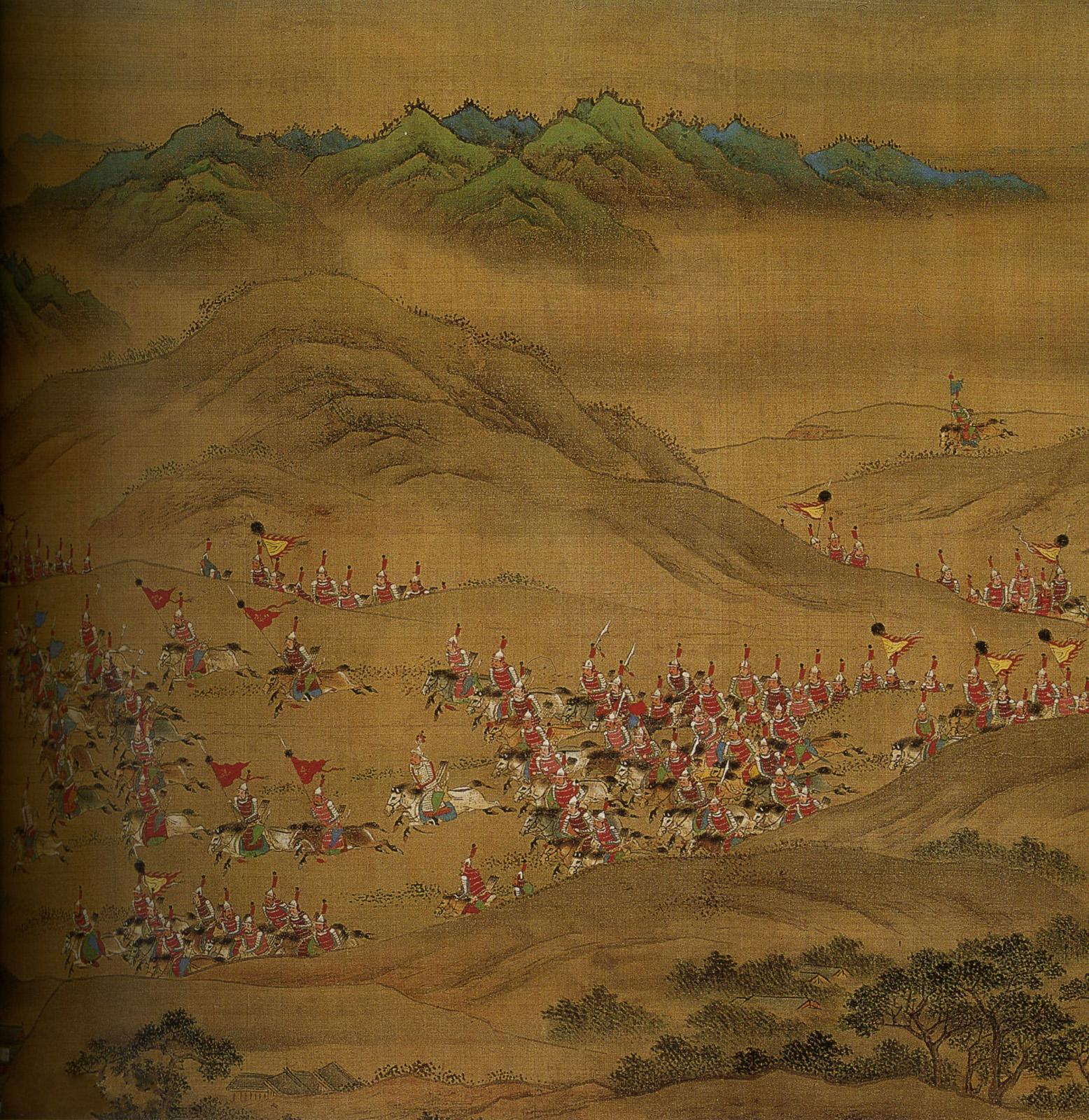
Cavalieri Ming che indossano una combinazione di brigantina e armatura lamellare.

Come sostiene CJ Peers, durante la dinastia Ming, a giudicare dalle illustrazioni del tempo pervenuteci, la maggior parte dei fanti non indossava armature, sebbene a volte potesse essere nascosta sotto le vesti. L'armatura è chiaramente raffigurata per gli ufficiali, una piccola parte dell'esercito di diverse centinaia di migliaia al servizio dell'imperatore. Tuttavia, documenti contemporanei come lo Si Zhen San Guan Zhi ("四镇三关志") scritti da Liu Xiaozu durante il regno dell'imperatore Wanli descrivono in dettaglio la maggior parte dei soldati che hanno accesso all'armatura e alcuni campi ne tenevano un altro gran numero in deposito, poiché lo sviluppo dell'industria militare registrò una rapida crescita durante questo periodo della storia cinese, nonché la necessità di una maggiore difesa soprattutto attorno ai confini settentrionali.
La barda cadde quasi completamente in disuso durante il periodo Ming.
L'armatura tipo Brigantina (釘甲S, Dīng jiǎP) fu introdotta in Cina durante l'era Ming sotto forma d'armatura a piastre rivettate ricoperte di tessuto.
Un'armatura a piastre parziale, in foggia d'una corazza cucita insieme a tessuto, è menzionata nel Wubei Yaolue, 1638. Non si sa quanto fosse comune l'armatura a piastre durante la dinastia Ming e nessun'altra fonte ne fa menzione.
Le testimonianze pittoriche d'epoca Ming rivelano che, almeno nel primo periodo della nuova dinastia, era ancora in uso l'armatura a "scaglie-montagna" (山文鎧S, shānwénkǎiP), una tipologia di corazza diffusa solo in Estremo oriente costituita da una moltitudine di piccoli pezzi di ferro o acciaio in foggia di tridente, rassomiglianti l'ideogramma cinese 山S, lett. "montagna". Le scaglie erano intrecciate e rivettate su un supporto in tessuto o pelle. Copriva il busto, le spalle e le cosce pur rimanendo comoda e sufficientemente flessibile per consentire il movimento: si costituiva quindi come un surrogato all'armatura lamellare quale nuova tipologia di armatura standard.
Sebbene l'armatura non perse mai ogni significato durante la dinastia Ming, divenne sempre meno importante quando divenne evidente la potenza delle armi da fuoco. Era già stato riconosciuto dal primo ufficiale di artiglieria Ming Jiao Yu che i cannoni «si sono comportati come draghi volanti, in grado di penetrare strati di armature.» Soldati completamente corazzati potevano e furono uccisi dai fucili. Il maresciallo Ming Cai fu una di queste vittime. Un resoconto della parte nemica afferma che «le nostre truppe usarono tubi di fuoco per sparare e lo fecero cadere e il grande esercito lo sollevò rapidamente e lo riportò alle sue fortificazioni.» È possibile che l'armatura cinese abbia avuto successo nel bloccare le palle di moschetto in seguito durante la dinastia Ming. Secondo i giapponesi, durante la battaglia di Jiksan, i cinesi indossavano armature e usavano scudi almeno parzialmente anti-proiettile. Frederick Coyett in seguito descrisse l'armatura lamellare Ming come una protezione completa dalle «armi leggere», anche se a volte viene tradotta erroneamente come «proiettili di fucile.» La letteratura inglese d'inizio XIX secolo menziona anche scudi cinesi in rattan che erano «quasi a prova di moschetto», tuttavia un'altra fonte inglese di fine Ottocento afferma che questi scudi non hanno fatto nulla per proteggere i loro portatori durante l'avanzata verso una roccaforte musulmana durante la quale tutti furono fucilati invariabilmente.
(Frederick Coyett)

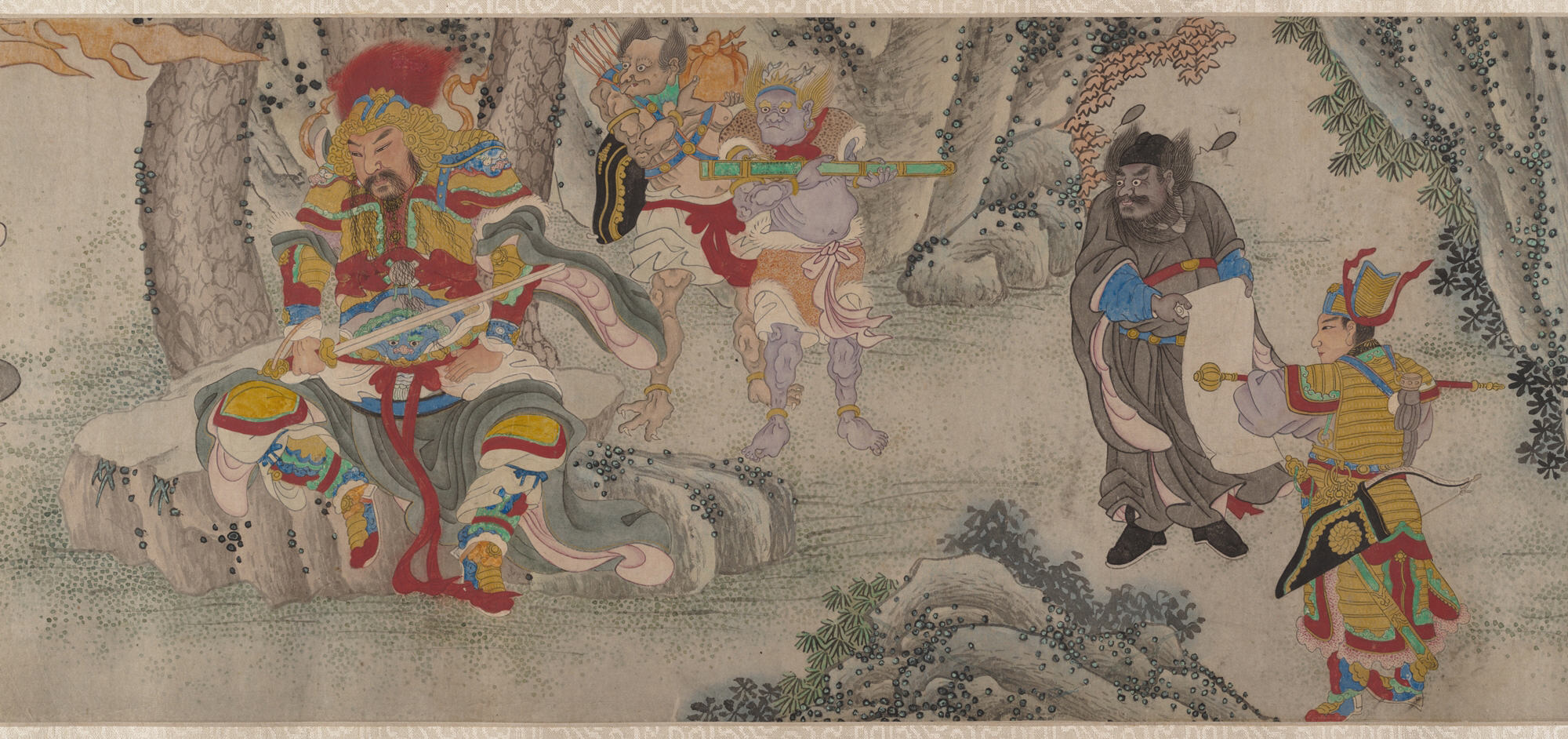
Guerriero con in mano una mazza che indossa un'armatura lamellare a destra, tarda dinastia Ming, XVII sec.

I portatori di razzi spesso indossavano armature pesanti per una protezione aggiuntiva in modo da poter sparare a distanza ravvicinata.

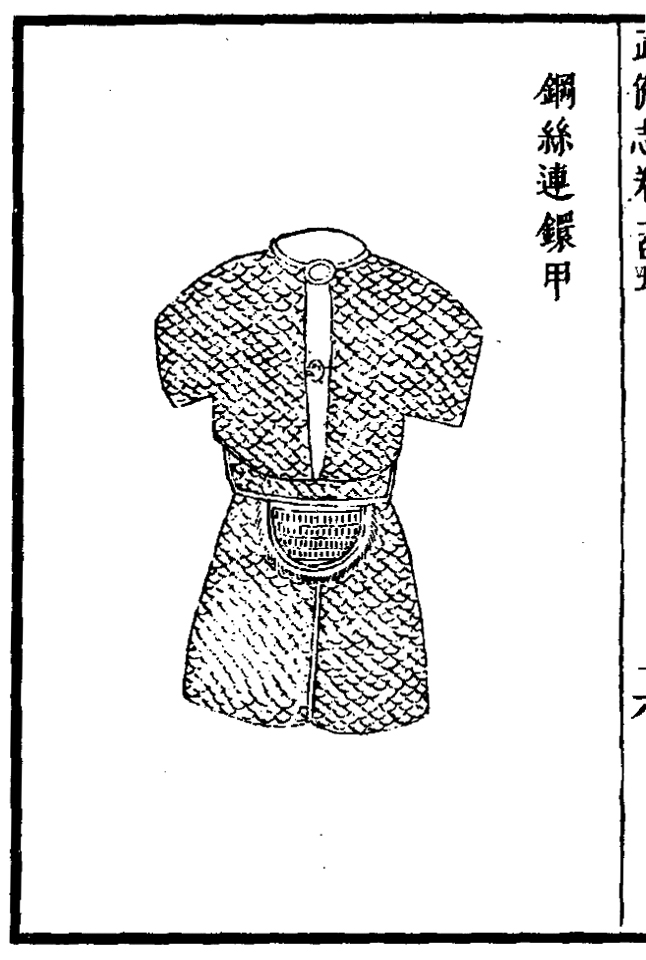
Rappresentazione Ming dell'armatura di maglia: sembra in scala ma questa era una convenzione artistica comune. Il testo dice "armatura ad anello di collegamento in filo di acciaio".
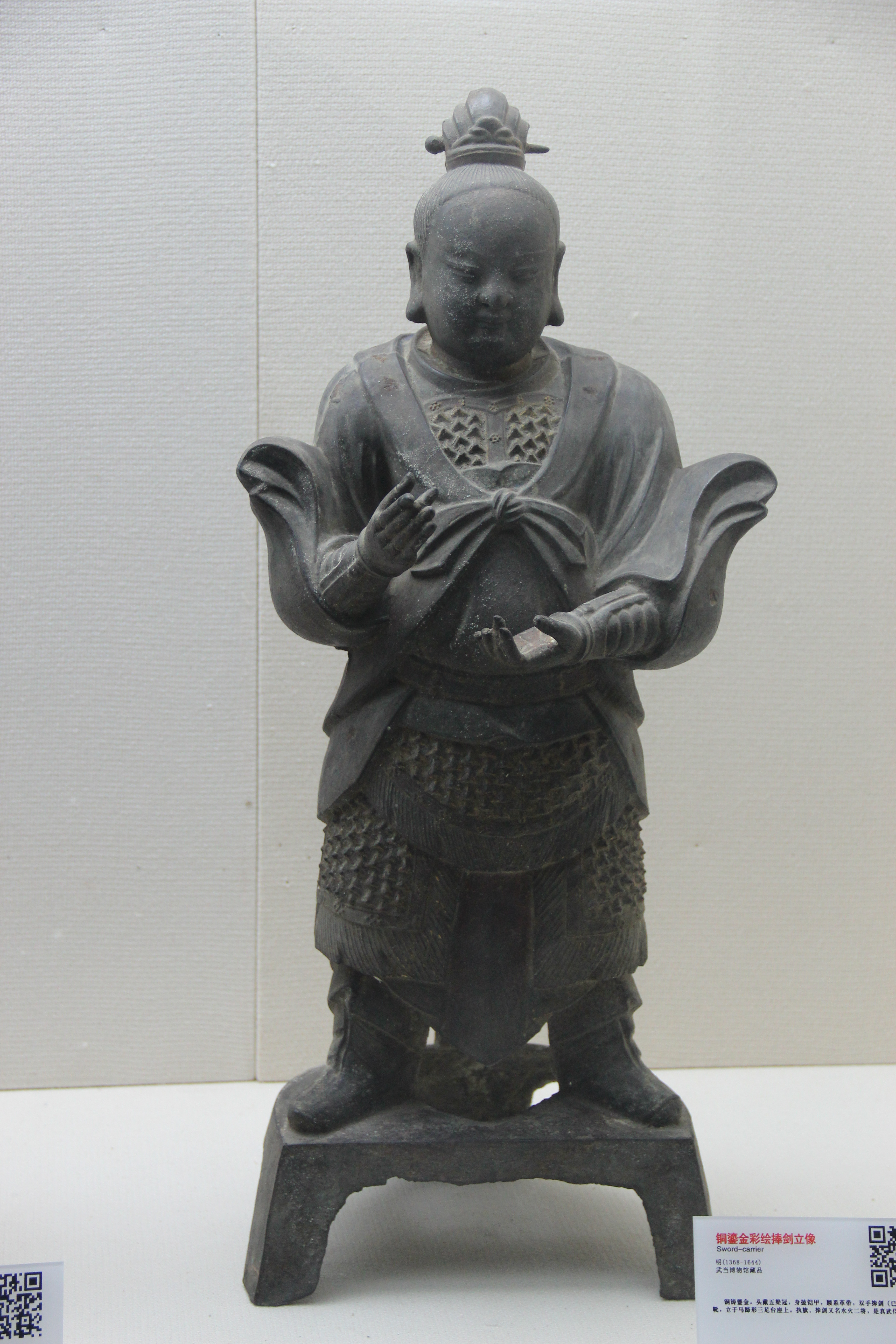
Statuetta Ming che indossa un'armatura a motivo di montagna.
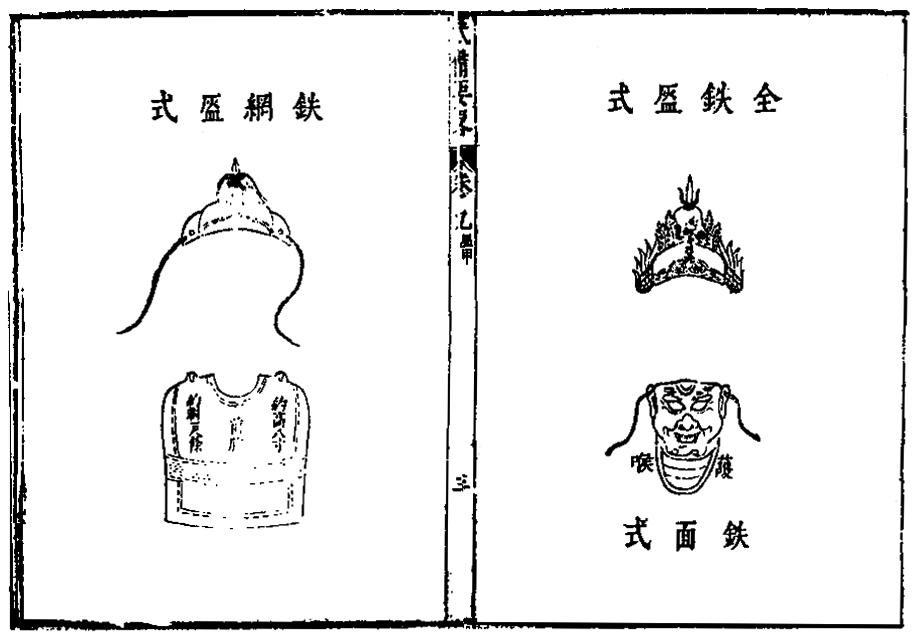
Elmo, corazza e maschera Ming del Wubei Yaolue.
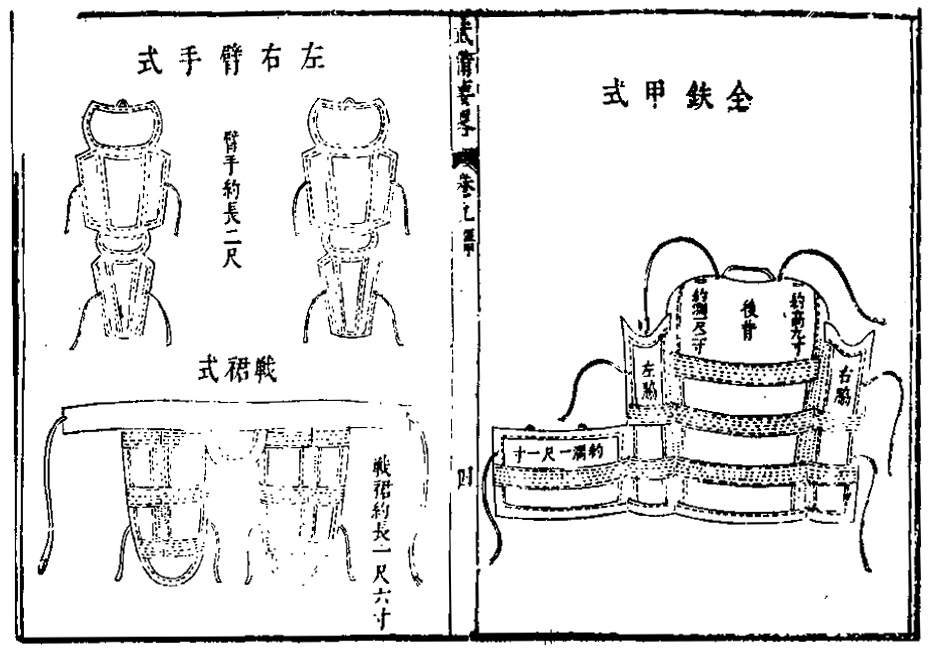
Parabraccia Ming, armatura della coscia e piastra posteriore del Wubei Yaolue.
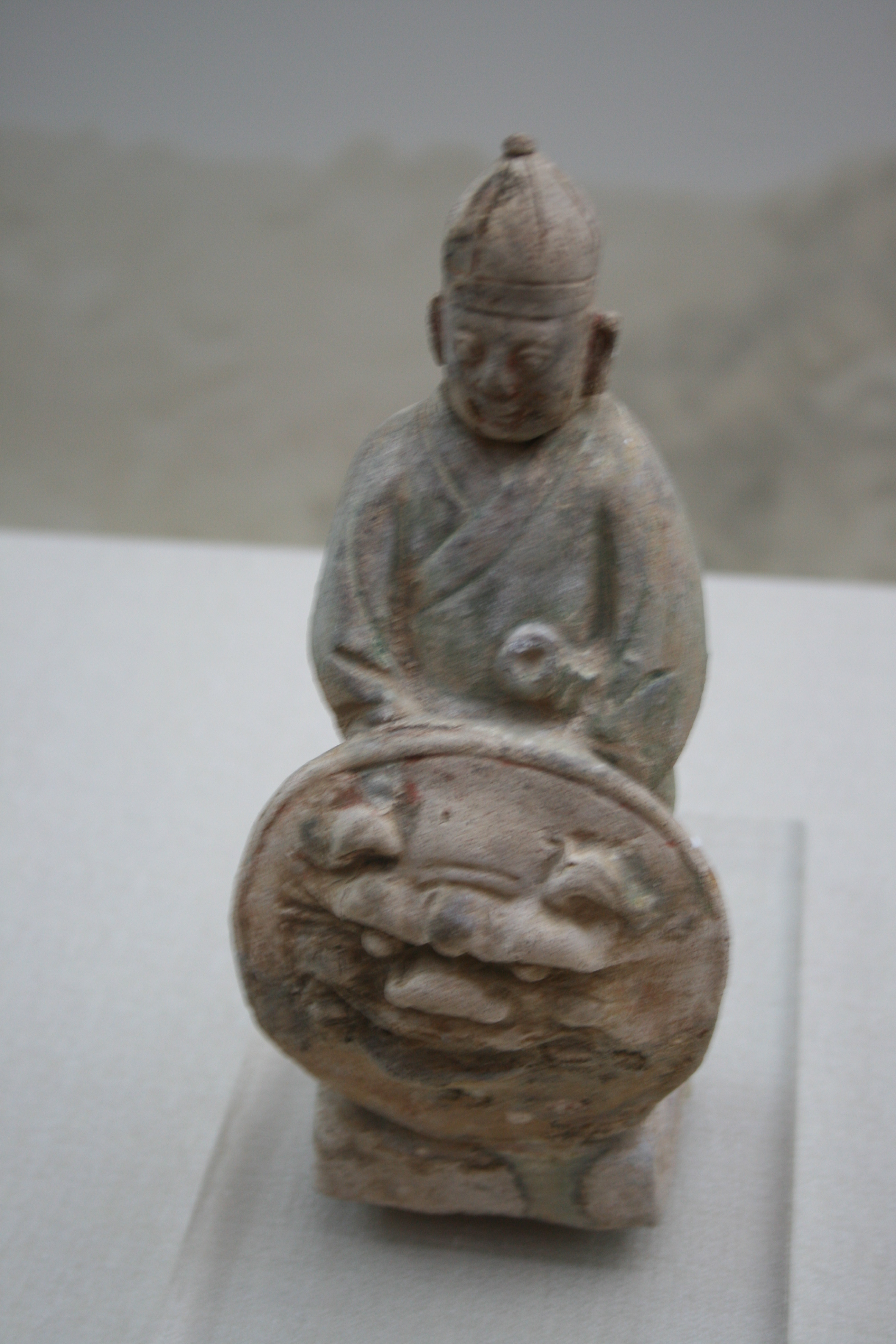
Portascudo Ming

### Armi da fuoco

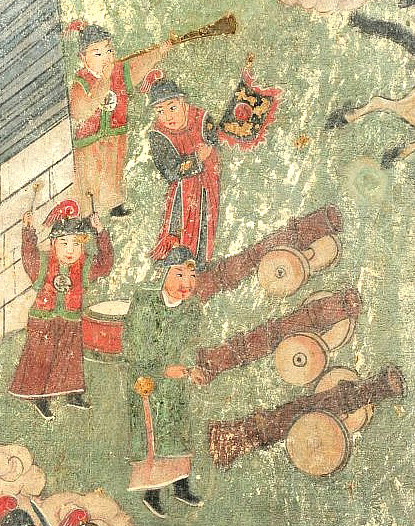
Artiglieri Ming.

I Ming migliorarono le primitive armi da fuoco ereditate dalle precedenti dinastie Yuan e Song dotando la Cina delle sue prime armi "moderne". Al principio della loro era, i Ming utilizzarono cannoni sempre più grandi. All'inizio del XVI secolo, artiglierie a retrocarica girevole di matrice ottomana e portoghese, tanto quanto e armi da fuoco portatili ad avancarica, furono incorporate nell'arsenale Ming. Nel XVII secolo, anche la colubrina olandese fu incorporata e divenne nota come hongyipao. Alla fine della dinastia Ming, intorno al 1642, i cinesi combinarono i progetti dei cannoni europei con metodi di fusione indigeni per creare cannoni di metallo composito che riunissero le migliori caratteristiche dei cannoni di ferro e bronzo.
In Cina, il cannone iniziò a svolgere un ruolo significativo negli assedi non prima della metà del XIV secolo (es. assedio di Shaoxing nel 1358) e comunque come arma di difesa più che di offesa in ragione dell'incredibile resistenza all'artiglieria delle mura cinesi. A cavallo tra Trecento e Quattrocento l'artiglieria iniziò ad essere utilizzata dai Ming anche negli scontri campali: es. Nel 1388 i cannoni furono usati con successo contro gli elefanti da guerra durante la Guerra Ming–Mong Mao (1386–1388) e di nuovo nel 1421 durante la rivolta di Lam Sơn. Risultarono invece meno decisivi rispetto ad artiglierie tradizionali nelle battaglie navali: es. battaglia del lago Poyang nel 1363.
Il fondatore della dinastia Ming, Zhu Yuanzhang, poi imperatore Hongwu, fece un uso prolifico delle armi a polvere da sparo per il suo tempo. I primi codici militari Ming stabilivano che idealmente il 10% di tutti i soldati dovesse essere artigliere. Nel 1380, dodici anni dopo la fondazione della dinastia, l'esercito Ming vantava circa 130.000 artiglieri su un esercito di 1,3-1,8 milioni di soldati. Allo scoppio della guerra Ming-Mong Mao (1386–1388), al generale cinese Mu Ying fu ordinato di produrre duemila schioppi. Sotto i successori di Zhu Yuanzhang, la percentuale di artiglieri aumentò e nel 1440 raggiunse il 20% della forza combattente totale. Nel 1466, la composizione ideale era del 30%. All'indomani della c.d. "Crisi di Tumu" (1449), le autorità imperiali in quella regione raccolsero dal campo di battaglia 5.000 armature, 6.000 elmetti, 30.000 armi da fuoco, 1.800 contenitori di polvere da sparo e 440.000 dardi di balestra.
Sebbene le armi da fuoco non sostituirono mai completamente l'arco e la balestra, alla fine del Cinquecento il governo imperiale ordinò la produzione d'un numero di bocche da fuoco superiore a quello delle vecchie armi da tiro.

### Fortificazioni
La dinastia Ming realizzò impressionanti opere di fortificazione, in alcuni casi ex-novo, in altri operando su strutture già ampiamente esistenti, che sono oggi iconiche del patrimonio materiale della Cina e, come nel caso delle fortificazioni di Pechino, patrimonio riconosciuto dell'umanità dell'UNESCO.
Nanchino
Subito dopo aver scacciato gli Yuan dalla loro capitale posizionata nel nord dell'Impero, Khanbaliq/Dadu (attuale Pechino), Zhu Yuanzhang spostò la capitale nella città di Jiankang (attuale Nanchino) e ne avviò una massiccia ristrutturazione. Servirono 21 anni per completare l'opera e circa 200.000 operai spostarono 7 milioni di metri cubi di terra. Le nuove fortificazioni dotarono la vecchia città d'una cinta muraria del perimetro di 33,4 km, alta 14,1 m. La cinta è dotata di numerose porte, la cui più imponente è la Porta Zhonghua che si apre a sud. Parallelamente alla costruzione delle mura, Zhu fece costruire anche un sontuoso palazzo, poi noto come Palazzo Ming o Città Proibita di Nanchino, inaugurato già nel 1367 e poi ristrutturato nel 1373-1375 e 1392-1398.
Pechino

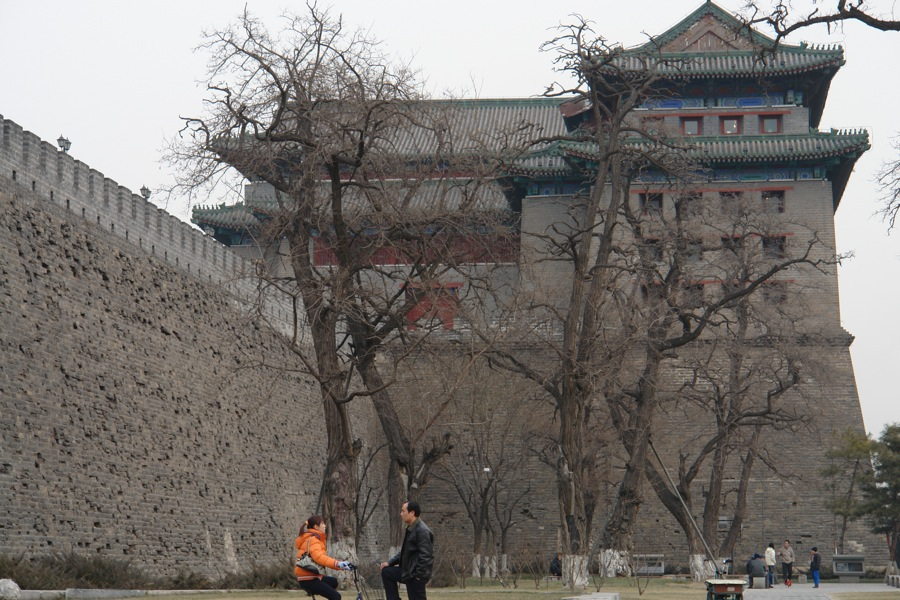
Torre di guardia Ming all'angolo sud-est delle mura di Pechino.

Nel 1370, l'Imperatore Hongwu concesse al suo quarto figlio, Zhu Di (in seguito Imperatore Yongle), il titolo di "Re di Yan" con capitale a Beiping (l'attuale Pechino), sui resti della mongola Dadu. Zhu Di si trasferì formalmente nella sua capitale nel 1380, dopo che vi era stato costruito un nuovo palazzo reale (1379). Nel 1403 Zhu Di, ormai imperatore, cambiò il nome della città da "Beiping" (it. "Pace del nord") a "Beijing" (it. "Capitale del nord"). Nel 1406 iniziò a pianificare uno spostamento della capitale imperiale da Nanchino a Pechino. Beijing era allora solo la capitale dello Yan e non aveva fortificazioni adeguate al ruolo di capitale imperiale. Si rese pertanto necessario un massivo lavoro di espansione e ricostruzione delle fortificazioni di Dadu anche per motivi pratici e non solo rappresentativi: la zona era soggetta a sporadiche incursioni mongole dal nord. Ciò segnò l'inizio della costruzione delle sezioni Ming delle fortificazioni di Pechino, parti delle quali esistono ancora oggi.
I lavori di costruzione di quella sarebbe poi stata definita la "Città Interna" iniziarono subito. I lavori di costruzione del complesso della "Città Proibita" iniziarono nel 1416, in uno stile che imitava l'originale Palazzo Imperiale di Nanchino. Le mura meridionali di Khanbaliq furono spostate a sud di circa 8 km. Nel 1421, Yongle spostò ufficialmente la capitale Ming a Pechino.
Una seconda espansione della città avvenne nel decennio 1436-1445, per ordine dell'imperatore Zhengtong. Si aggiunse un ulteriore strato di mattoni sul lato interno delle mura della città, s'irrobustirono le porte cittadine con porte-torri, barbacani e torri di guardia, si costruirono i quattro torrioni angolari, si eressero gli archi "Paifang" all'esterno di ogni porta principale della città e si sostituirono i ponti di legno sopra i fossati con ponti di pietra dotati di chiuse e si aggiunsero rilievi di pietra e mattoni all'argine del fossato. Il nuovo sistema di mura e fossati della capitale misurava 45 Lǐ (22,5 km) di perimetro: un'opera formidabile. La città di Changping, una città di rifornimento, sezioni interne della Grande Muraglia e altre fortificazioni satelliti furono costruite per supportare Pechino durante un eventuale assedio.
Nel 1553, tre anni dopo l'attacco di Altan Khan, un grande sistema rettangolare esterno di mura e fossati fu completato a ridosso della cinta meridionale della capitale, la c.d. "Città Esterna", creando un perimetro complessivo di forma simile all'ideogramma "凸" che è stato mantenuto per quasi 400 anni.
Grande muraglia

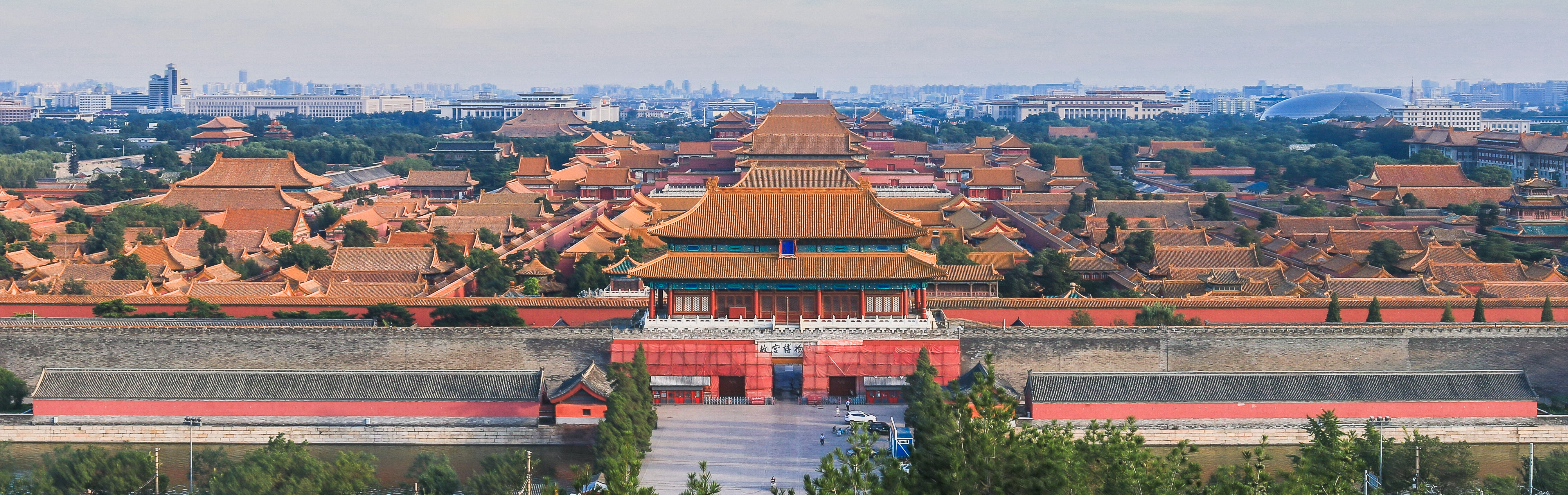
La Città Proibita vista dalla collina Jingshan a nord.

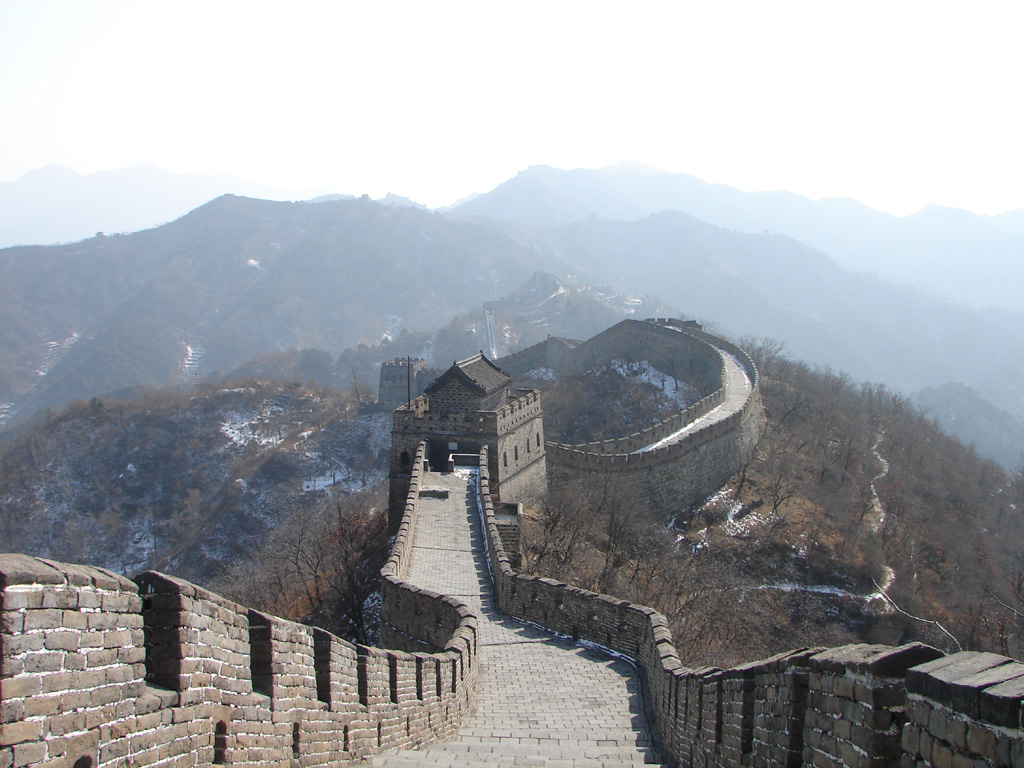
La Grande muraglia cinese a Mutianyu, una delle sue più famose sezioni, costruita dai Ming.

Dopo la loro sconfitta ad opera dei Mongoli Oirati a Tumu (v. sopra), vendicata con delle non definitive vittorie sui barbari di Manciuria e Mongolia, i Ming risolsero di congelare il conflitto sul confine settentrionale dell'impero riportando in auge la Grande muraglia.
Anzitutto, fra il 1440 (quindi già prima della disfatta di Tumu) e il 1460, i Ming costruirono il cosiddetto "Muro di Liaodong". Simile in funzione alla Grande Muraglia (della quale, in un certo senso, era un'estensione), ma più semplice nella costruzione, il Muro di Liaodong racchiudeva il cuore agricolo della provincia di Liaodong, proteggendolo contro eventuali incursioni dei barbari (Mongoli, Jurchen, Oriyanghan, Jianzhou ecc.). Mentre pietre e piastrelle furono utilizzate in alcune parti del Muro Liaodong, la maggior parte del muro era in realtà semplicemente realizzato con terra battuta e corredato di fossati su entrambi i lati.
Riconoscendo il controllo mongolo stabilito nel deserto di Ordos, i Ming fecero realizzare una nuova muraglia che seguì il bordo meridionale del deserto, invece d'incorporare l'ansa del Fiume Giallo com'era un tempo, il c.d. "Muro dell'Ordos", realizzato tra 1472 e 1474 mentre le guerre di confine con i barbari erano ancora in corso.
A differenza delle fortificazioni precedenti, la muraglia dei Ming fu più solida ed elaborata, realizzata in mattoni e pietra e non più in semplice terra battuta. Si stima che siano state costruite fino a venticinquemila torri di guardia lungo il muro. Poiché le incursioni mongole continuarono periodicamente nel corso degli anni, i Ming dedicarono notevoli risorse per riparare e rinforzare le mura, con particolare attenzione per le sezioni vicino alla capitale imperiale di Pechino. Anche il famoso generale Qi Jiguang, grazie al sostegno del Gran Segretario Anziano Zhang Juzheng, lavorò alle migliorie per questo specifico tratto della Muraglia, tra il 1567 e il 1570: aggiunse mattoni a sezioni in terra battuta e costruì milleduecento torri di guardia da Shanhaiguan a Changping per vigilare sull'avvicinamento di predoni.

### Formazioni da battaglia
Qi Jiguang schierò i suoi soldati in una formazione detta "anatra mandarina" composta da 12 uomini di cui: 4 picchieri; 2 spadaccini armati di dao e scudo, sia grande sia piccolo; 2 alabardieri armati con una particolare arma inastata chiamata "spazzola di lupo"; 1 ufficiale di retroguardia e 1 facchino. Questo sistema ha una certa somiglianza con i sistemi europei di picca-e-moschetto. È stato utilizzato anche il tiro al volo.

#### Jixiao Xinshu

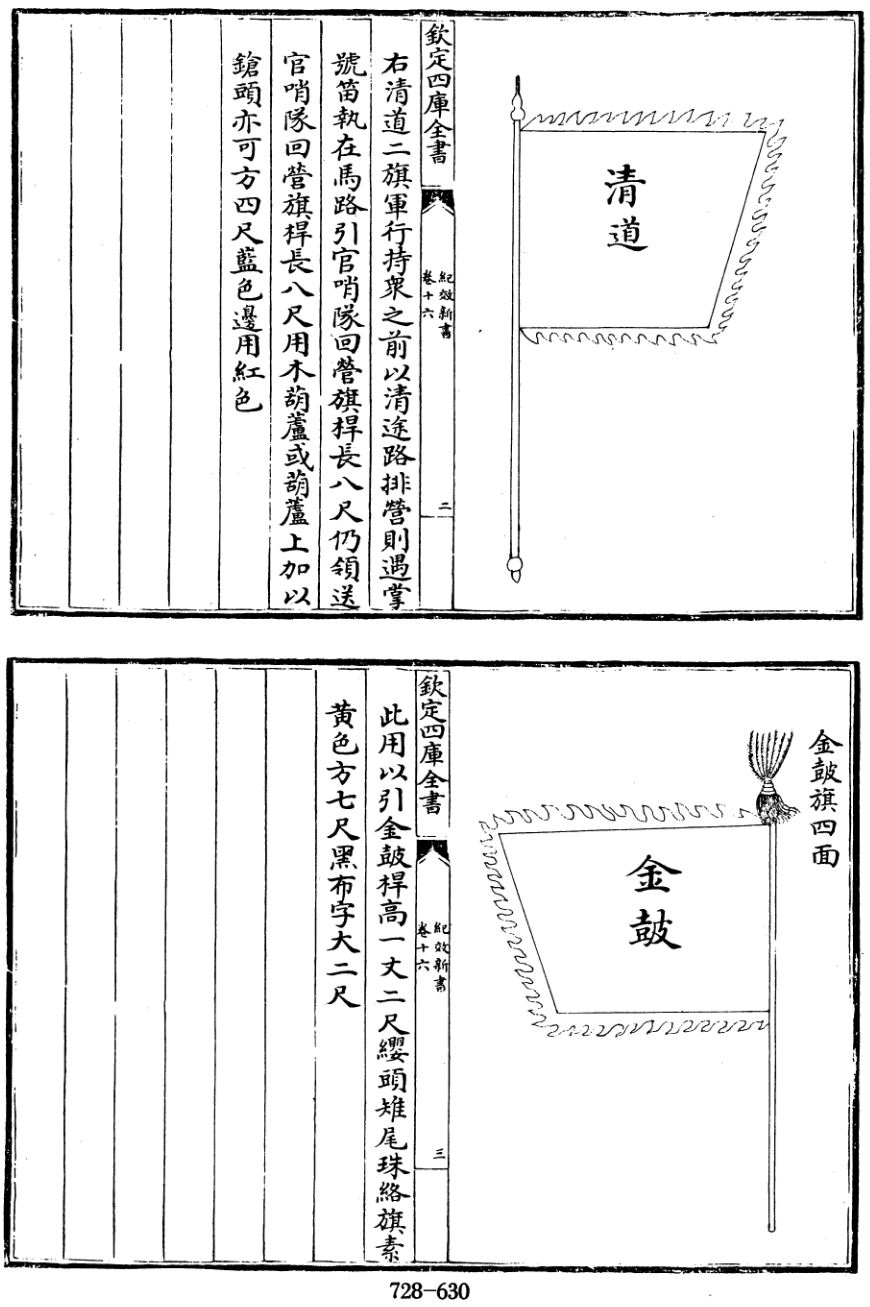
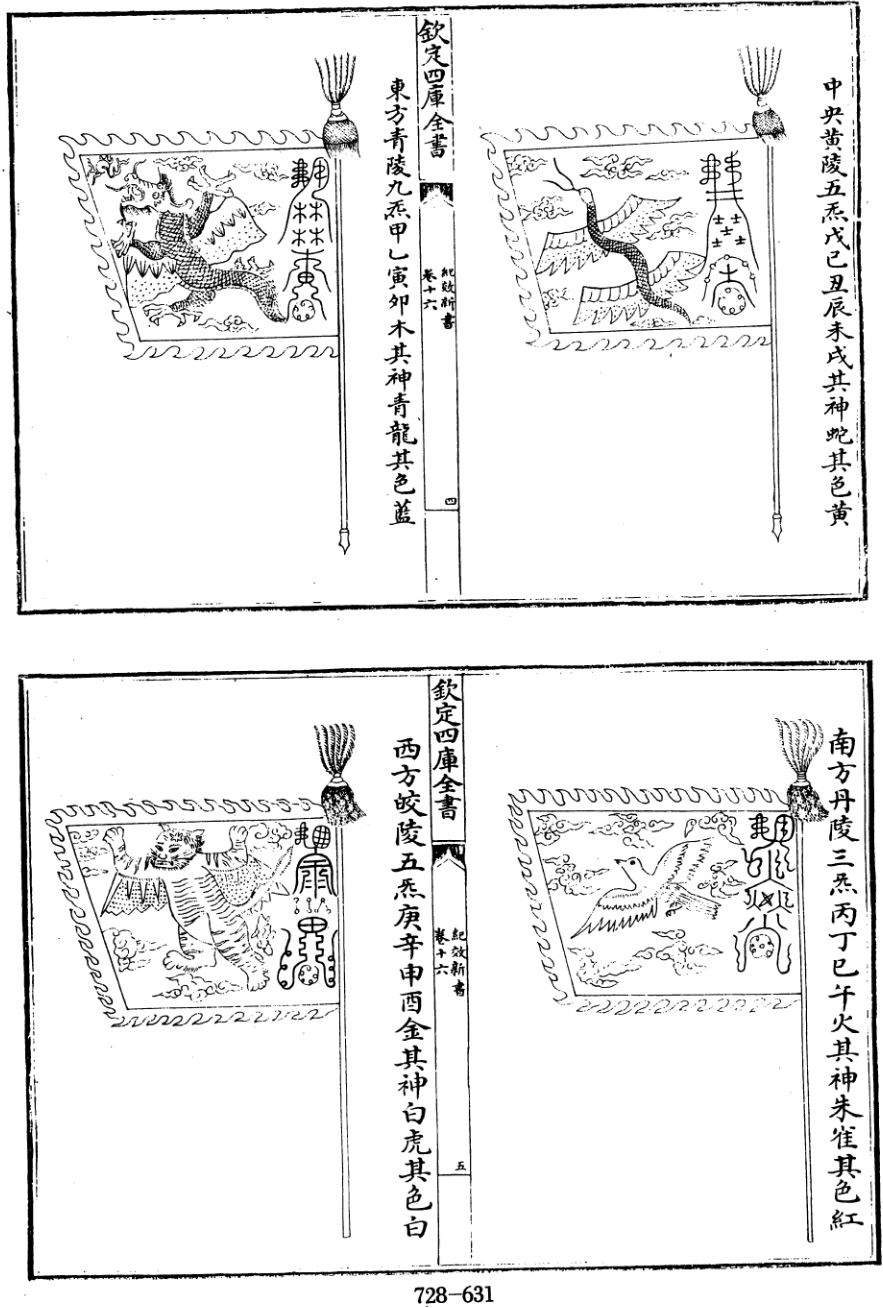
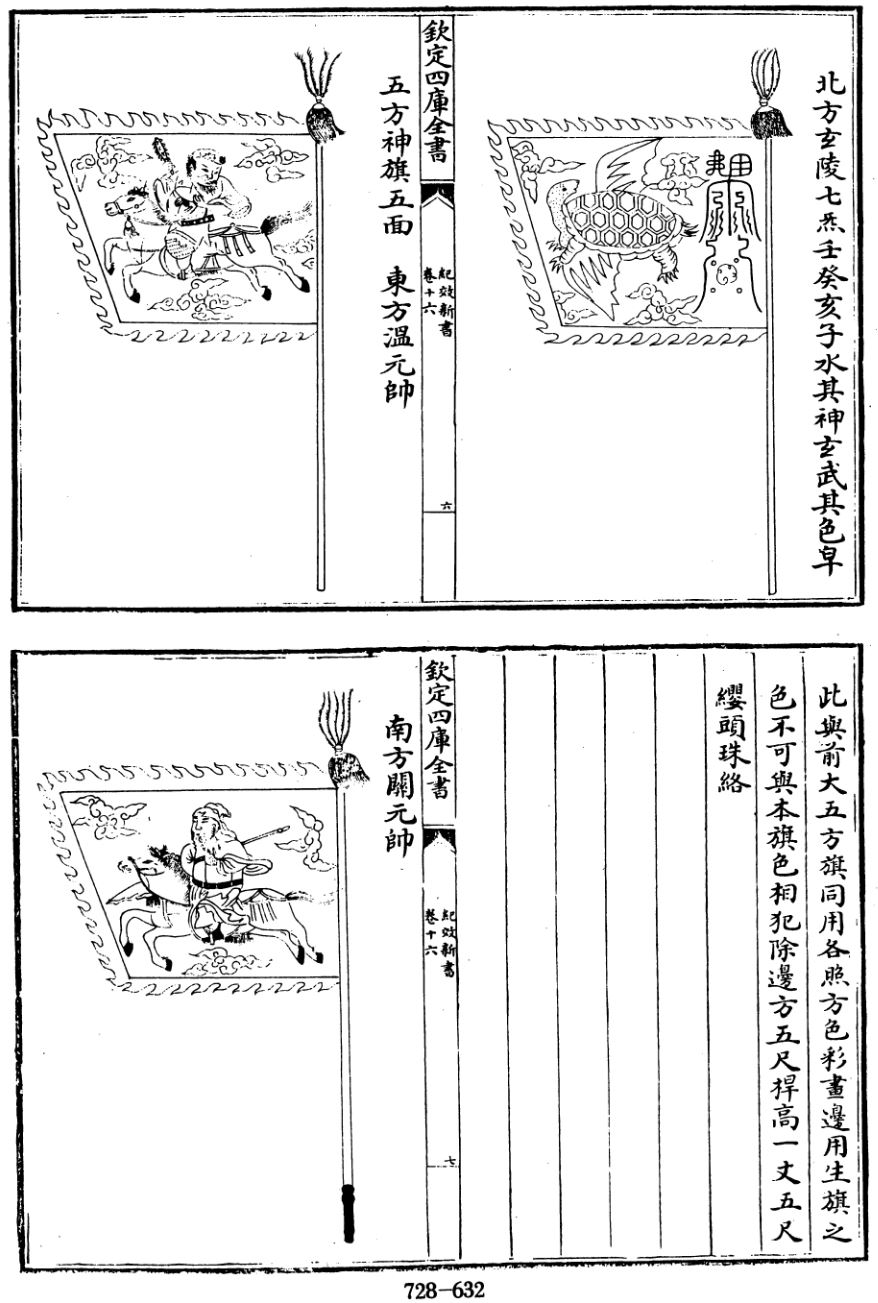
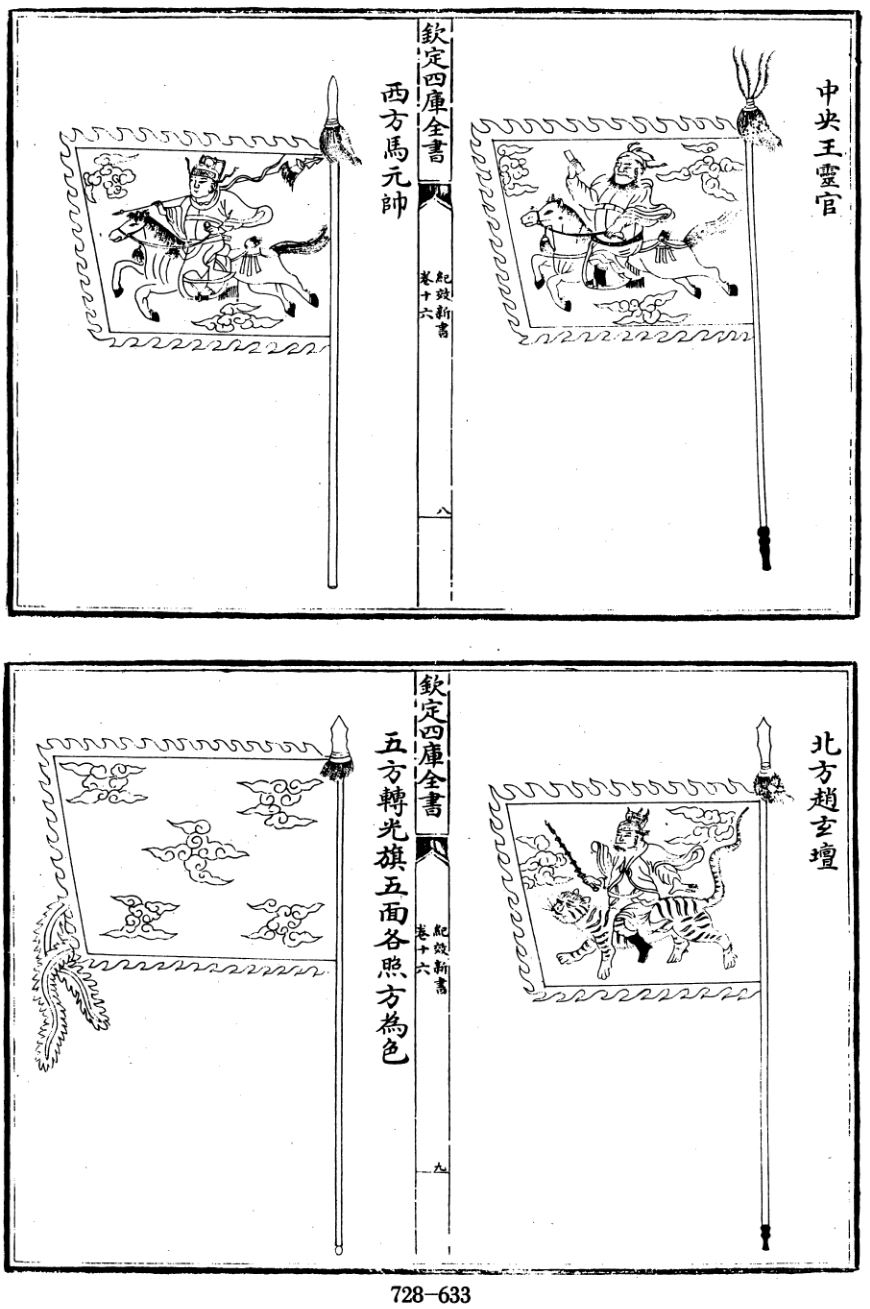
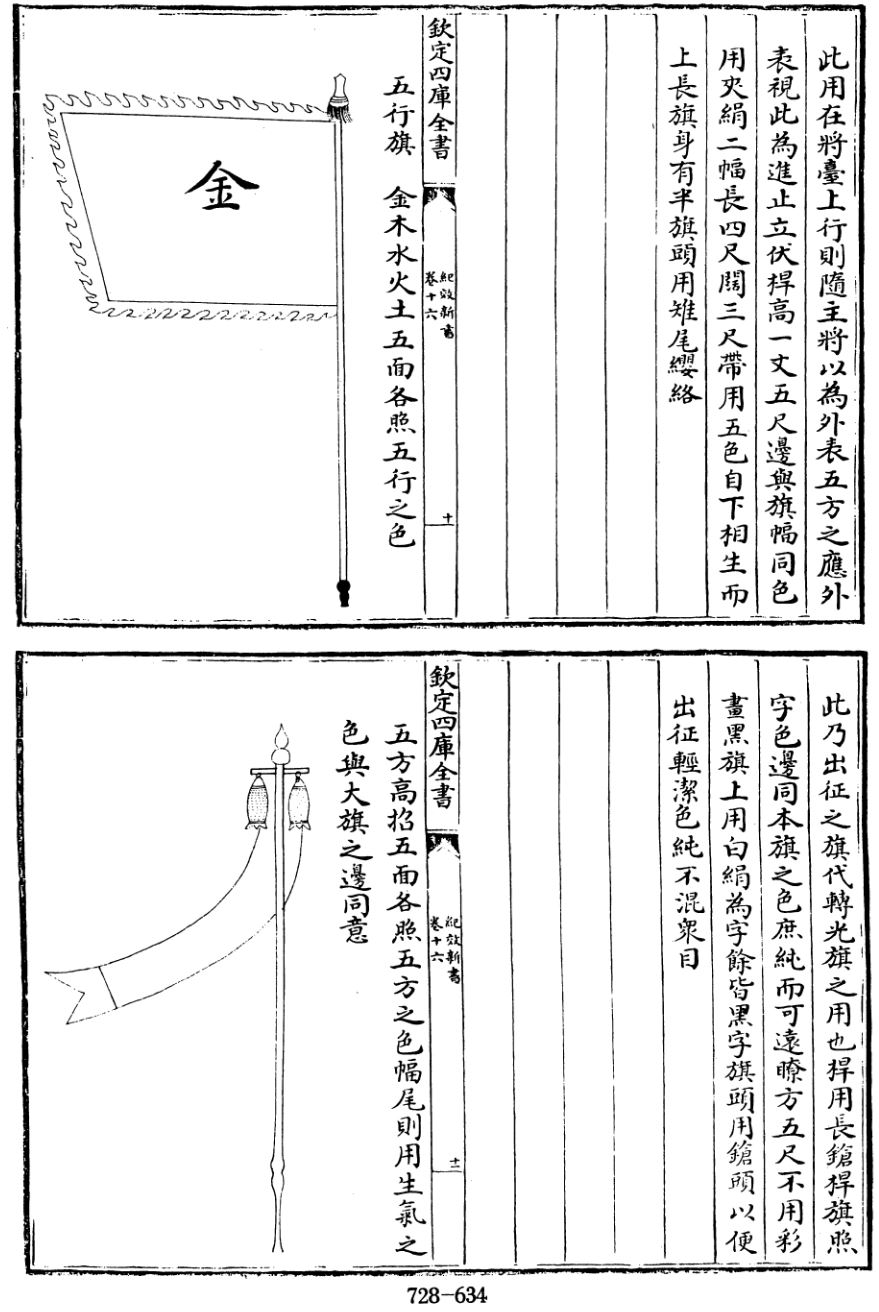
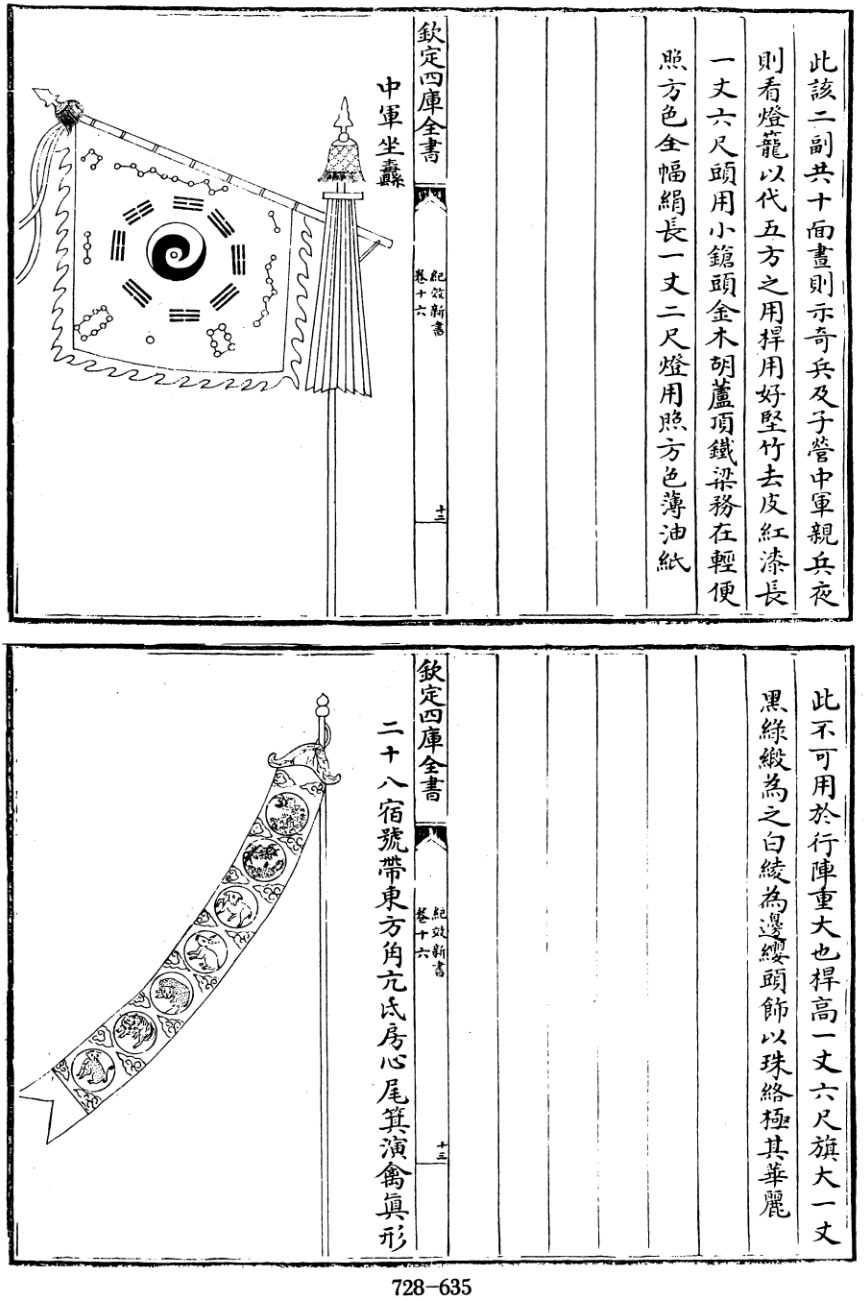

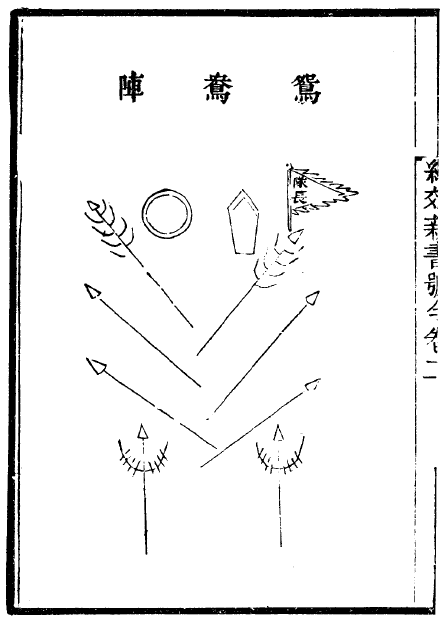
Formazione "anatra mandarina" (DIAGRAMMA).
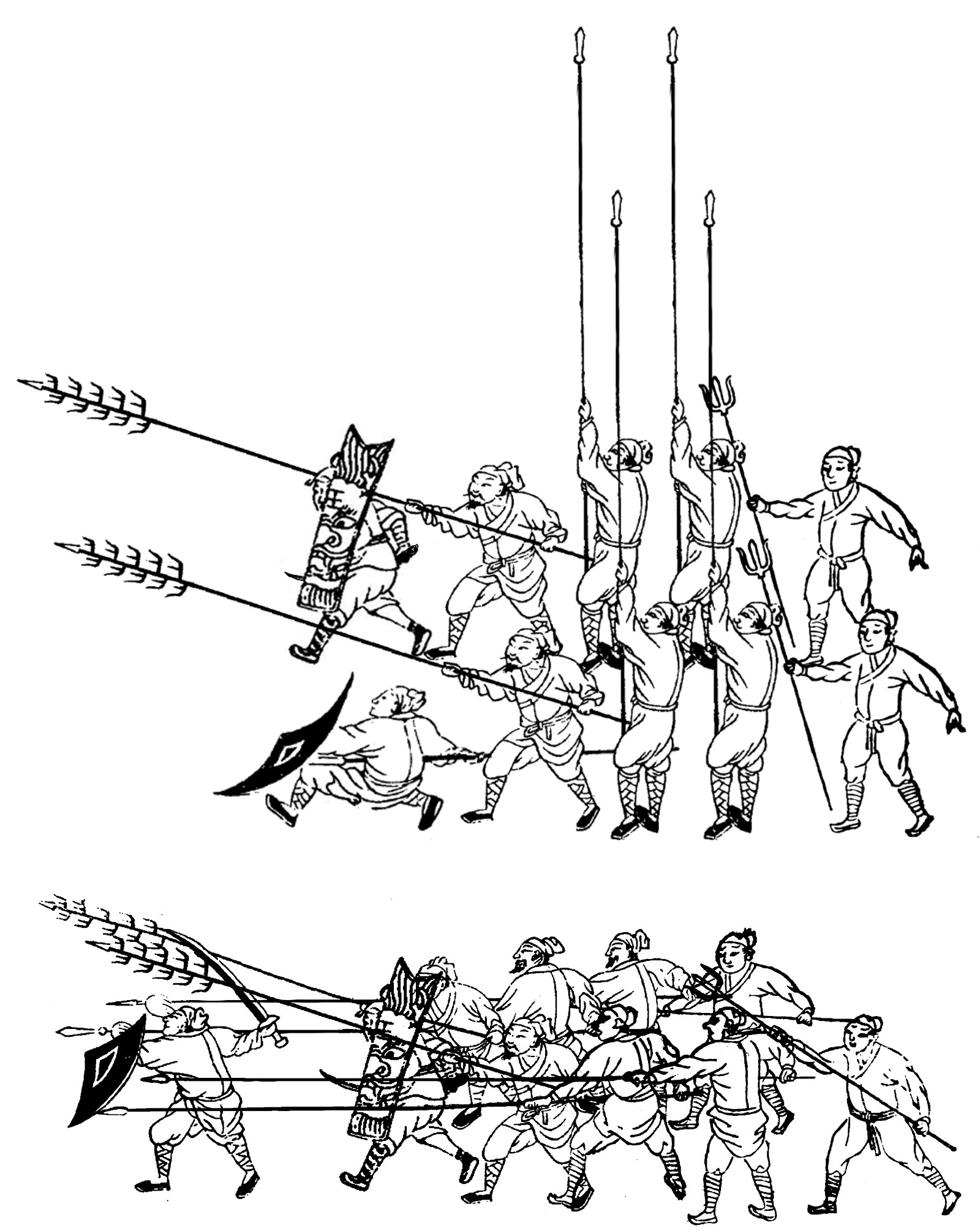
Formazione "anatra mandarina": resta e combattimento.
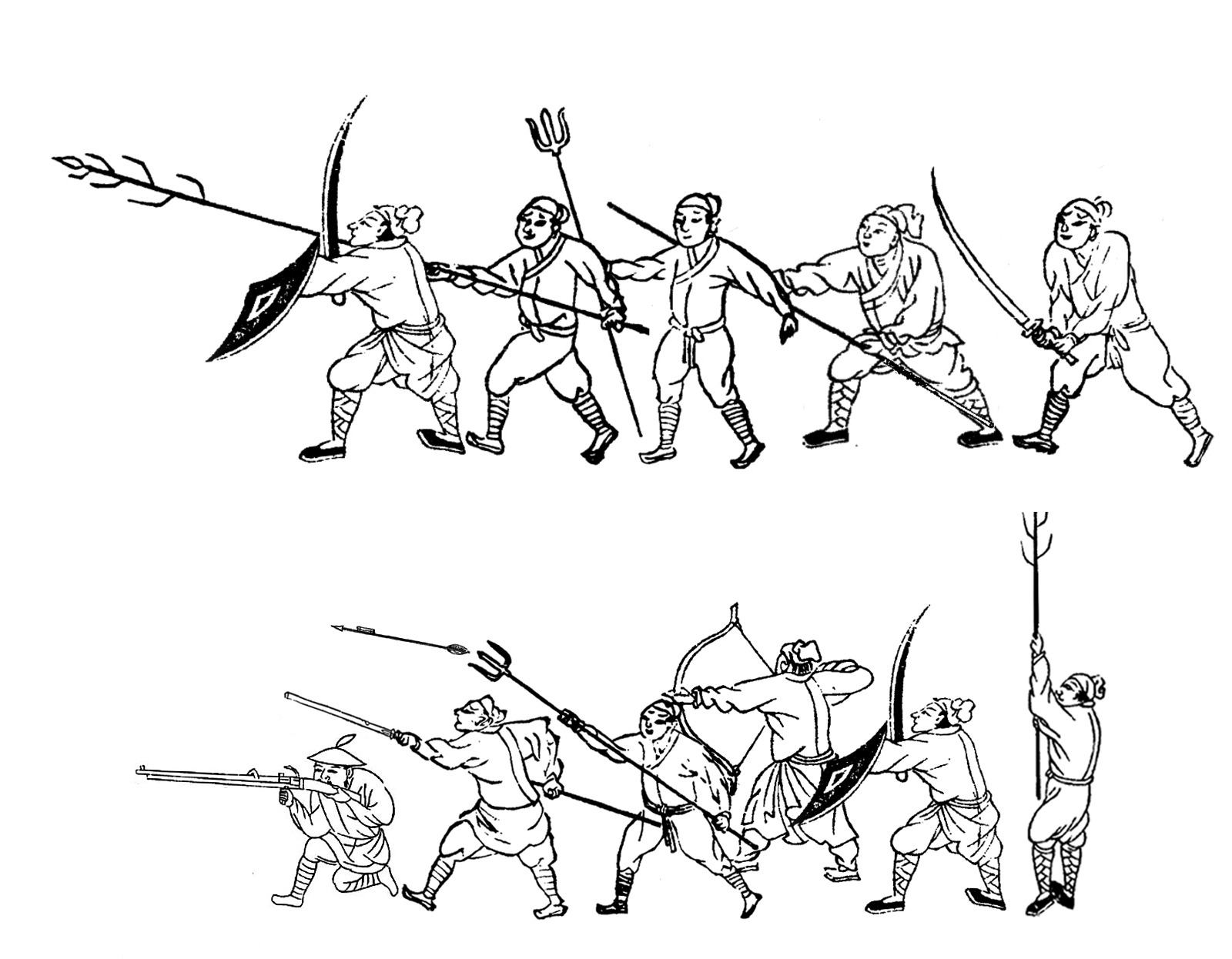
Formazione "anatra mandarina" alternativa.
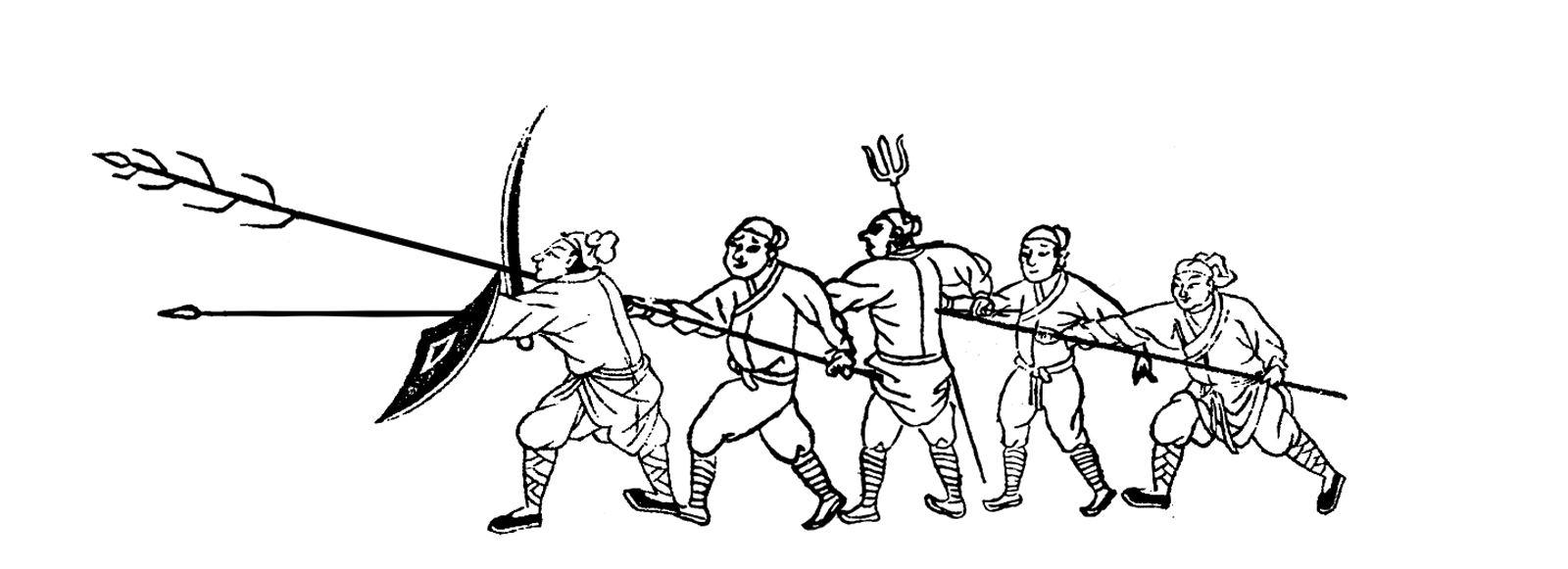
Formazione "squadra assassina", una Formazione "anatra mandarina" riconfigurata.
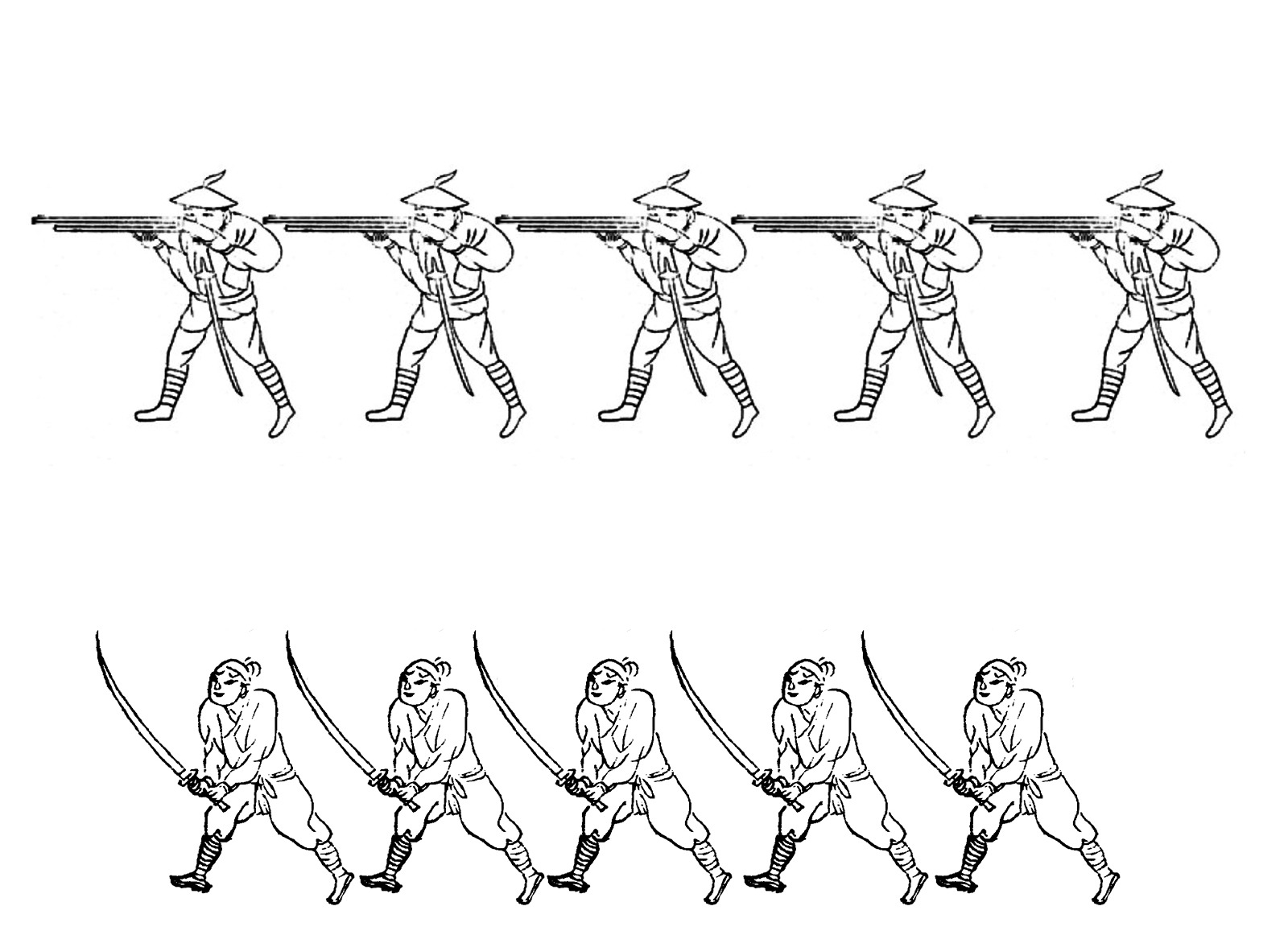
Formazione "squadra di armi da fuoco".
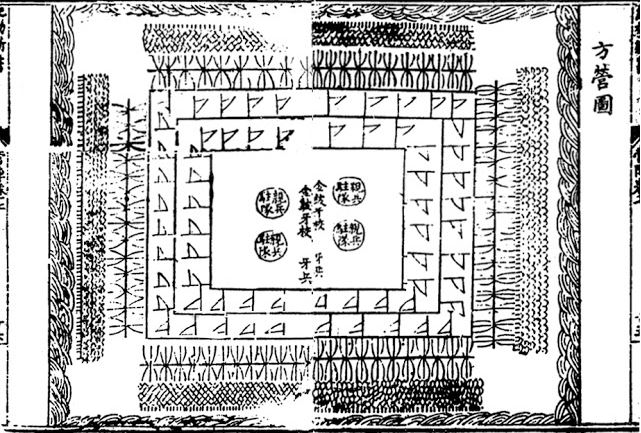
Formazione quadrata.

#### Lianbing Zaji

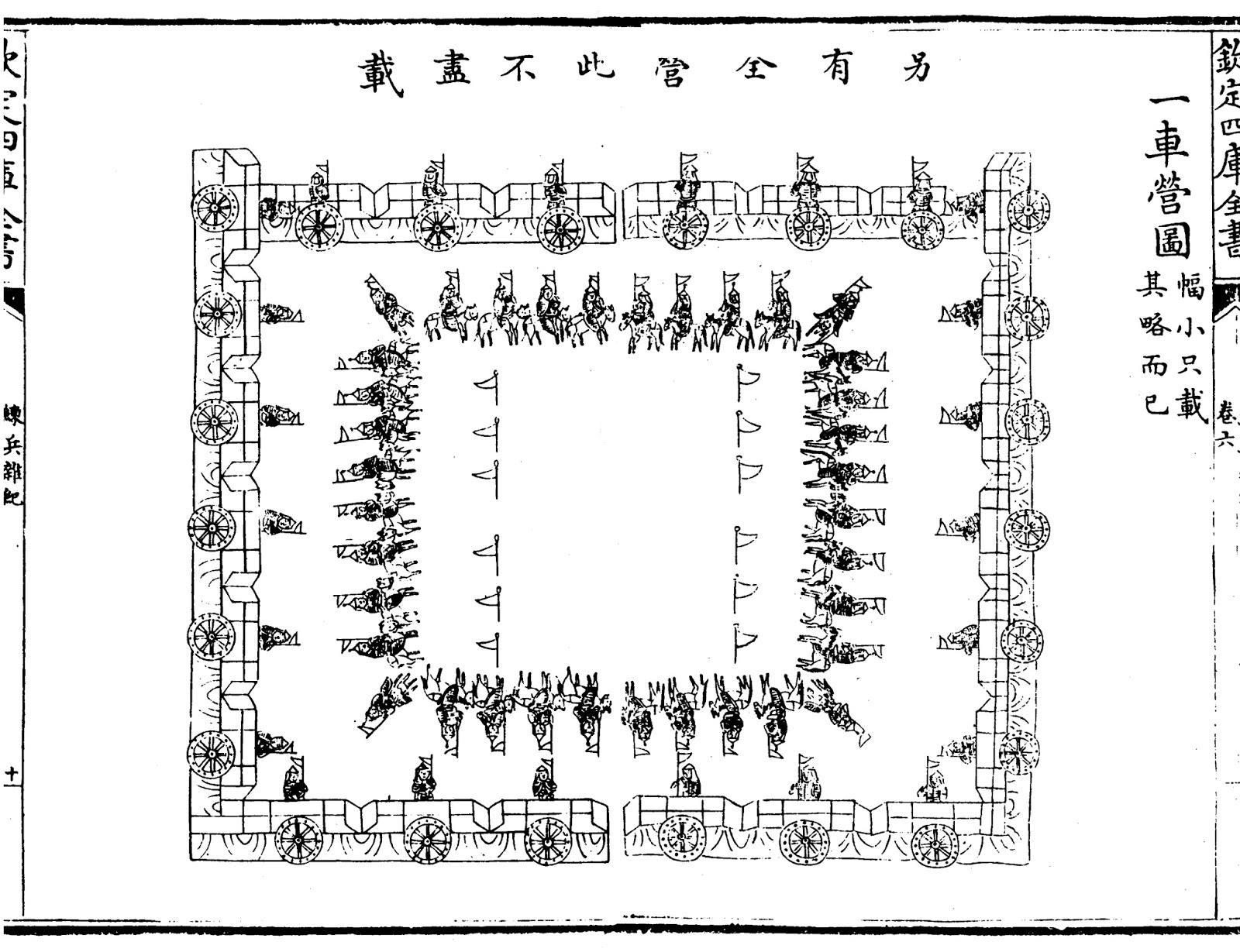
Accampamento di carri
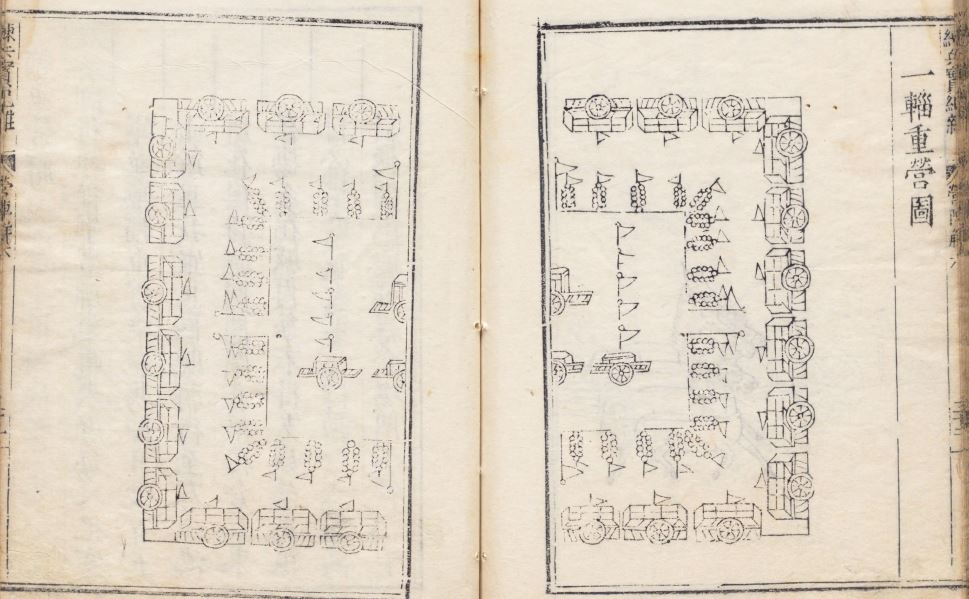
Accampamento di carri rifornimenti
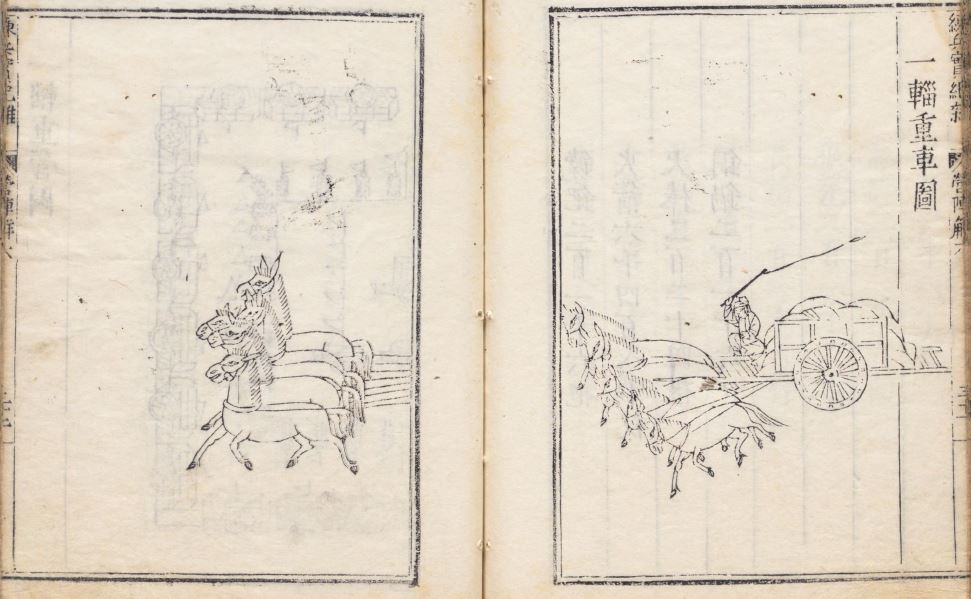
Carrello di rifornimento
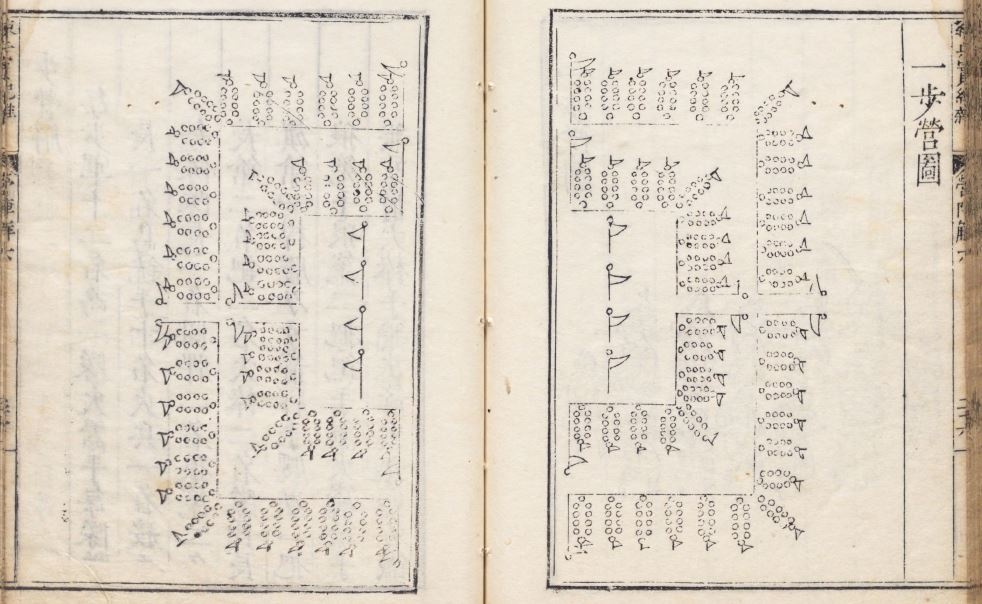
Accampamento di fanteria
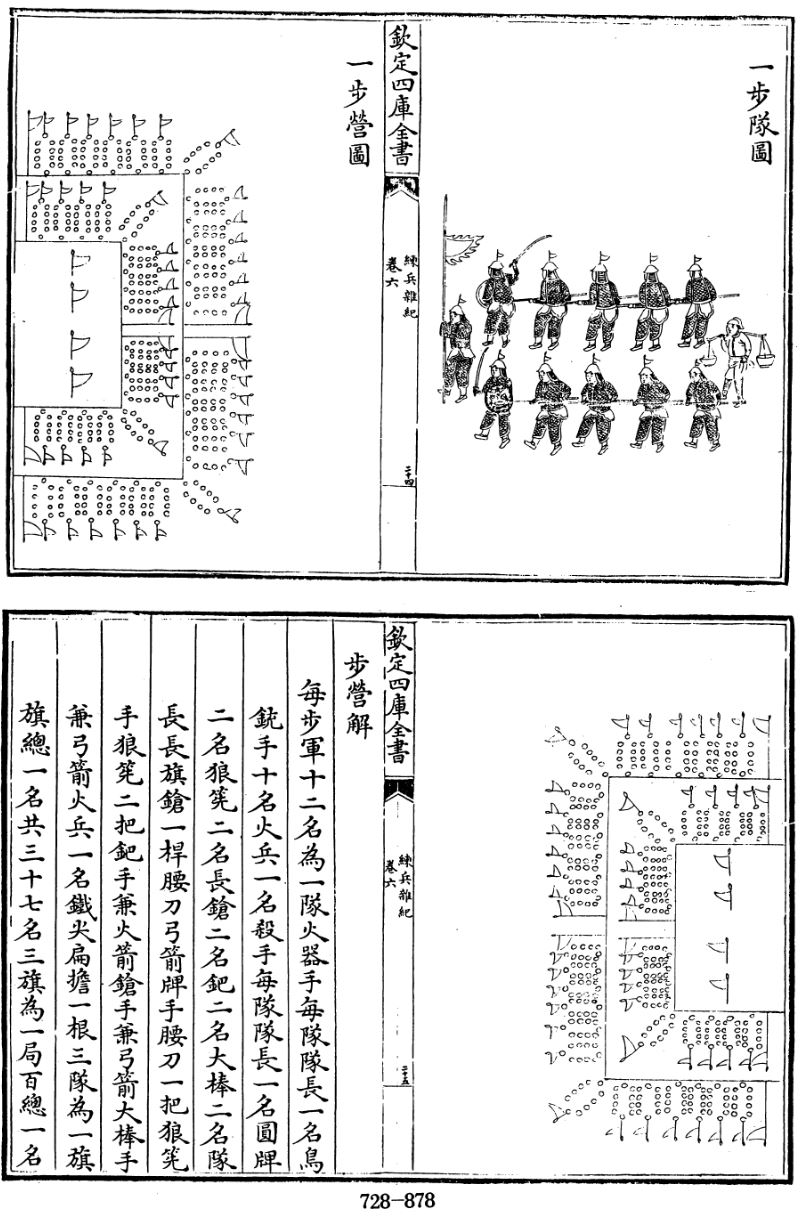
Squadra di fanteria
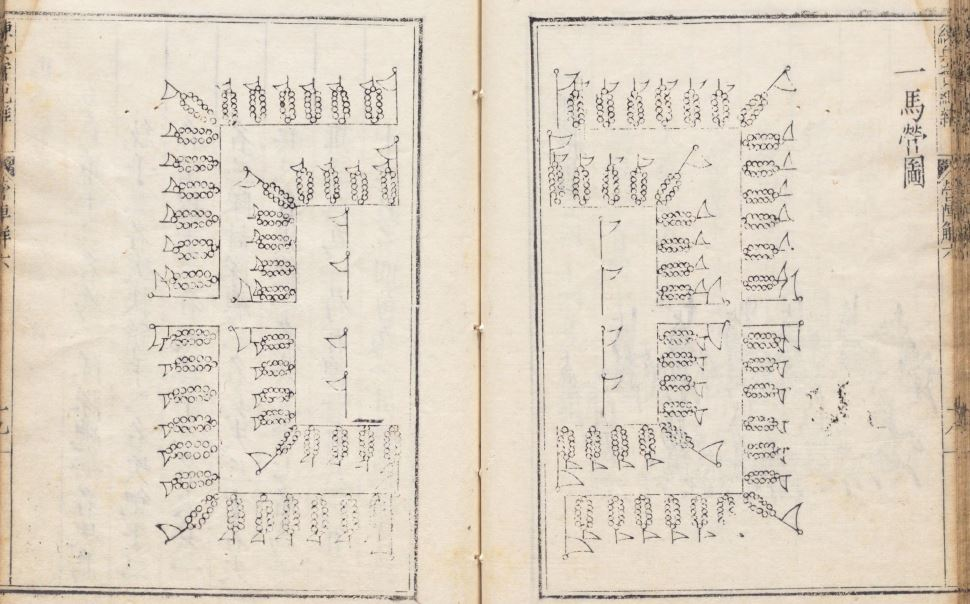
Accampamento di cavalleria
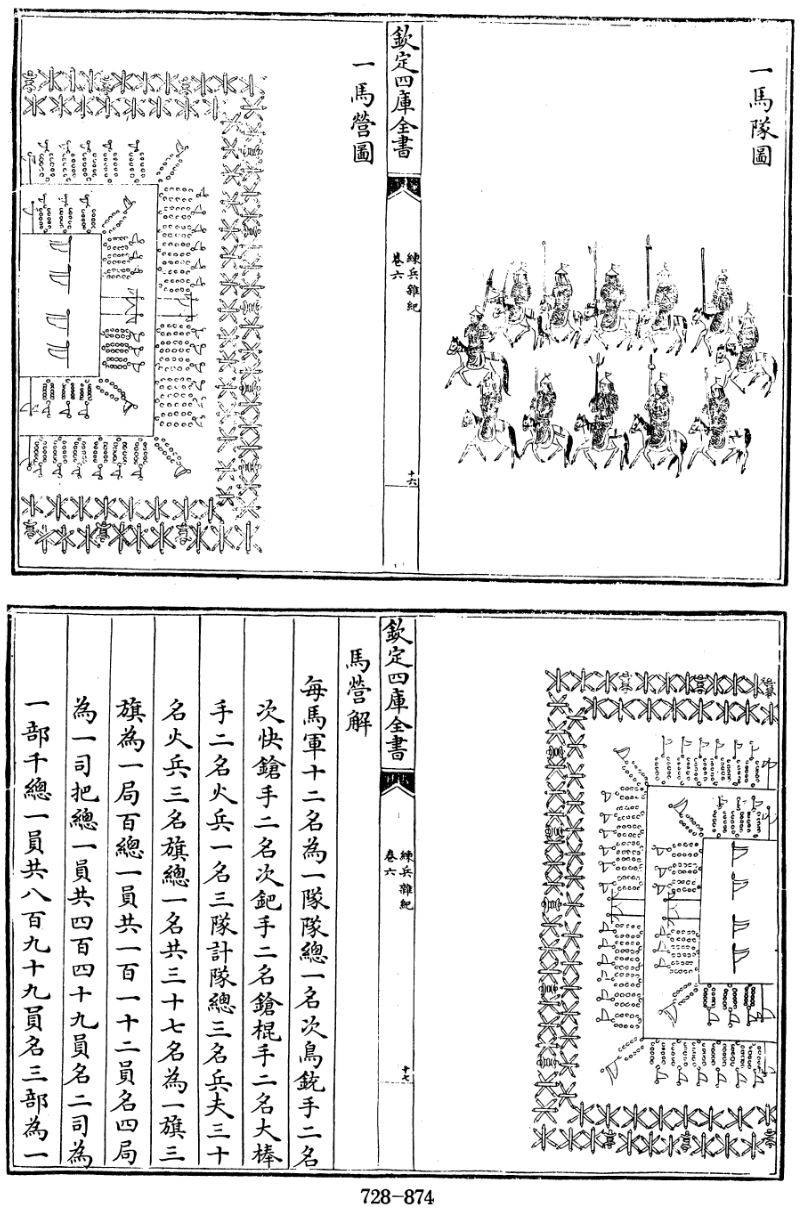
Squadra di cavalleria

#### Binglu

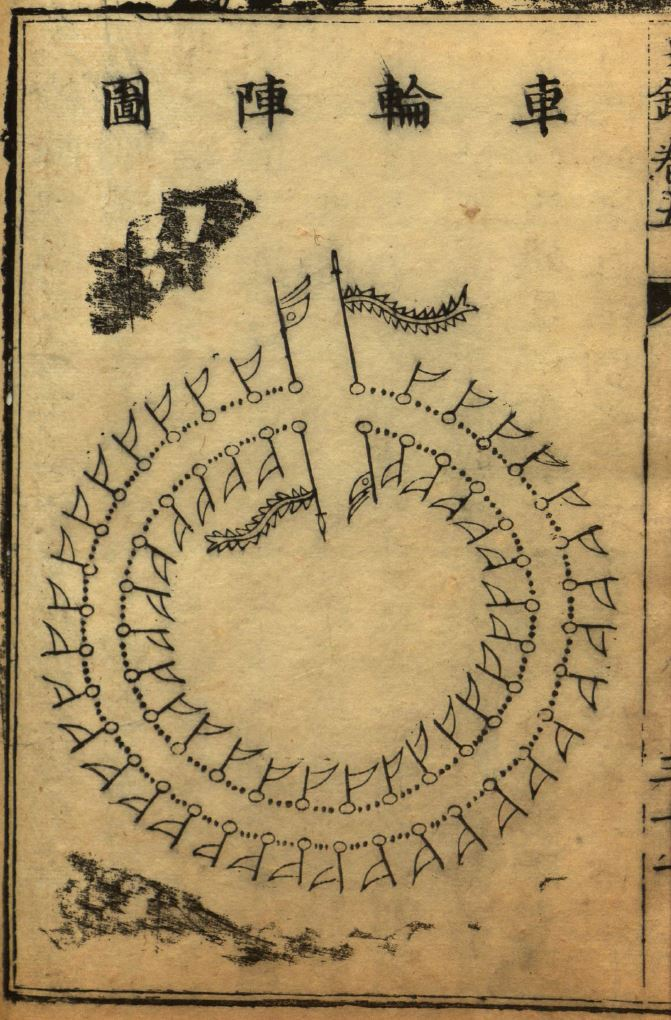
Formazione di carrelli circolari
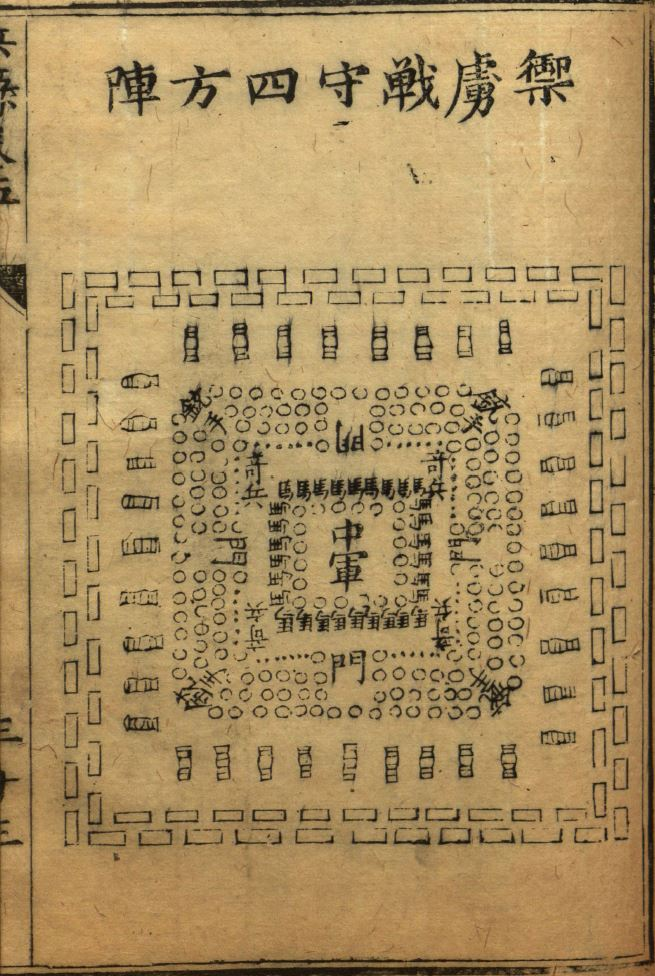
Formazione di cannoni difensivi
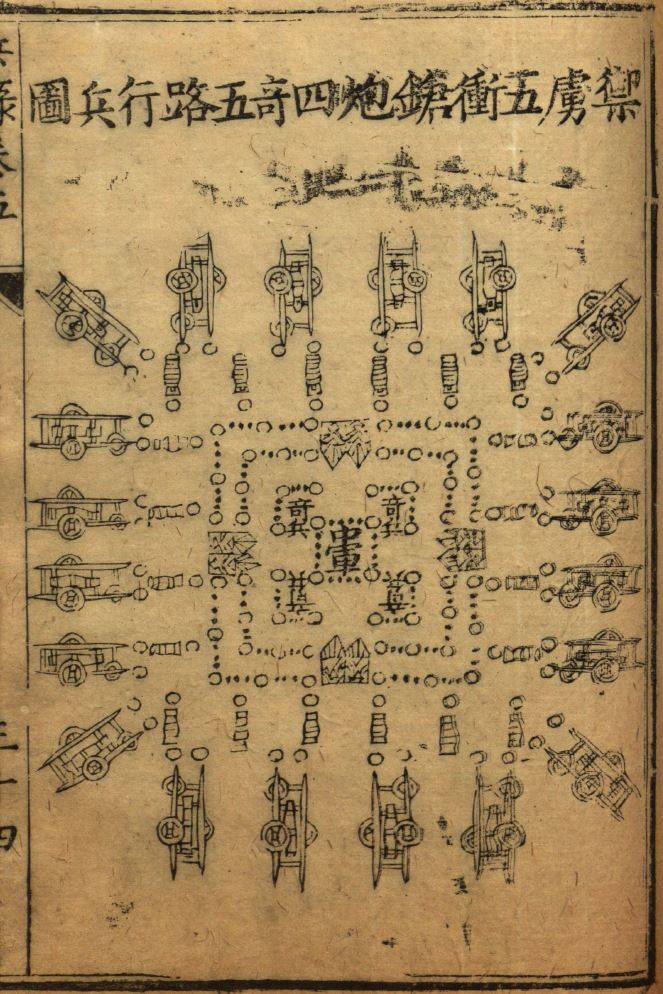
Formazione difensiva di cannoni mobili
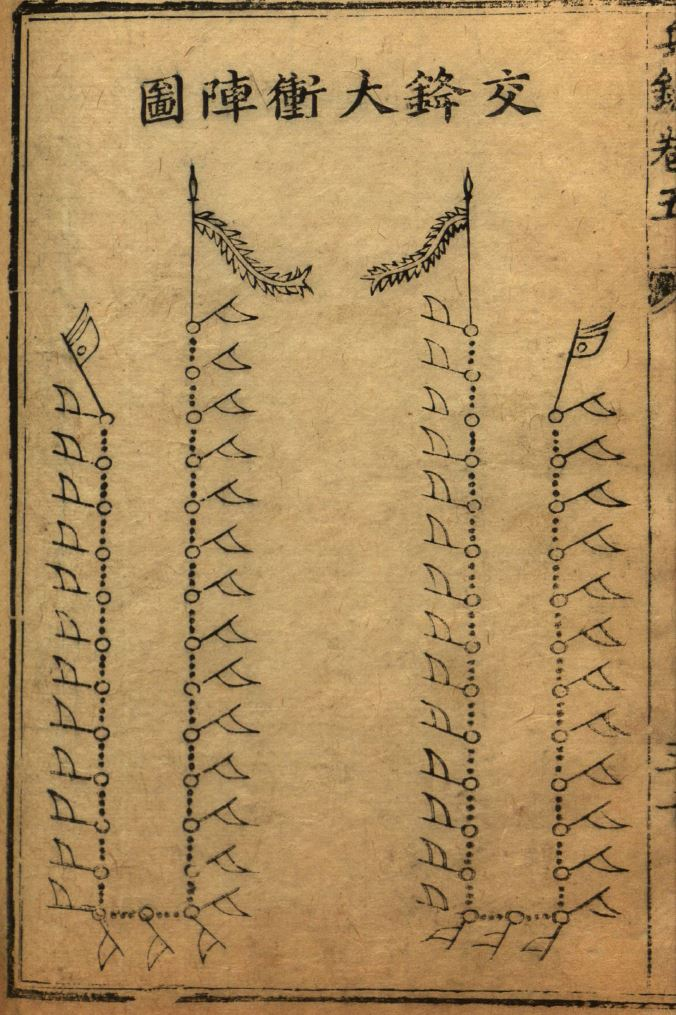
Crossing grande formazione di carica
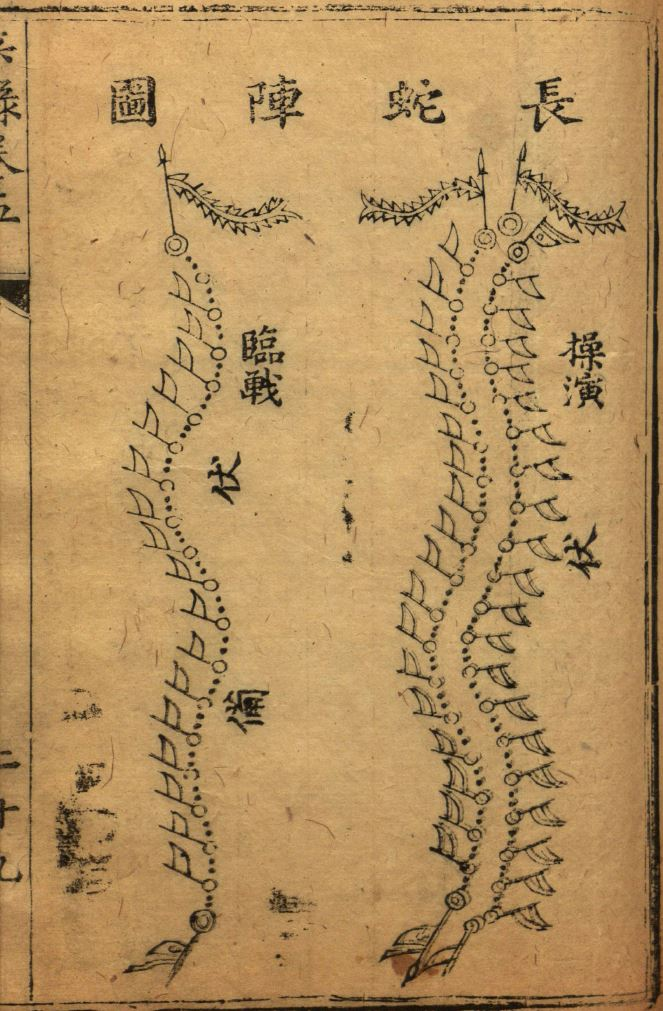
Lunga formazione di serpenti
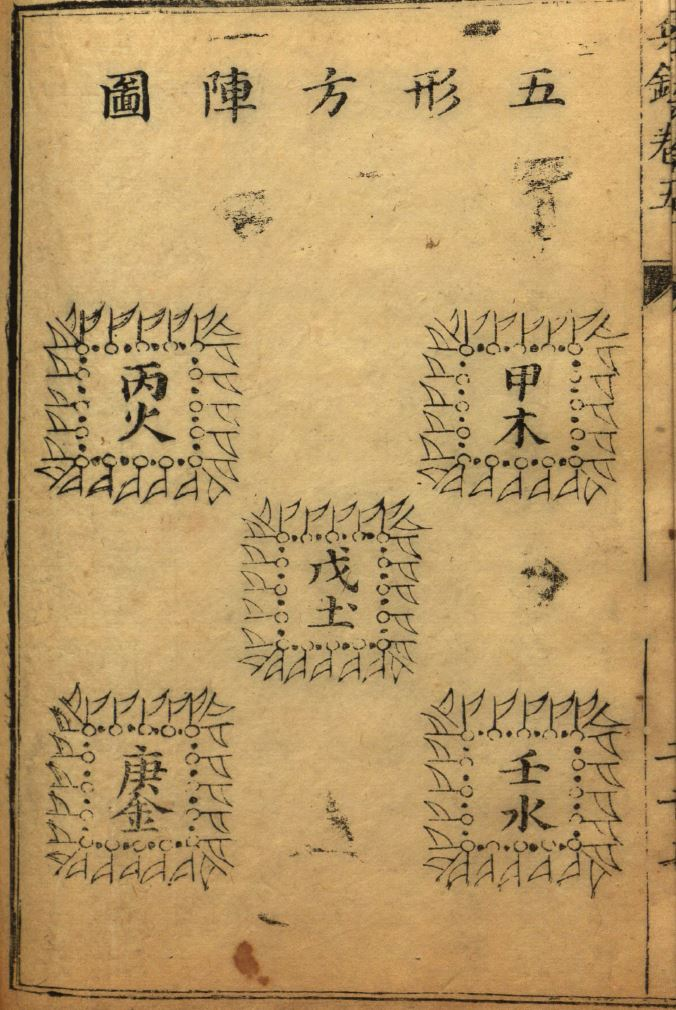
Formazione quadrata a cinque direzioni
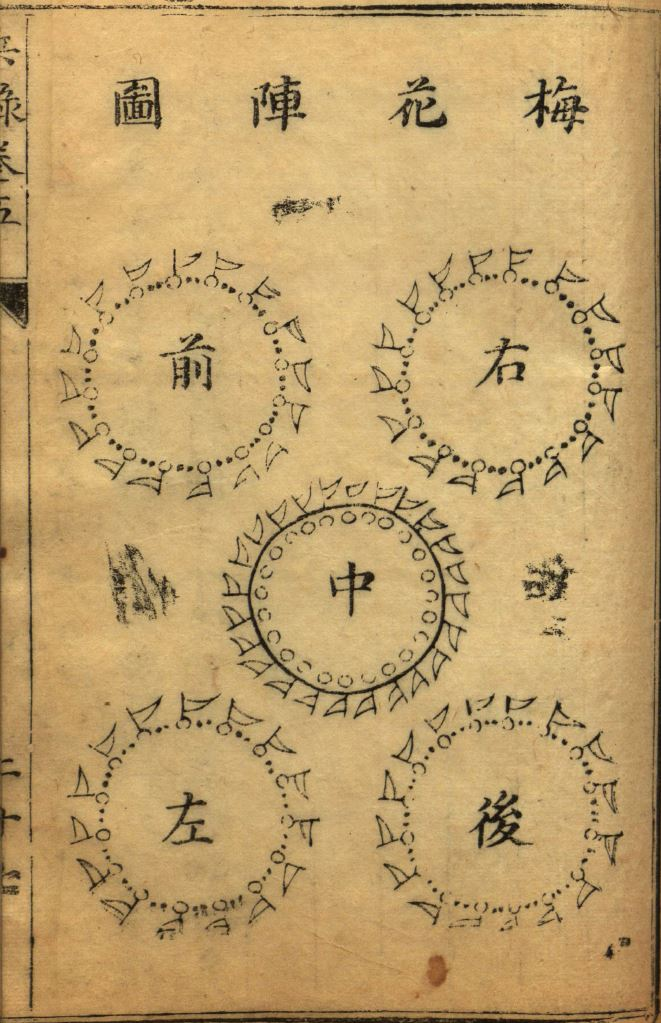
Formazione di fiori di prugna

## Guardie imperiali
La guardia dall'uniforme ricamata (zh. 錦衣衞T, 锦衣卫S, JǐnyīwèiP, lett. "Guardia vestita di broccato") era la polizia segreta imperiale creata da Hongwu (inizialmente come sua guardia del corpo personale) e distinta dalle Guardie imperiali propriamente dette (Jingwei). La Guardia dall'uniforme ricamata aveva il compito di raccogliere informazioni militari sul nemico e partecipare alle battaglie durante la loro pianificazione, oltre a svolgere incarichi quali commissari politici. Le guardie indossavano una caratteristica uniforme giallo oro, con una tavoletta indossata sul busto, e portavano una speciale arma a lama. A loro fu data l'autorità di annullare i procedimenti giudiziari con piena autonomia nell'arrestare, interrogare e punire chiunque, compresi i nobili e i parenti dell'imperatore. Come anticipato, i membri della guardia non erano obbligatoriamente di etnia Han ma potevano essere anche mongoli.

## Bandiere e striscioni
I trattati militari Ming hanno tramandato ai posteri una gran quantità di bandiere e striscioni in uso a quel tempo in Cina. Importanti informazioni iconografiche relative alla vessillologia sinica tra XIV e XVII secolo sono anche reperibili dall'Araldo della Partenza.

### Wubei Zhi

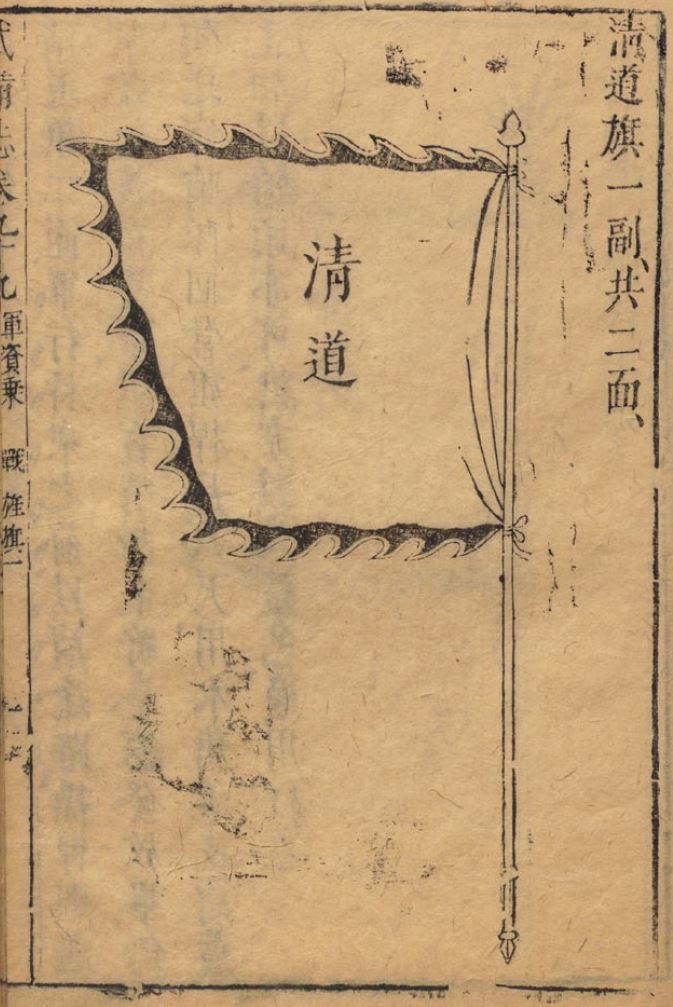
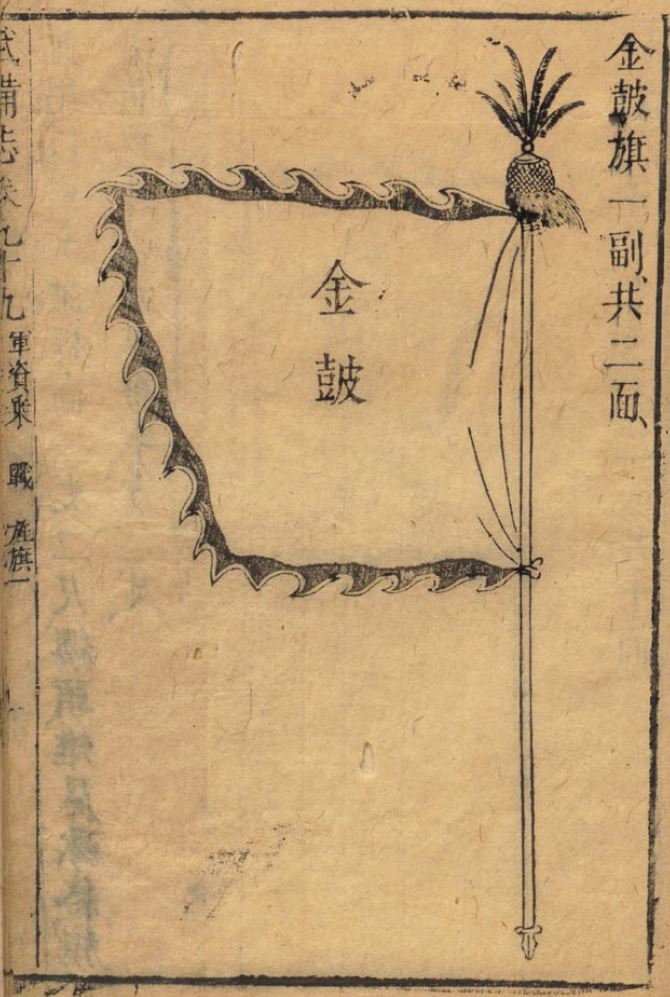
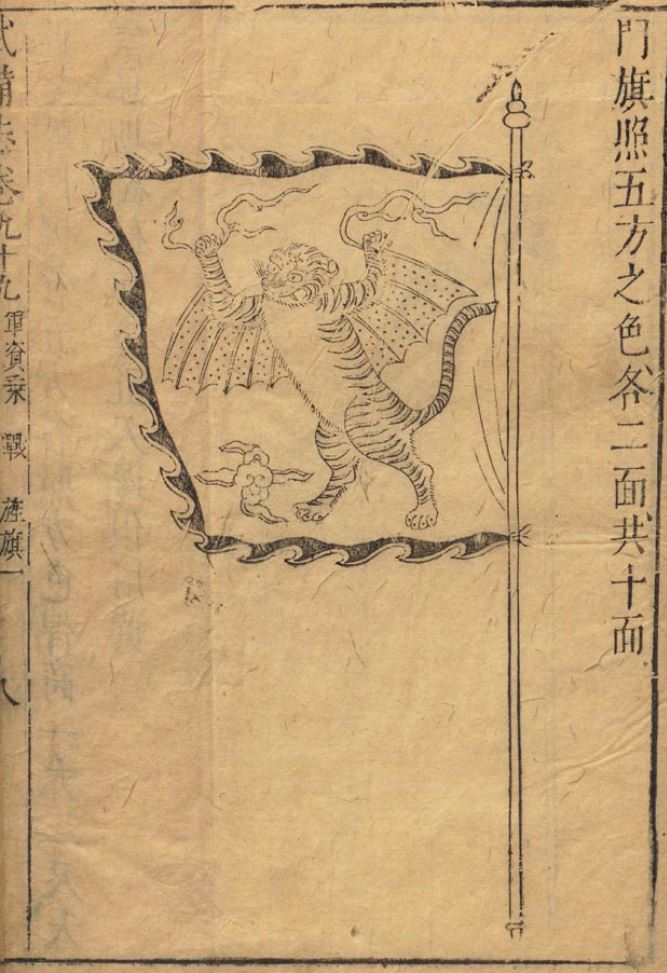
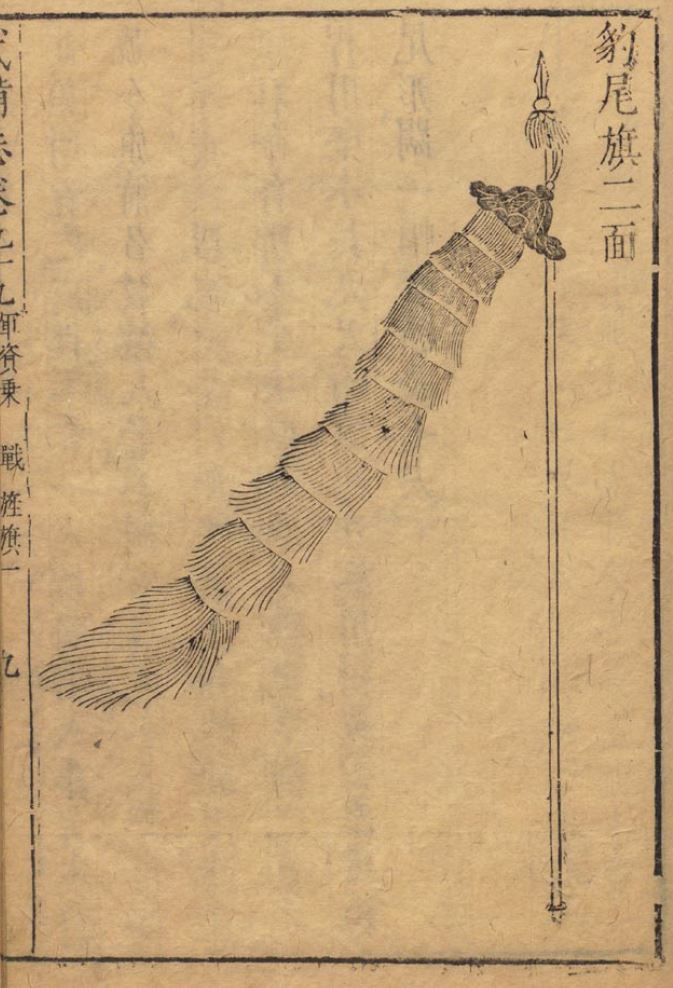
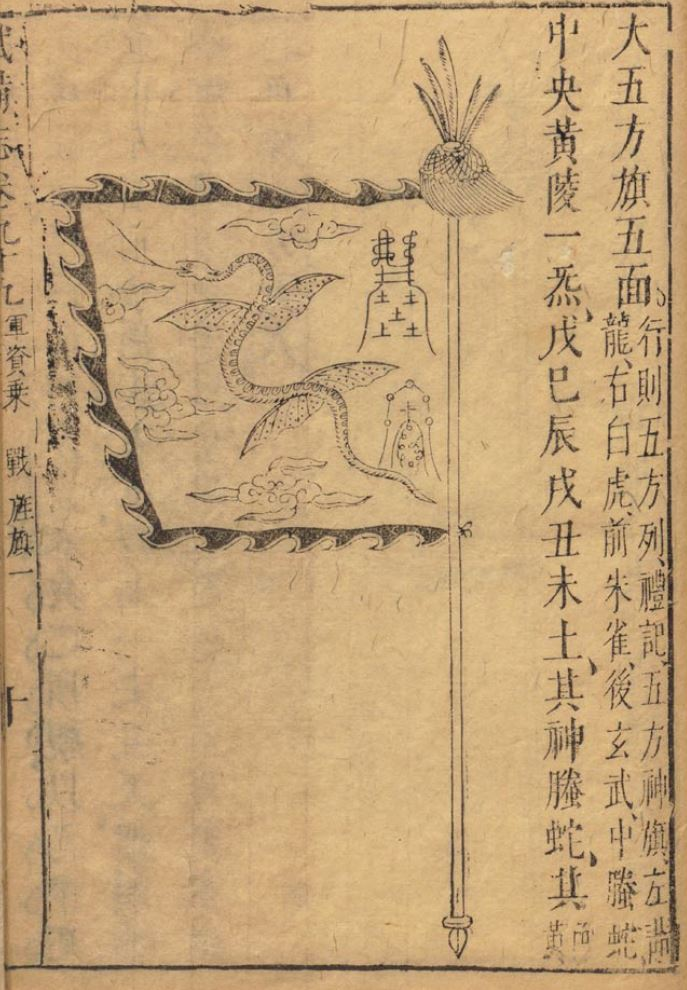
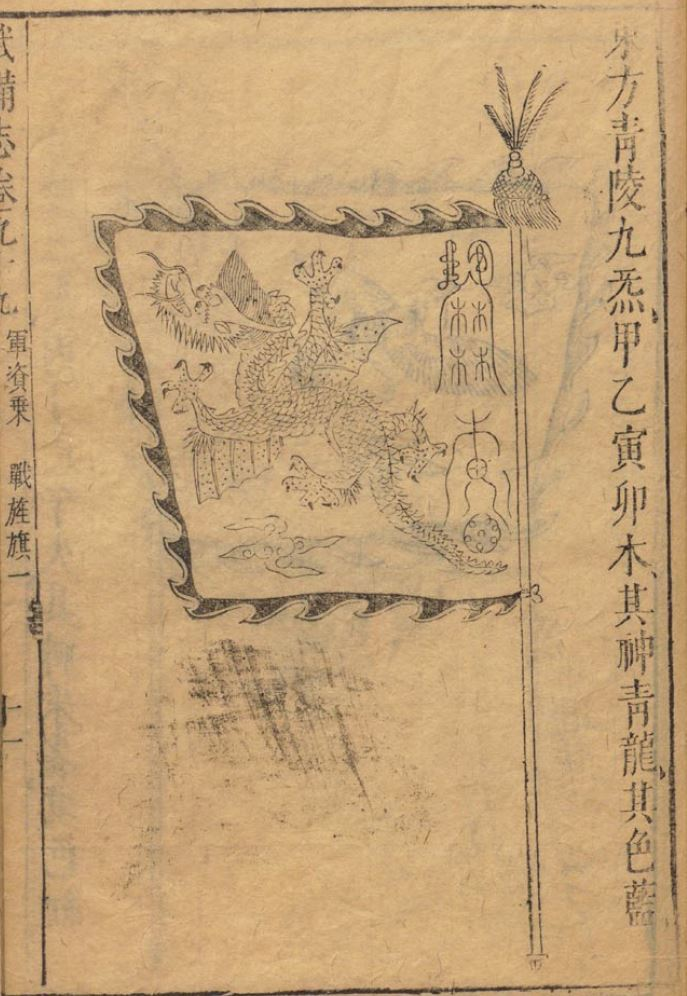

### Araldo della partenza

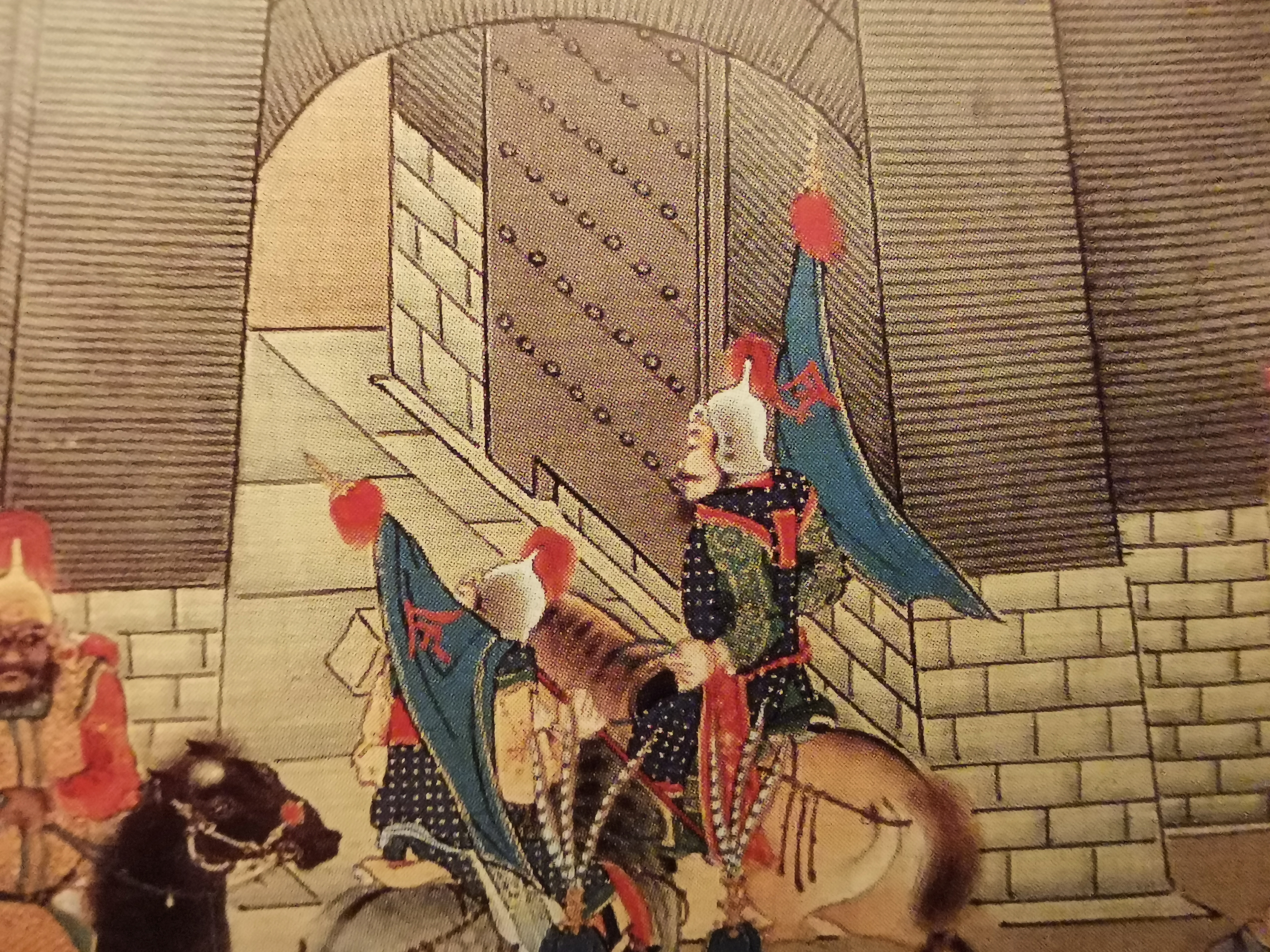
Araldo della partenza (PARTICOLARE)
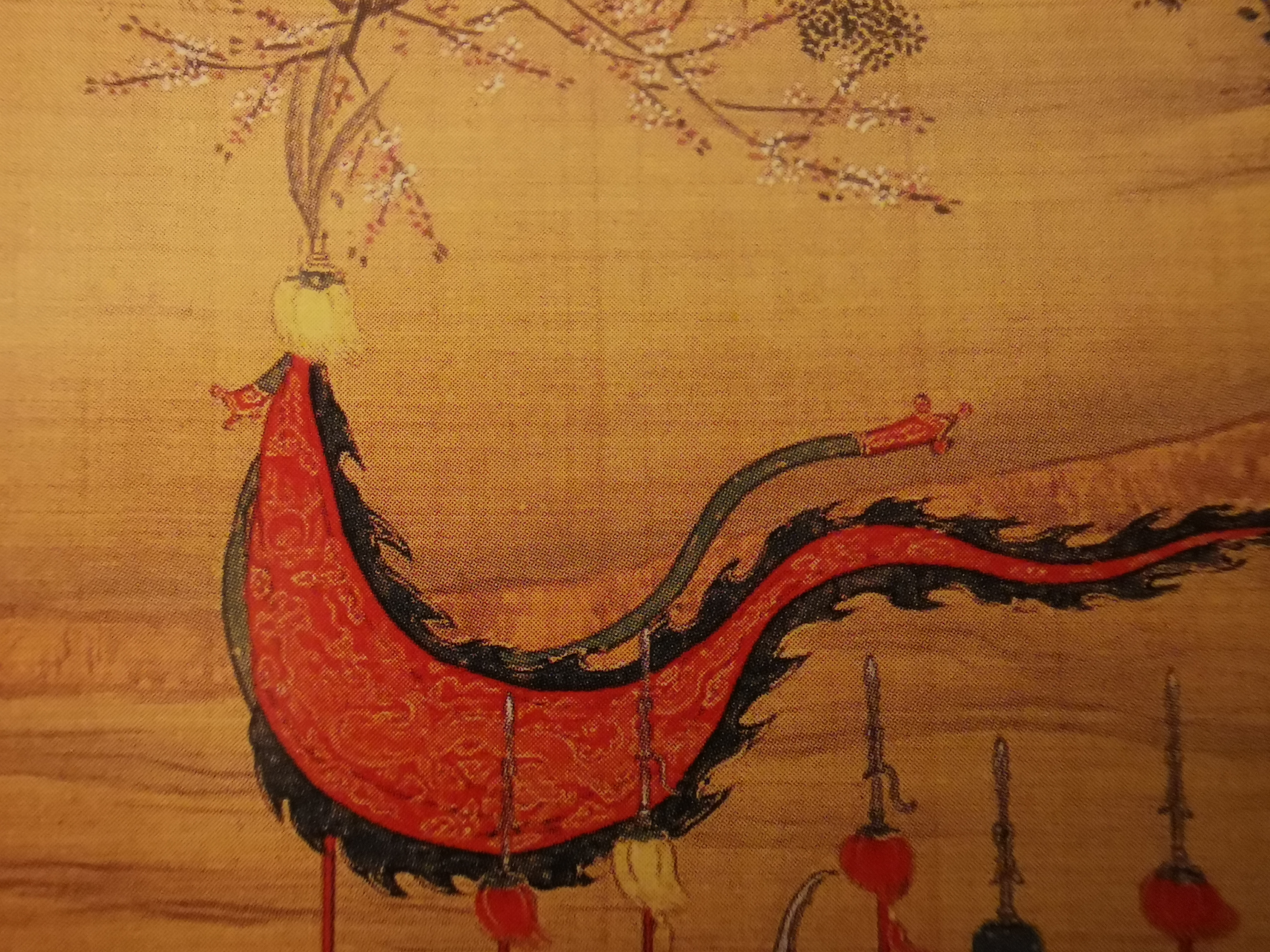
Araldo della partenza (PARTICOLARE)
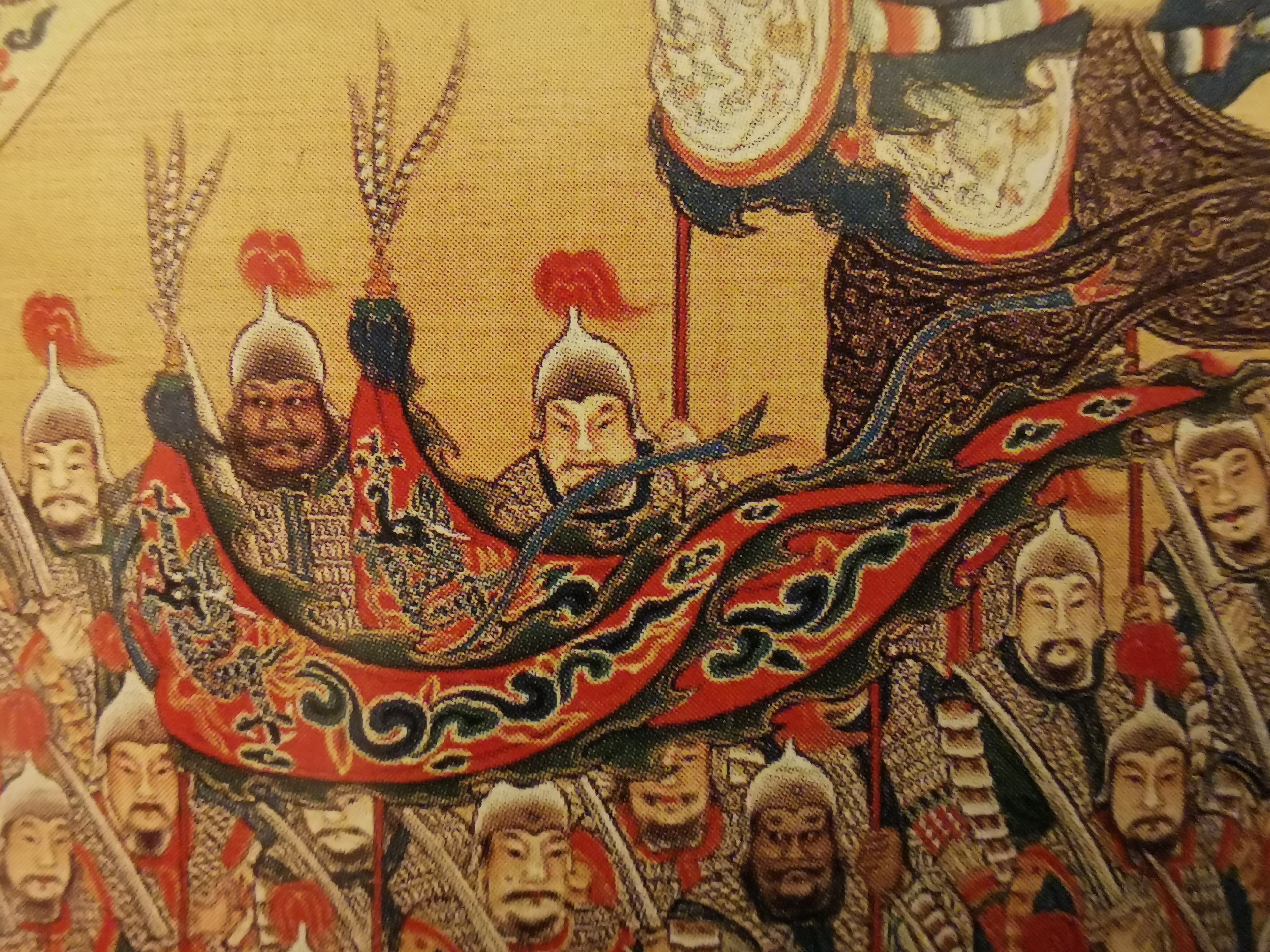
Araldo della partenza (PARTICOLARE)
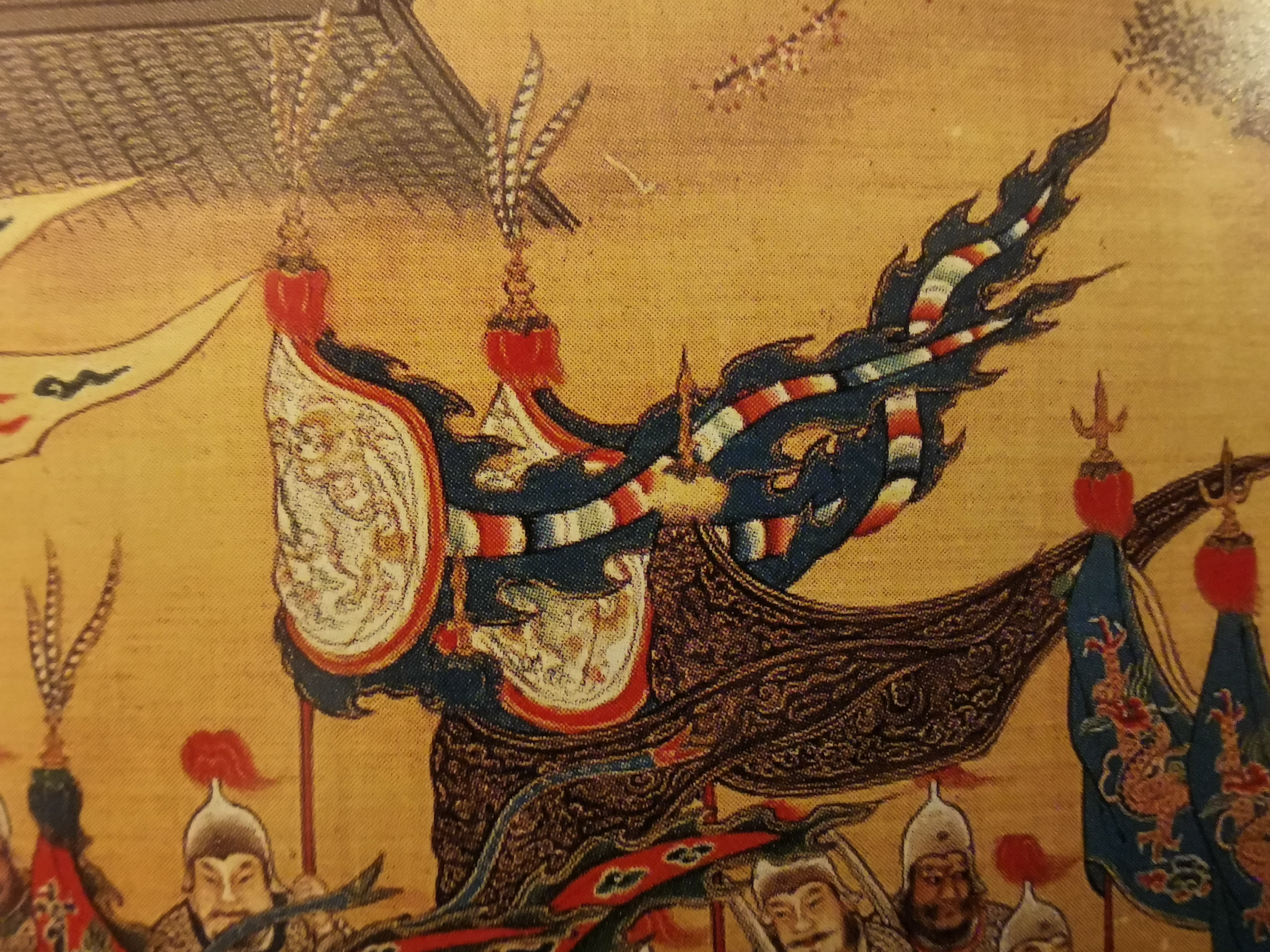
Araldo della partenza (PARTICOLARE)
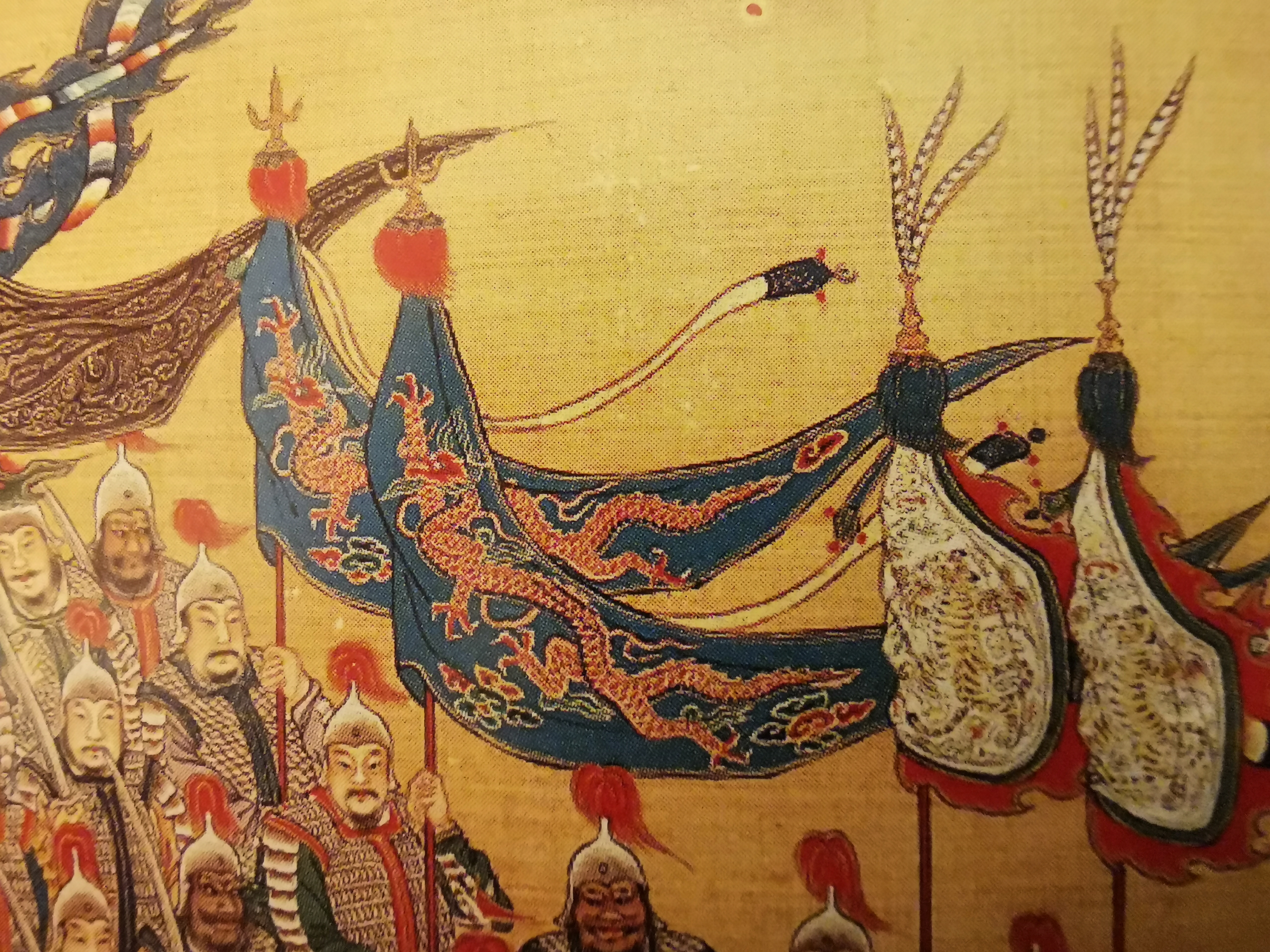
Araldo della partenza (PARTICOLARE)
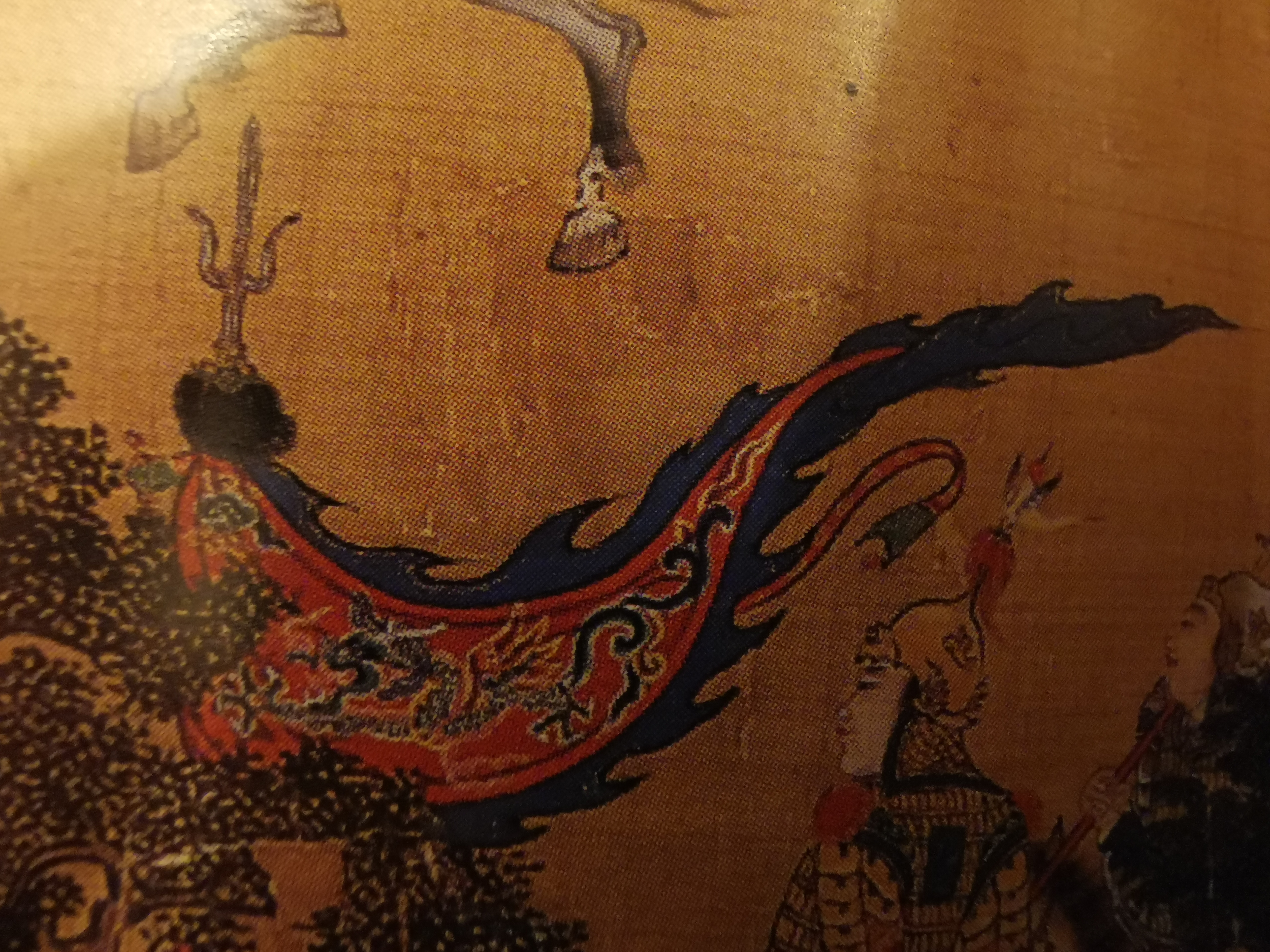
Araldo della partenza (PARTICOLARE)

## Condottieri militari notevoli dell'esercito Ming
- Imperatore Hongwu
- Mu Ying
- Imperatore Yongle
- Qi Jiguang
- Yuan Chonghuan
- Jiao Yu

### Esplicative
1. ↑  (EN) David M Robinson, Images of Subject Mongols Under the Ming Dynasty, in Late Imperial China, vol. 25, Johns Hopkins University Press, giugno 2004, DOI:10.1353/late.2004.0010, ISSN 1086-3257 (WC · ACNP).
«Verso la fine degli Han orientali (25-220 E.V.), i barbari che si arrendevano si stabilirono nell'entroterra [della Cina]. Col tempo, hanno imparato a studiare e hanno acquisito dimestichezza con [questioni del] passato e presente. Di conseguenza, durante la dinastia Jin (265-419), si verificò la Rivolta delle Cinque Tribù Barbariche (fine del III e inizio del IV secolo E.V.). Durante la nostra dinastia, i barbari arresi furono trasferiti in gran numero nell'entroterra. Poiché [la corte] è stata generosa nei suoi stipendi e premi, [i mongoli si accontentano di] semplicemente divertirsi con il tiro con l'arco e la caccia. I coraggiosi tra loro ottengono il riconoscimento attraverso il [servizio] nell'esercito. [Loro] servono come assistenti comandanti regionali e vice comandanti regionali. Sebbene non detengano i sigilli di comando, possono servire come alti ufficiali. Alcuni tra coloro che ricevono l'investitura nella nobiltà di merito possono occasionalmente detenere i sigilli del comando. Tuttavia [poiché la corte] pone grande enfasi sul mantenimento del controllo centralizzato degli eserciti, [i mongoli] non osano commettere misfatti. Di conseguenza, durante l'incidente di Tumu, mentre c'erano disordini ovunque, non si trattava comunque di una grande rivolta. Inoltre, [i mongoli] furono trasferiti nel Guangdong e nel Guangxi durante una campagna militare. Così, per più di 200 anni, abbiamo avuto pace in tutto il regno. Le politiche dinastiche degli antenati sono il prodotto di generazioni successive di protezione contro l'imprevisto. [Le nostre politiche] sono più approfondite di quelle degli Han. Le basi del merito superano di diecimila volte la famiglia Sima (fondatori dei Jin orientali). In una parola, non si può generalizzare [sulle politiche verso la resa dei barbari].»

### Bibliografiche
1. 1 2   Anita N. Andrew e John A. Rapp, Autocracy and China's Rebel Founding Emperors: Comparing Chairman Mao and Ming Taizu, Lanham, Rowman & Littlefield, 2000, ISBN 978-0-8476-9580-5.
2. 1 2 3  (EN) David Robinson, Why military institutions matter for Ming History, in Journal of Chinese History, vol. 1, n. 2, 2017,  pp. 297-327.
3. 1 2  Robinson 2008.
4. ↑  (EN) Martin Slobodník, The Relations Between The Chinese Ming Dynasty And The Tibetan Ruling House Of Phag-Mo-Gru In The Years 1368-1434: Political And Religious Aspects (PDF), vol. 13, 2004.
5. ↑  (EN) Michael E. Haskew e Christer Joregensen, Fighting Techniques of the Oriental World: Equipment, Combat Skills, and Tactics, St. Martin Press, 2008,  pp. 101 e s., ISBN 978-0-312-38696-2.
6. ↑  Mote & Twitchett 1988, pp. 122 e s.
7. ↑  (EN) Stephen Selby, Chinese archery, Hong Kong University Press, 1º gennaio 2000,  p. 267, ISBN 978-962-209-501-4.
8. ↑  (EN) Edward L. Farmer, Zhu Yuanzhang and Early Ming Legislation: The Reordering of Chinese Society Following the Era of Mongol Rule, 1995,  pp. 59 e s., ISBN 90-04-10391-0.
9. ↑  (EN) Sarah Schneewind, Community Schools and the State in Ming China, Stanford University Press, 2006,  pp. 54 e s., ISBN 978-0-8047-5174-2. (EN) Ming Empire 1368-1644, su san.beck.org. (EN) Stephen Selby, Chinese Archery - An Unbroken Tradition?, su atarn.org. URL consultato il 17 dicembre 2010 (archiviato dall'url originale il 12 ottobre 2015).
10. ↑  (EN) Lo Jung-pang, China as a Sea Power, 1127-1368: A Preliminary Survey of the Maritime Expansion and Naval Exploits of the Chinese People During the Southern Song and Yuan Periods,  p. 103, ISBN 978-9971-69-505-7.
11. ↑  Huang 1981, pp. 167-171.
12. ↑  Di Cosmo et al. 2009, p. 232.
13. 1 2 3  Wakeman 1985, pp. 25-30.
14. ↑  (EN) DA Graff, Medieval Chinese Warfare, 300-900, Routledge, 2002,  p. 109.
15. 1 2  Swope 2009, p. 19.
16. ↑  Szonyi 2017, p. 28.
17. ↑  Szonyi 2017, p. 2.
18. ↑  Szonyi 2017, pp. 35-36.
19. 1 2  Sim 2017, p. 234.
20. 1 2 3  Lorge 2011, p. 167.
21. 1 2  Wakeman 1985, pp. 37-39.
22. 1 2  Swope 2009, p. 21.
23. ↑  Swope 2009, pp. 19-20.
24. 1 2  Huang 1981, p. 160.
25. ↑  Swope 2009, p. 20.
26. ↑  (ZH) 322, in Storia dei Ming. ed. in (EN) Kwan-wai So, Japanese Piracy in Ming China During the 16th Century, East Lansing, Michigan State University Press, 1975,  p. 181.
27. ↑  Robinson 2013, pp. 44-45.
28. 1 2  Robinson 2013, p. 46.
29. ↑  (EN) Ray Huang, Military Expenditures in Sixteenth Century Ming China, in Oriens Extremus, vol. 17, 1970,  p. 43.
30. ↑  Robinson 2013, pp. 58-59.
31. ↑  Szonyi 2017, p. 83.
32. ↑  Robinson 2013, p. 45.
33. ↑  Szonyi 2017, pp. 26-27.
34. ↑  Szonyi 2017, pp. 64-65.
35. ↑  Szonyi 2017, p. 68.
36. ↑  Nimick 1995, p. 24.
37. ↑  Nimick 1995, p. 25.
38. 1 2 3  Sim 2017, p. 236.
39. ↑  Lorge 2011, p. 171.
40. 1 2  Jung-pang 2013, pp. 17-18.
41. ↑  Jung-pang 2013, pp. 331-332.
42. 1 2  Liang 2006.
43. ↑  Papelitzky 2017, p. 130.
44. ↑  Papelitzky 2017, p. 132.
45. ↑  Mote & Twitchett 1988, pp. 131–133, 139 e 175.
46. ↑  Mote & Twitchett 1988, pp. 161–162 e 170.
47. ↑  Mote & Twitchett 1988, pp. 176-177.
48. ↑  Mote & Twitchett 1988, pp. 192–193, 206–208 e 245.
49. ↑  Robinson 2013, p. 47.
50. ↑  Robinson 2013, p. 48.
51. ↑  Robinson 2013, pp. 54-55.
52. ↑   Dorothy Perkins,  p. 216, ISBN 978-1-135-93562-7,  https://books.google.com/books?id=KMQeAgAAQBAJ&q=hongwu+archery&pg=PA216.
53. ↑  Mote & Twitchett 1988, pp. 399 e s.
54. 1 2  Robinson 2013, pp. 55-56.
55. ↑  Mote & Twitchett 1988, pp. 379 e s.
56. ↑  (EN) Henry Serruys, Mongols Ennobled During The Early Ming, in Harvard Journal of Asiatic Studies, n. 22, 1959,  pp. 209-60.
57. ↑  Swope 2009, p. 25.
58. ↑  (EN) David M. Robinson, Ming China and its Allies: Imperial Rule in Eurasia, Cambridge University Press, 2020,  pp. 104, 129 e 171, ISBN 9781108489225.
59. ↑  Robinson 2008, p. 107.
60. ↑  Swope 2009, p. 22.
61. ↑  Csete 2006, p. 184.
62. ↑  Struve 1993, p. 61.
63. ↑  Struve 1993, pp. 57 e 58.
64. ↑  Andrade 2016, pp. 178-179.
65. ↑  Hawley 2005, p. 304.
66. ↑  Swope 2009, p. 341.
67. ↑  Swope 2009, p. 100.
68. ↑  (EN) "台粵兩地軍話的調查研究" [An Investigation of Military Vernaculars in Taiwan and Guangdong] (PDF), su ir.lis.nsysu.edu.tw:8080. URL consultato il 26 ottobre 2022 (archiviato dall'url originale il 14 dicembre 2019).
69. ↑  Lorge 2011, p. 181.
70. ↑  Lorge 2011, p. 177.
71. ↑  Lorge 2011, p. 180.
72. ↑  (EN) ZHAN MA DAO (斬馬刀), su greatmingmilitary.blogspot.com.
73. ↑  Selby 2010, pp. 63-65.
74. 1 2  Wubei Zhi, cap. 102.
75. ↑  Selby 2010, p. 64.
76. ↑  Wu Bei Yao Lue, cap. 4.
77. ↑  Selby 2010, p. 63.
78. ↑  Peers 2006, pp. 185-186 e 208.
79. ↑  (ZH) 丁国瑞, 明代军事志的发展特点和价值研究》, in 中国地方志 [China Local Records], vol. 3, 2017.
80. ↑  (ZH) 彭勇, 《四镇三关志》概说, in 《晋阳学刊》, vol. 6, 2017.
81. 1 2  Peers 2006, p. 185.
82. ↑  (EN) "Plate" armour of the Ming Dynasty, su greatmingmilitary.blogspot.com. URL consultato il 7 luglio 2018.
83. ↑  Liu 2003, pp. 63-64.
84. ↑  Andrade 2016, p. 57.
85. ↑  Andrade 2016, p. 67.
86. ↑  Swope 2009, p. 248.
87. 1 2  Coyett 1975, p. 51.
88. ↑  Wood 1830, p. 159.
89. ↑  Mesny 1896, p. 334.
90. ↑  Peers 2006, p. 184.
91. 1 2  Andrade 2016, p. 201.
92. 1 2  Andrade 2016, p. 141.
93. ↑  Needham 1986, p. 334.
94. ↑  Huang Yinong 2011.
95. ↑  Andrade 2016, pp. 59-67.
96. ↑  Needham 1986, pp. 306-307.
97. ↑  Turnbull 2008, p. 20.
98. ↑  Andrade 2016, p. 158.
99. ↑  Chase 2003, pp. 48-49.
100. ↑  Andrade 2016, p. 63.
101. ↑  Needham 1986, p. 307.
102. ↑  Andrade 2016, p. 55.
103. ↑  Robinson 2020, p. 137.
104. ↑  Lorge 2005, p. 134.
105. ↑  Swope 2014, p. 49.
106. ↑   UNESCO World Heritage List: Imperial Palaces of the Ming and Qing Dynasties in Beijing and Shenyang, su whc.unesco.org, UNESCO. URL consultato il 4 maggio 2007.
107. 1 2 3 4  (EN) Sirén O, The Walls and Gates of Peking, The Bodley Head, 1924.
108. 1 2 3 4  (EN) Arthur Waldron, The Great Wall of China : from history to myth, Cambridge University Press, 1990, ISBN 978-0-521-42707-4.
109. ↑  Peers 2006, pp. 203-204.
110. ↑   Gervase Phillips, Longbow and Hackbutt: Weapons Technology and Technology Transfer in Early Modern England, in Technology and Culture, vol. 40, 1999,  pp. 576-593, DOI:10.1353/tech.1999.0150.
111. ↑  Andrade 2016, pp. 158, 159 e 173.
112. ↑  (EN) Shih-shan Henry Tsai, The Eunuchs in the Ming Dynasty, SUNY Press, 1996.
113. ↑  (EN) Baocheng Xie, Brief History of the Official System in China, Paths International Ltd., 2013,  p. 24, ISBN 978-1844641536.

### Fonti
- (EN) Frederick Coyett, Neglected Formosa: a translation from the Dutch of Frederic Coyett's Verwaerloosde Formosa, 1975  [1675].
- (ZH) Mao Yuanyi, Wubei Zhi, 1621.
- (ZH) Qi Jiguang, Jixiao Xinshu, XVI secolo.
- (ZH) Cheng Ziyi, Wu Bei Yao Lue, 1638.

### Studi pre-1900
- (EN) James G. Benton, A Course of Instruction in Ordnance and Gunnery, 2ª ed., West Point, New York, Thomas Publications, 1862, ISBN 1-57747-079-6.
- (EN) William Mesny, Mesny's Chinese Miscellany, 1896.
- (EN) W. W. Wood, Sketches of China, 1830.

### Studi post-1900
- (EN) Chahryar Adle, History of Civilizations of Central Asia: Development in Contrast: from the Sixteenth to the Mid-Nineteenth Century, 2003.
- (EN) Gábor Ágoston, Guns for the Sultan: Military Power and the Weapons Industry in the Ottoman Empire, Cambridge University Press, 2005, ISBN 0-521-60391-9.
- (EN) Jai Prakash Agrawal, High Energy Materials: Propellants, Explosives and Pyrotechnics, Wiley-VCH, 2010.
- (EN) Tonio Andrade, The Gunpowder Age: China, Military Innovation, and the Rise of the West in World History, Princeton University Press, 2016, ISBN 978-0-691-13597-7.
- (EN) Thomas Arnold, The Renaissance at War, Cassell & Co, 2001, ISBN 0-304-35270-5.
- (EN) G. I. Brown, The Big Bang: A History of Explosives, Sutton Publishing, 1998, ISBN 0-7509-1878-0..
- (EN) Buchanan Brenda J. (a cura di), Gunpowder, Explosives and the State: A Technological History, Aldershot, Ashgate, 2006, ISBN 0-7546-5259-9.
- (EN) Kenneth Chase, Firearms: A Global History to 1700, Cambridge University Press, 2003, ISBN 0-521-82274-2.
- (EN) Wayne Cocroft, Dangerous Energy: The archaeology of gunpowder and military explosives manufacture, Swindon, English Heritage, 2000, ISBN 1-85074-718-0.
- (EN) Haruko Taya Cook, Japan At War: An Oral History, Phoenix Press, 2000.
- (EN) Robert Cowley, Experience of War, Laurel, 1993.
- (EN) David Cressy, Saltpeter: The Mother of Gunpowder, Oxford University Press, 2013.
- (EN) Alfred W. Crosby, Throwing Fire: Projectile Technology Through History, Cambridge University Press, 2002, ISBN 0-521-79158-8.
- (EN) Anne Csete, Ethnicity, Conflict, and the State in the Early to Mid-Qing, 2006.
- (EN) W. S. Curtis, Long Range Shooting: A Historical Perspective, WeldenOwen, 2014.
- (EN) Nicola [et al.] Di Cosmo, Military Culture in Imperial China, Harvard University Press, 2009, ISBN 9780674031098.
- (EN) Brian Earl, Cornish Explosives, Cornwall, The Trevithick Society, 1978, ISBN 0-904040-13-5.
- (EN) S. C. Easton, Roger Bacon and His Search for a Universal Science: A Reconsideration of the Life and Work of Roger Bacon in the Light of His Own Stated Purposes, Basil Blackwell, 1952.
- (EN) Patricia B. Ebrey, The Cambridge Illustrated History of China, Cambridge University Press, 1999, ISBN 0-521-43519-6.
- (EN) R.G. Grant, Battle at Sea: 3,000 Years of Naval Warfare, DK Publishing, 2011.
- (EN) R. Lee Hadden, Confederate Boys and Peter Monkeys, in Armchair General, Adapted from a talk given to the Geological Society of America on 25 March 2004, gennaio 2005.
- (EN) Richard Harding, Seapower and Naval Warfare, 1650-1830, UCL Press Limited, 1999.
- (EN) Ahmad Y. al-Hassan, Potassium Nitrate in Arabic and Latin Sources, in History of Science and Technology in Islam, 2001. URL consultato il 23 luglio 2007.
- (EN) Samuel Hawley, The Imjin War, The Royal Asiatic Society, Korea Branch/UC Berkeley Press, 2005, ISBN 89-954424-2-5.
- (EN) John M. Hobson, The Eastern Origins of Western Civilisation, Cambridge University Press, 2004.
- (EN) Ray Huang, 1587. A Year of No Significance: The Ming Dynasty in Decline, Yale University Press, 1981.
- (EN) Norman Gardner Johnson, explosive, in Encyclopædia Britannica, Chicago, Encyclopædia Britannica Online.
- (EN) Jack Kelly, Gunpowder: Alchemy, Bombards, & Pyrotechnics: The History of the Explosive that Changed the World, Basic Books, 2004, ISBN 0-465-03718-6.
- (EN) Iqtidar Alam Khan, Coming of Gunpowder to the Islamic World and North India: Spotlight on the Role of the Mongols, in Journal of Asian History, vol. 30, 1996,  pp. 41-5..
- (EN) Iqtidar Alam Khan, Gunpowder and Firearms: Warfare in Medieval India, Oxford University Press, 2004.
- (EN) Iqtidar Alam Khan, Historical Dictionary of Medieval India, The Scarecrow Press, Inc., 2008, ISBN 978-0-8108-5503-8.
- (EN) Jeff Kinard, Artillery An Illustrated History of its Impact, 2007.
- (EN) Angus Konstam, Renaissance War Galley 1470-1590, Osprey Publisher, 2002.
- (EN) Jieming Liang, Chinese Siege Warfare: Mechanical Artillery & Siege Weapons of Antiquity, Singapore, Leong Kit Meng, 2006, ISBN 981-05-5380-3.
- (EN) Olaf G. Lidin, Tanegashima – The Arrival of Europe in Japan, Nordic Inst of Asian Studies, 2002, ISBN 8791114128.
- *(EN) Liu Y, Ancient Chinese Armour, Shanghai Chinese Classics Publishing House, 2003, ISBN 7-5325-3536-3.
- (EN) Peter A. Lorge, The Asian Military Revolution: from Gunpowder to the Bomb, Cambridge University Press, 2008, ISBN 978-0-521-60954-8.
- (EN) Peter A. Lorge, Chinese Martial Arts: From Antiquity to the Twenty-First Century, Cambridge, Cambridge University Press, 2011, ISBN 978-0-521-87881-4.
- (EN) Gwei-Djen Lu, The Oldest Representation of a Bombard, in Technology and Culture, vol. 29, 1988,  pp. 594-605, DOI:10.2307/3105275, JSTOR 3105275.
- (EN) Timothy May, The Mongol Conquests in World History, Reaktion Books, 2012.
- (EN) Sean McLahlan, Medieval Handgonnes, 2010.
- (EN) William Hardy McNeill, The Rise of the West: A History of the Human Community, University of Chicago Press, 1992.
- (EN) Stephen Morillo, War in World History: Society, Technology, and War from Ancient Times to the Present, Volume 1, To 1500, McGraw-Hill, 2008, ISBN 978-0-07-052584-9.
- (EN) Frederick W. Mote e Denis Twitchett, The Cambridge History of China: Volume 7, The Ming Dynasty, 1368-1644, Cambridge University Press, 26 febbraio 1988, ISBN 978-0-521-24332-2.
- (EN) Joseph Needham, Science and Civilization in China Volume 4 Part 3, Cambridge At The University Press, 1971.
- (EN) Joseph Needham, Science & Civilisation in China, Vol. 5, Chemistry and chemical technology; Pt. 4, Spagyrical discovery and invention, Cambridge University Press, 1980, ISBN 0-521-08573-X.
- (EN) Joseph Needham, Science & Civilisation in China, Vol. 5, Chemistry and chemical technology; Pt. 7, The Gunpowder Epic, Cambridge University Press, 1986, ISBN 0-521-30358-3.
- (EN) David Nicolle, The Mongol Warlords: Ghengis Khan, Kublai Khan, Hulegu, Tamerlane, 1990.
- (EN) Thomas G. Nimick, Ch’i Chi-kuang (Qi Jiguang) and I-Wu County, in Ming Studies, vol. 34, 1995,  pp. 17-29.
- (EN) Cathal J. Nolan, The Age of Wars of Religion, 1000–1650: an Encyclopedia of Global Warfare and Civilization, Vol 1, A-K, vol. 1, Westport & London, Greenwood Press, 2006, ISBN 0-313-33733-0.
- (EN) John Norris, Early Gunpowder Artillery: 1300–1600, Marlborough, The Crowood Press, 2003.
- (EN) Elke Papelitzky, Naval warfare of the Ming dynasty (1368-1644): A comparison between Chinese military texts and archaeological sources, in Rebecca O'Sullivan, Christina Marini e Julia Binnberg (a cura di), Archaeological Approaches to Breaking Boundaries: Interaction, Integration & Division. Proceedings of the Graduate Archaeology at Oxford Conferences 2015–2016, Oxford, British Archaeological Reports, 2017,  pp. 129-135.
- (EN) J. R. Partington, A History of Greek Fire and Gunpowder, Baltimore, Johns Hopkins University Press, 1999  [1960], ISBN 0-8018-5954-9.
- (EN) John Merton Patrick, Artillery and warfare during the thirteenth and fourteenth centuries, Utah State University Press, 1961..
- (EN) Roger Pauly, Firearms: The Life Story of a Technology, Greenwood Publishing Group, 2004..
- (EN) Chris J. Peers, Soldiers of the Dragon: Chinese Armies 1500 BC - AD 1840, New York, Osprey Publishing, 2006, ISBN 1-84603-098-6.
- (EN) Chris J Peers, Battles of Ancient China, Pen & Sword Military, 2013.
- (EN) Noel Perrin, Giving up the Gun, Japan's reversion to the Sword, 1543–1879, Boston, David R. Godine, 1979, ISBN 0-87923-773-2.
- (EN) David E. Petzal, The Total Gun Manual, Canadian, WeldonOwen, 2014.
- (EN) Henry Prataps Phillips, The History and Chronology of Gunpowder and Gunpowder Weapons (c.1000 to 1850), Notion Press, 2016.
- (EN) Peter Purton, A History of the Late Medieval Siege, 1200–1500, Boydell Press, 2010, ISBN 978-1-84383-449-6.
- (EN) Benjamin Robins, New Principles of Gunnery, 1742.
- (EN) David M. Robinson, Military Labor in China, c. 1500. Fighting for a Living: A Comparative Study of Military Labour 1500-2000, a cura di Erik-Jan Zürcher, Amsterdam University Press, 2013.
- (EN) David M. Robinson [et al.], Culture, Courtiers, and Competition: The Ming Court (1368–1644) (PDF), Harvard East Asian Monographs, 2008, ISBN 978-0674028234. URL consultato il 26 ottobre 2022 (archiviato dall'url originale l'11 giugno 2016).
- (EN) Susan Rose, Medieval Naval Warfare 1000-1500, Routledge, 2002.
- (EN) Kaushik Roy, Warfare in Pre-British India, Routledge, 2015.
- (DE) Volker Schmidtchen, Riesengeschütze des 15. Jahrhunderts. Technische Höchstleistungen ihrer Zeit, in Technikgeschichte, vol. 44, 1997.
- (EN) Y.H. Teddy Sim, The Maritime Defense of China: Ming General Qi Jiguang and Beyond, Springer, 2017.
- (EN) Lynn A. Struve (a cura di), 4. The Emperor Really has Left: Nanjing Changes Hands, in Voices from the Ming-Qing Cataclysm: China in Tigers' Jaws, Yale University Press, 1993, ISBN 0300075537.
- (EN) Kenneth M. Swope, A Dragon's Head and a Serpent's Tail: Ming China and the First Great East Asian War, 1592–1598, University of Oklahoma Press, 2009.
- (EN) Kenneth Swope, The Military Collapse of China's Ming Dynasty, Routledge, 2014.
- (EN) Michael Szonyi, The Art of Being Governed: Everyday Politics in Late Imperial China, Princeton University Press, 2017.
- (EN) Nhung Tuyet Tran, Viêt Nam Borderless Histories, University of Wisconsin Press, 2006..
- (EN) Stephen Turnbull, Fighting Ships Far East : 2. Japan and Korea AD 612-1639, Osprey Publishing, 2003, ISBN 1-84176-478-7.
- (EN) Stephen Turnbull, The Samurai Invasion of Korea 1592-98, Osprey Publishing, 2008.
- (EN) Tadeusz Urbanski, Chemistry and Technology of Explosives, III, New York, Pergamon Press, 1967.
- (EN) L. J. Andrew Villalon, The Hundred Years War (part II): Different Vistas, Brill Academic Pub, 2008, ISBN 978-90-04-16821-3.
- (EN) John A. Wagner, The Encyclopedia of the Hundred Years War, Westport & London, Greenwood Press, 2006, ISBN 0-313-32736-X.
- (EN) Frederic Jr. Wakeman, The Great Enterprise: The Manchu Reconstruction of Imperial Order in Seventeenth-century China, University of California Press, 1985, ISBN 978-0-520-04804-1.
- (EN) Peter Watson, Ideas: A History of Thought and Invention, from Fire to Freud, Harper Perennial (2006), 2006, ISBN 0-06-093564-2.
- (EN) Philip Wilkinson, Castles, Dorling Kindersley, 9 settembre 1997, ISBN 978-0-7894-2047-3.
- (EN) Robert Wilkinson-Latham, Napoleon's Artillery, Osprey Publishing, 1975, ISBN 0-85045-247-3.
- (EN) James H. Willbanks, Machine guns: an illustrated history of their impact, ABC-CLIO, 2004.
- (EN) Anthony G. Williams, Rapid Fire, Shrewsbury, Airlife Publishing, 2000, ISBN 1-84037-435-7.